# Liste von Persönlichkeiten der Stadt Bern
Die Liste von Persönlichkeiten der Stadt Bern enthält die in der Stadt Bern (Schweiz) geborene Persönlichkeiten sowie solche, die in Bern gewirkt haben, dabei jedoch andernorts geboren wurden. Die Liste erhebt keinen Anspruch auf Vollständigkeit.

## Bekannte Personen, die in Bern geboren wurden

### 13. bis 15. Jahrhundert

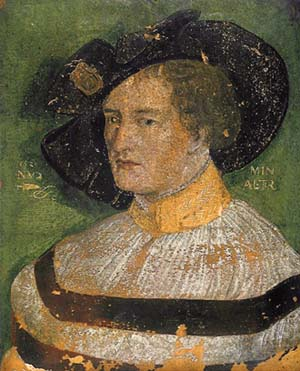
Niklaus Manuel
(1484–1530)

- Burchard von Schwanden (≈1245–1310), Hochmeister des Deutschen Ordens
- Rudolf von Bern (* um 1290; † 1294), ein Kind, für dessen Tod Juden als angebliche Ritualmörder verantwortlich gemacht wurden
- Rudolf von Erlach (* um 1299; † 1360), Berner Ritter
- Peter von Graffenried (* um 1345; † vor 1401), Seckelmeister von Bern
- Thüring von Ringoltingen (* um 1415; † 1483), Schultheiss von Bern
- Vincenz Ensinger (* um 1422/1423; † nach 1493), schwäbischer Baumeister und Steinmetz
- Moritz Ensinger (* um 1430; † 1483), schwäbischer Baumeister und Steinmetz
- Adrian I. von Bubenberg (* um 1434; † 1479), Schultheiss der Stadt Bern und Held der Schlacht bei Murten
- Wilhelm von Diesbach (1442–1517), Schultheiss von Bern
- Rudolf von Erlach (1448–1507), Schultheiss der Stadt Bern
- Bartholomäus Frank (* um 1460; † 1522), Kantor und Komponist
- Johann Rudolf Tillier (* ca. 1465; † 1516), Berner Politiker
- Heinrich Wölfli (1470–1532), Chorherr und Humanist
- Johann von Erlach (1474–1539), Schultheiss von Bern
- Sebastian von Diesbach (1481–1537), Schultheiss von Bern
- Kaspar von Mülinen (1481–1538), Adliger und Politiker
- Niklaus Manuel (1484–1530), Dramatiker, Maler, Graphiker, Reformator und Staatsmann
- Johann Anton Tillier (I.) (1494 (möglicherweise auch 1500)–1562), Politiker
- Jacob Kallenberg (* um 1500; † 1565), Holzschneider, Maler

### 16. Jahrhundert

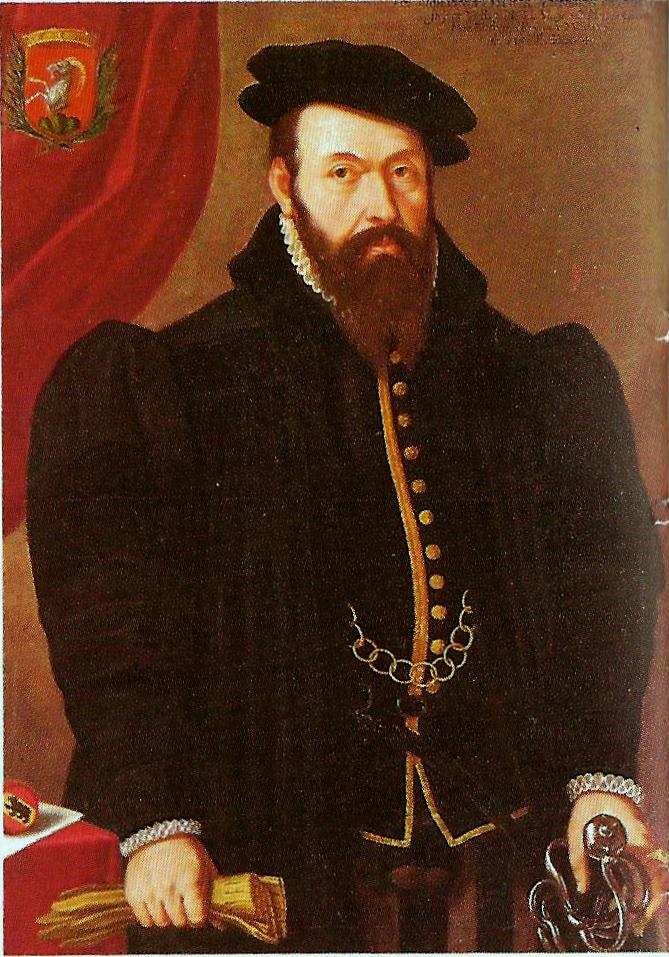
Hans Steiger
(1518–1581)

- Niklaus Zurkinden (1506–1588), Generalkommissär des Waadt
- Hans Steiger (1518–1581), Schultheiss von Bern
- Johann Anton Tillier (II.) (1528–1598), Politiker
- Burkhard von Erlach (1535–1566), Offizier in holländischen und piemontesischen Diensten
- Johann Jakob Grynaeus (1540–1617), Theologe
- Thüring Walther (1546–1615), Glasmaler
- Hans Rudolf Sager (* 1547; † 1623), Schultheiss von Bern
- David Apiarius (* um 1555), Buchdrucker
- Albrecht Manuel (1560–1637), Schultheiss von Bern
- Johann Rudolf Rebmann (1566–1605), evangelischer Geistlicher, Heimatforscher und Schriftsteller
- Johann Anton Tillier (III.) (1569–1634), Politiker
- Niklaus Henzi (1571–1635), evangelischer Geistlicher und Hochschullehrer
- Franz Ludwig von Erlach (1574–1651), Ratsmitglied und Schultheiss der Stadt Bern
- Jakob Amport (1580–1636), evangelischer Theologe und Rektor der Académie de Lausanne
- Michael Stettler (1580–1642), Berner Historiker und Schriftsteller
- Johann Frischherz (1587–1640), Deutschseckelmeister
- Samuel Hortin (1589–1652), reformierter Pfarrer und Bibliothekar
- Abraham von Werdt (1594–1671), Gerbermeister, Venner und Deutschseckelmeister der Stadt und Republik Bern
- Abraham Tillier (1594–1654), Politiker
- Niklaus Dachselhofer (1595–1670), Schultheiss der Stadt Bern
- Johann Ludwig von Erlach (1595–1650), General und Gouverneur von Breisach
- Joseph Plepp (1595–1642), Maler, Architekt und Kartograph
- Anton von Graffenried (1597–1674), Schultheiss von Bern

### 17. Jahrhundert

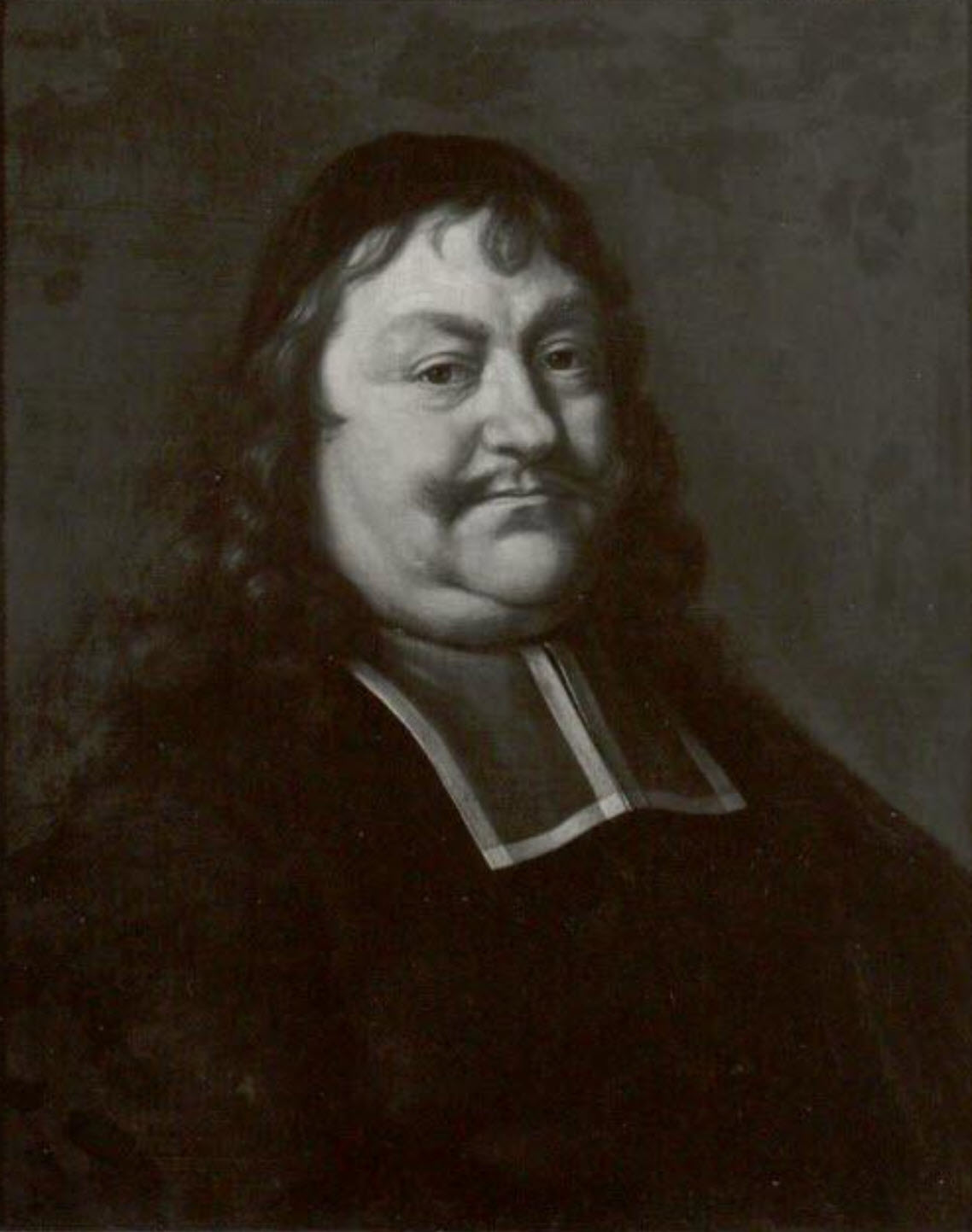
Niklaus Rodt
(1650–1726)

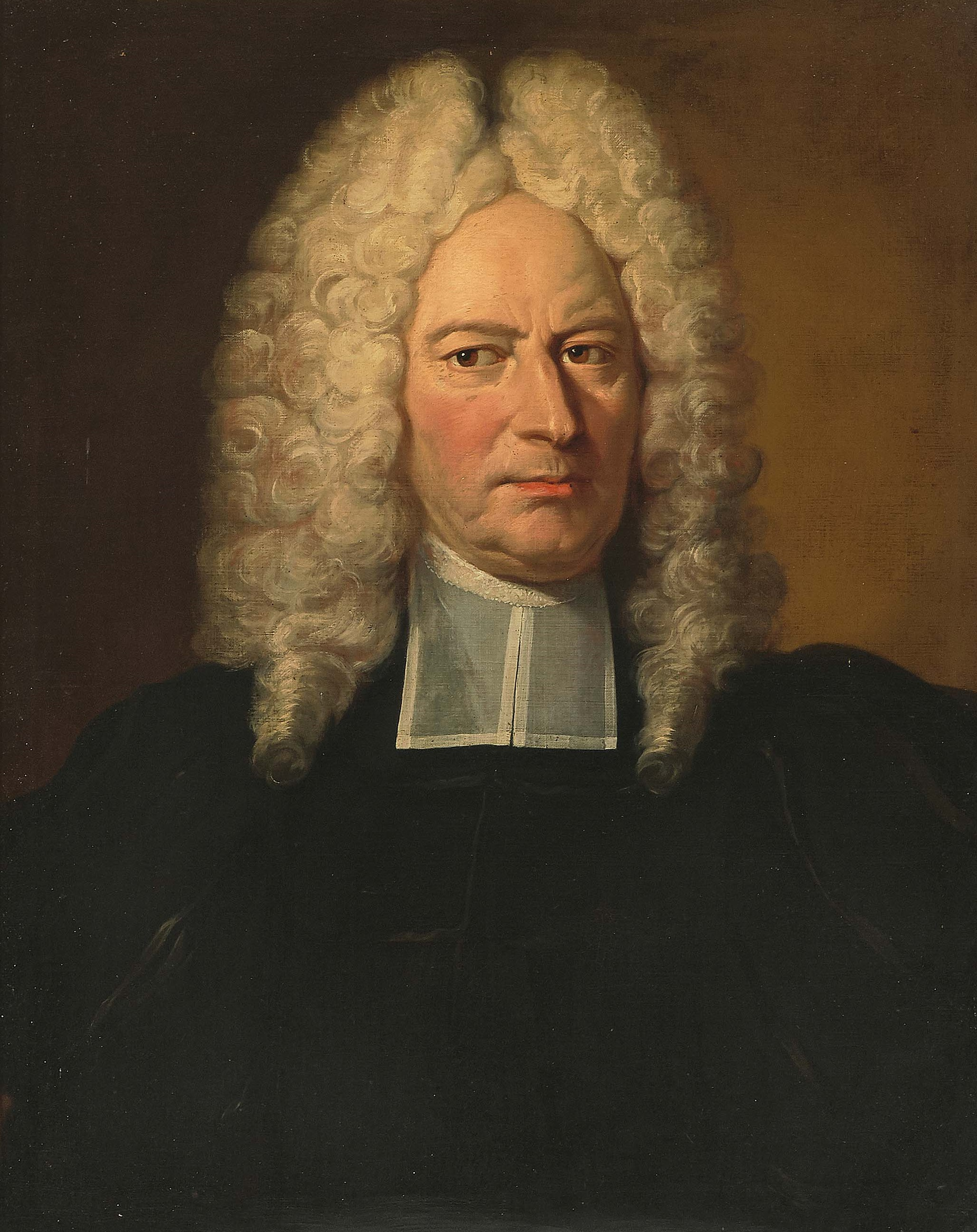
Christoph von Steiger
(1651–1731)

- Hans Jakob Dünz (1603–1668), Maler
- Johann Anton Tillier (IV.) (getauft 1604–1682), Politiker
- Johann Rudolf Wurstemberger (getauft 1608–1693), Landvogt und Tagsatzungsgesandter
- Sigmund von Erlach (1614–1699), General
- Samuel Tribolet (1616–1673), Magistrat
- Johann Anton Kirchberger (1623–1696), Schultheiss von Bern
- Beat Herport (1629–1690 oder 1691), Glaser und Glasmaler
- Johann Rudolf Tillier (1629–1695), Politiker
- Abraham Dünz der Ältere (1630–1688), Werkmeister der Bauhütte am Berner Münster und Erbauer zahlreicher Kirchen in der Berner Landschaft
- David Wyss (1632–1700), evangelischer Theologe und Hochschullehrer
- Samuel Bachmann (1636–1709), Dekan am Berner Münster
- Emanuel von Graffenried (1636–1715), Schultheiss von Bern
- Joseph Werner (1637–1710), Miniaturmaler, Radierer und Maler des Barock
- Johann Hescheler (1638–1689), Bildschnitzer
- Albrecht Herport (1641–1730), Maler
- Wilhelm Stettler (1643–1708), Miniaturmaler und Barockmaler
- Anton Herport (1646–1688), evangelischer Geistlicher
- Andreas Morell (1646–1703), Numismatiker
- Niklaus Rodt (1650–1726), Politiker und Pietist
- Christoph von Steiger (1651–1731), Theologe und Magistrat
- Samuel Bodmer (1652–1724), Geometer
- Samuel Jenner (1653–1720), Architekt
- Georg Thormann (1655–1708), evangelischer Geistlicher und Wegbereiter des Pietismus in Bern
- Simeon Nöthiger (1658–1726), evangelischer Theologe
- Marquard Wild (1661–1747), Altertumsforscher und Magistrat
- Samuel Güldin (1664–1745), Pietist und Auswanderer in die Vereinigten Staaten
- Hieronymus von Erlach (1667–1748), Feldmarschallleutnant,  Ratsmitglied und Schultheiss von Bern
- Johann Rudolf Tillier (getauft 1667–1746), Politiker
- Sigmund von Erlach (1671–1722), Hofmarschall und Kommandeur unter Kurfürst Friedrich III. von Brandenburg
- Samuel König (1671–1750), Mathematiker, Orientalist und pietistischer Theologe
- Niklaus Tscheer (1671–1748), Pietist und Schriftsteller, emigrierte nach Deutschland
- Brandolf Egger (1674–1731), Magistrat und Connaisseur
- Karl Hackbrett (1674–1737), Berner Offizier und Magistrat
- Franz Ludwig Michel (1675–1717), Entdecker und Kolonialist
- Johann Anton Tillier (VII.) (1675–1731), Ratsherr
- Johann Heinrich Müslin (1682–1757), Pietist
- Johann Jakob Zehender (1687–1766), oberster Pfarrer am Berner Münster und Heimatforscher
- Niklaus von Wattenwyl (1695–1783), Bankier und Pietist
- Albrecht Friedrich von Erlach (1696–1788), Offizier
- Gottlieb Jenner (1696–1774), Jurist, Hochschullehrer und Politiker
- Beat Ludwig May (1697–1747), Offizier und Politiker
- Friedrich von Wattenwyl (1700–1777), Gutsverwalter und Bischof der Herrnhuter Brüdergemeine

### 18. Jahrhundert

#### 1701–1750

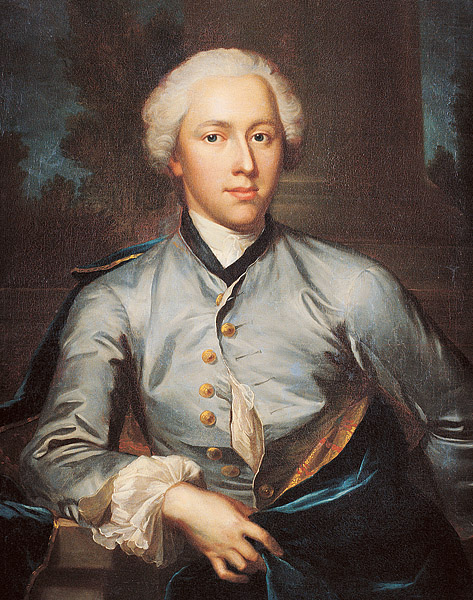
Vincenz Bernhard Tscharner
(1728–1778)

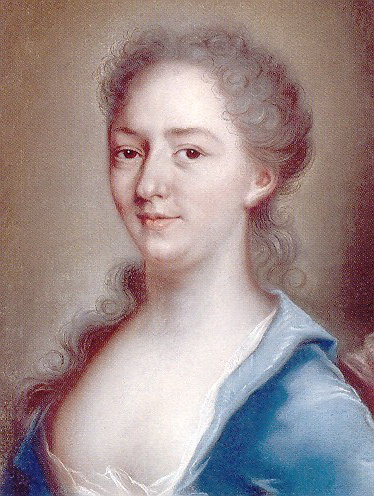
Julie Bondeli
(1732–1778)

- Samuel Engel (1702–1784), Bibliothekar, Geograph, Politiker, Philanthrop und Ökonom
- Uriel Freudenberger (1705–1768), Theologe und Schriftsteller
- David Morier (≈1705–1770), Maler
- Albrecht Stürler (1705–1748), Architekt
- Albrecht von Haller (1708–1777), Dichter und Gelehrter
- Johann Friedrich Küpfer (1708–1766), Industrieller
- Friedrich Sinner (1713–1791), Schultheiss von Bern
- Alexander Ludwig von Wattenwyl (1714–1780), Historiker und Politiker
- Franz Gabriel von Gross (1715–1785), niederländischer Generalmajor und Kommandant von Namur
- Johann Rudolf Tschiffeli (1716–1780), Agronom
- Carl Ludwig Stürler (1719–1795), Leutnant in französischen Diensten in der Schweizergarde, Gubernator zu Peterlingen (Payerne), Schultheiss zu Murten, Major
- Johann Rudolf Stürler (1722–1784), Offizier und Magistrat
- Sigmund Barth (1723–1772), Maler
- Sigismond Louis Lerber (1723–1783), Rechtswissenschaftler, Dichter, Richter und Politiker
- Jean-Rodolphe Vautravers (1723–1800), schweizerisch-englischer Naturforscher und Kunsthändler
- Daniel Funk (1726–1787), Uhrmacher
- Erasmus Ritter (1726–1805), Architekt, Ingenieur und Altertumsforscher
- Niklaus Emanuel Tscharner (1727–1794), Ökonom und Magistrat
- Vincenz Bernhard Tscharner (1728–1778), Schriftsteller
- Johann Rudolf Sinner (1730–1787), Schriftsteller
- Samuel Anton Wilhelmi (1730–1796), Theologe
- Julie Bondeli (1732–1778), Schriftstellerin und Salonière
- Albrecht von Mülinen (1732–1807), Schultheiss der Stadt und Republik Bern
- Franz Rudolf Frisching (1733–1807), Offizier, Magistrat und Industrieller
- Gottlieb Emanuel von Haller (1735–1786), Historiker
- Daniel von Fellenberg (1736–1801), Politiker und Jurist
- Johannes Äbersold (1737–1812), Ebenist
- Johann Rudolph Müller von Andolfingen (1737–1793), Landmajor und preussischer Oberst
- Friedrich Samuel Schmidt (1737–1796), Gelehrter und Diplomat
- Isaak Gottlieb Walther (1738–1805), Jurist, Historiker  und Hochschullehrer
- Johann David Wyss (1743–1818), Autor
- Karl Viktor von Bonstetten (1745–1832), Schriftsteller
- Sigmund Freudenberger (1745–1801), Maler
- Johann Friedrich Funk (1745–1811), Bildhauer
- Karl Ludwig von Erlach (1746–1798), Herr von Hindelbank, Bäriswil, Mattstetten und Urtenen; General im alten Bern
- Daniel Wyttenbach (1746–1820), Philologe
- Johann Samuel Ith (1747–1813), Theologe
- Bernhard Gottlieb Isaak von Diesbach (1750–1807), Politiker

#### 1751–1800

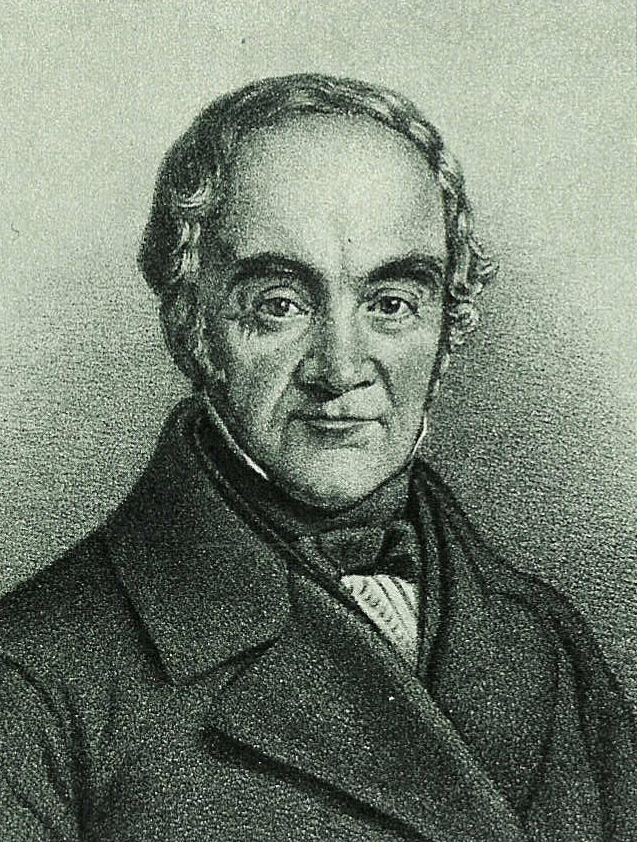
Emanuel Friedrich von Fischer
(1786–1870)

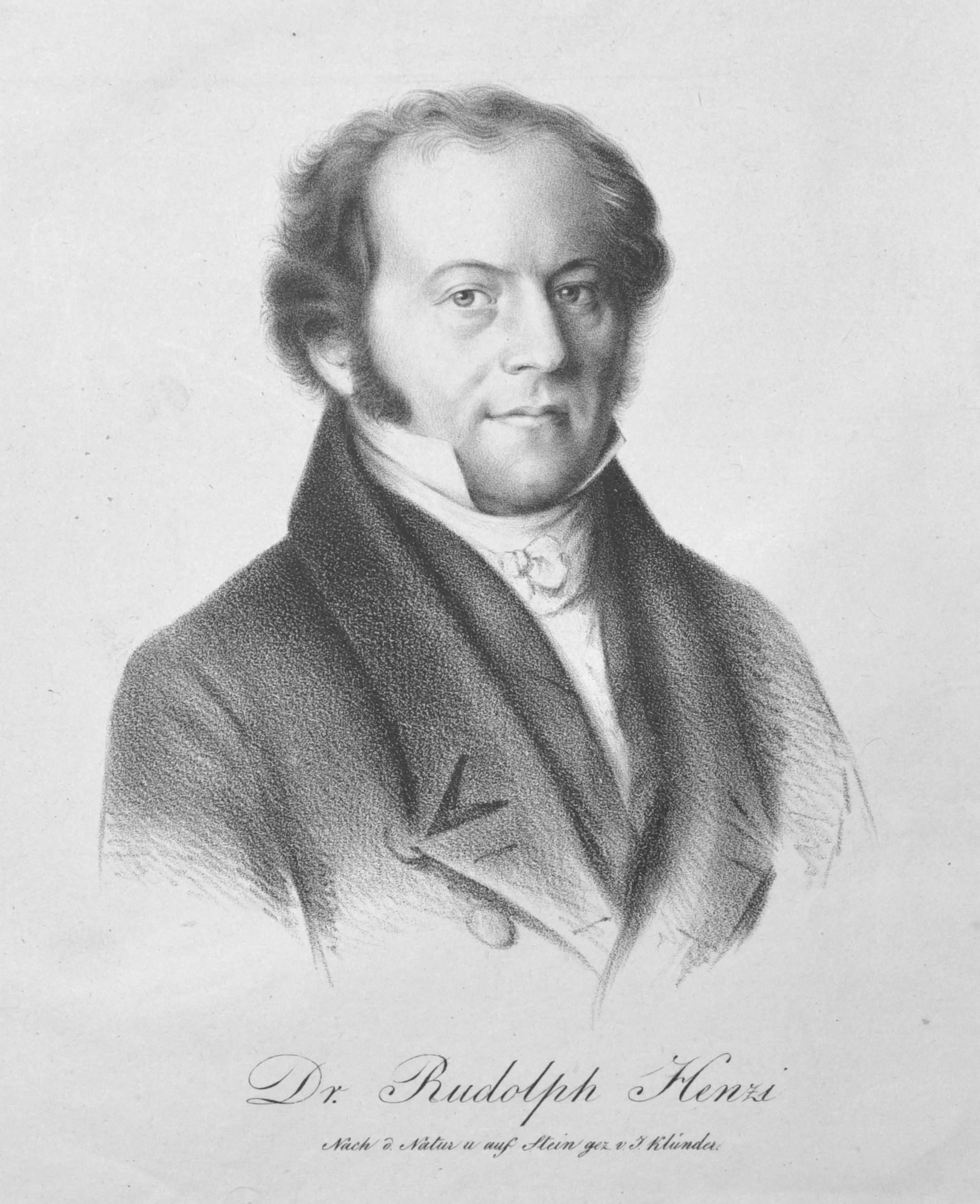
Rudolf Henzi
(1794–1829)

- Gottlieb Thormann (1754–1831), Politiker
- Henry Webber (1754–1826), englischer Bildhauer und Designer schweizerischer Herkunft
- Franz Ludwig Haller von Königsfelden (1755–1838), Numismatiker, Archivar und Soldat
- Karl Friedrich Steiger (1755–1832), Politiker
- Albrecht David Gabriel von Gross (1757–1810), Offizier und Militärschriftsteller
- Niklaus Friedrich von Mülinen (1760–1833), Schultheiss von Bern
- Johann Rudolf Wyss der Ältere (1763–1845), reformierter Landpfarrer und Dichter
- Franz Niklaus König (1765–1832), Maler
- Philipp Albert Stapfer (1766–1840), Politiker, Diplomat und Theologe
- Samuel Friedrich Lüthardt (1767–1823), Politiker und Jurist
- Karl Ludwig von Haller (1768–1854), Staatsrechtler
- Gottfried Mind (1768–1814), Zeichner
- Jakob Samuel Johann  Scheuermann (1770–1844), Kupferstecher
- Philipp Emanuel von Fellenberg (1771–1844), Pädagoge und Agronom
- Jakob Samuel Weibel (1771–1846), Kleinmeister, Maler und Kupferstecher
- Johann-Conrad Appenzeller (1775–1850), reformierter Pfarrer und Volksschriftsteller
- Gottlieb Jakob Kuhn (1775–1849), reformierter Pfarrer und Volksliederdichter
- Rudolf Emanuel Stierlin (1779–1866), evangelischer Geistlicher und Heimatforscher
- Karl Jakob Durheim (1780–1866), Geograph und Lexikograph
- Johann Rudolf Wyss (1781–1830), Autor
- Johann Emanuel Wyss (1782–1837), Maler und Zeichner
- Johann Samuel Friedrich Pagenstecher (1783–1856), Apotheker
- Johann Ludwig Wurstemberger (1783–1862), Offizier, Politiker und Historiker
- Johann Ludwig Samuel Lutz (1785–1844), reformierter Theologe und Hochschullehrer in Bern
- Emanuel Friedrich von Fischer (1786–1870), Politiker
- Ludwig Hahn (1787–1857), Jurist und Politiker
- Karl Wilhelm Flügel (1788–1857), Arzt
- Johann Rudolf von Steiger (1789–1857), Schweizer Offizier in fremden Diensten und Politiker
- Albrecht Rudolf von Wattenwyl (1789–1812), Offizier aus dem Patriziergeschlecht Wattenwyl
- Charles Monnard (1790–1865), Historiker, Politiker, Schriftsteller und Hochschullehrer
- Antoine Jean-Louis Galland (1792–1862), evangelischer Geistlicher und Hochschullehrer
- Johann Anton von Tillier (XIII.) (1792–1854), Historiker und Politiker
- Sophie von Wattenwyl (1793–1854), Berner Patrizierin
- Bernhard Karl Wyss (1793–1870), evangelischer Geistlicher und Hochschullehrer
- Rudolf Henzi (1794–1829), Theologe und Universitätsprofessor
- Joseph Simon Volmar (1796–1865), Maler, Bildhauer, Lithograph und Kunstlehrer
- Franz Salomon Wyss (1796–1849), österreichischer Generalmajor
- Carl Meissner (1800–1874), Botaniker
- Johann Friedrich Stapfer (1800–1840), Jurist und Politiker

### 19. Jahrhundert

#### 1801–1850

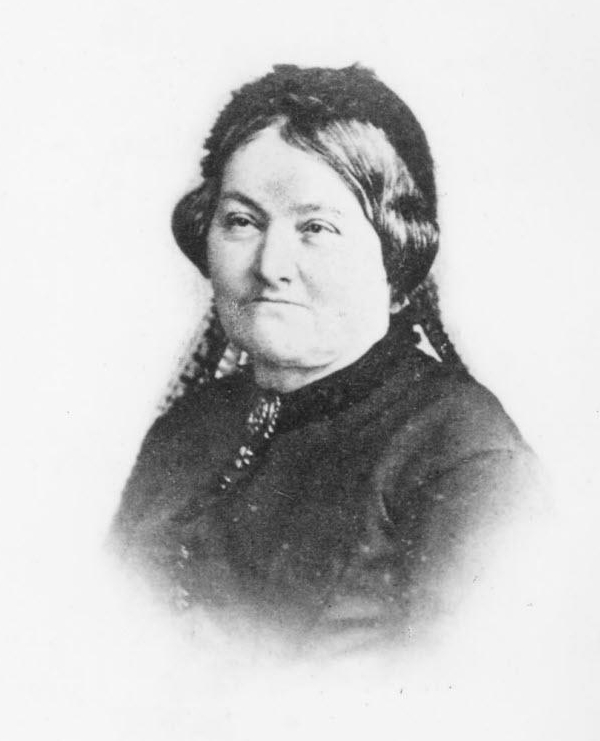
Julie von May
(1808–1875)

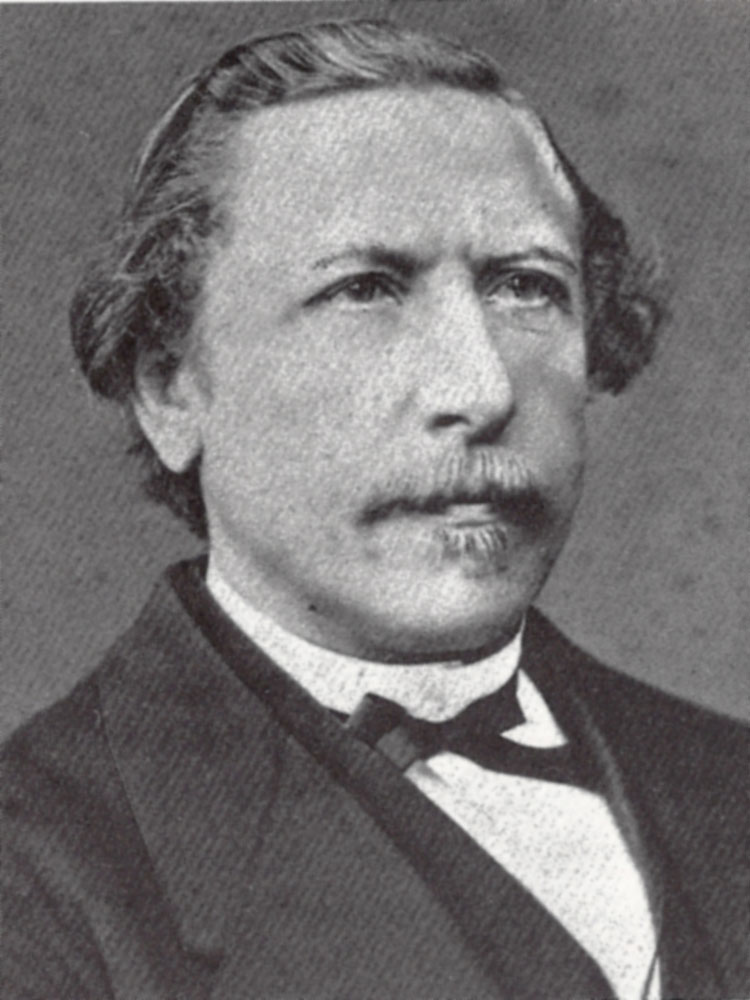
Karl Schenk
(1823–1895)

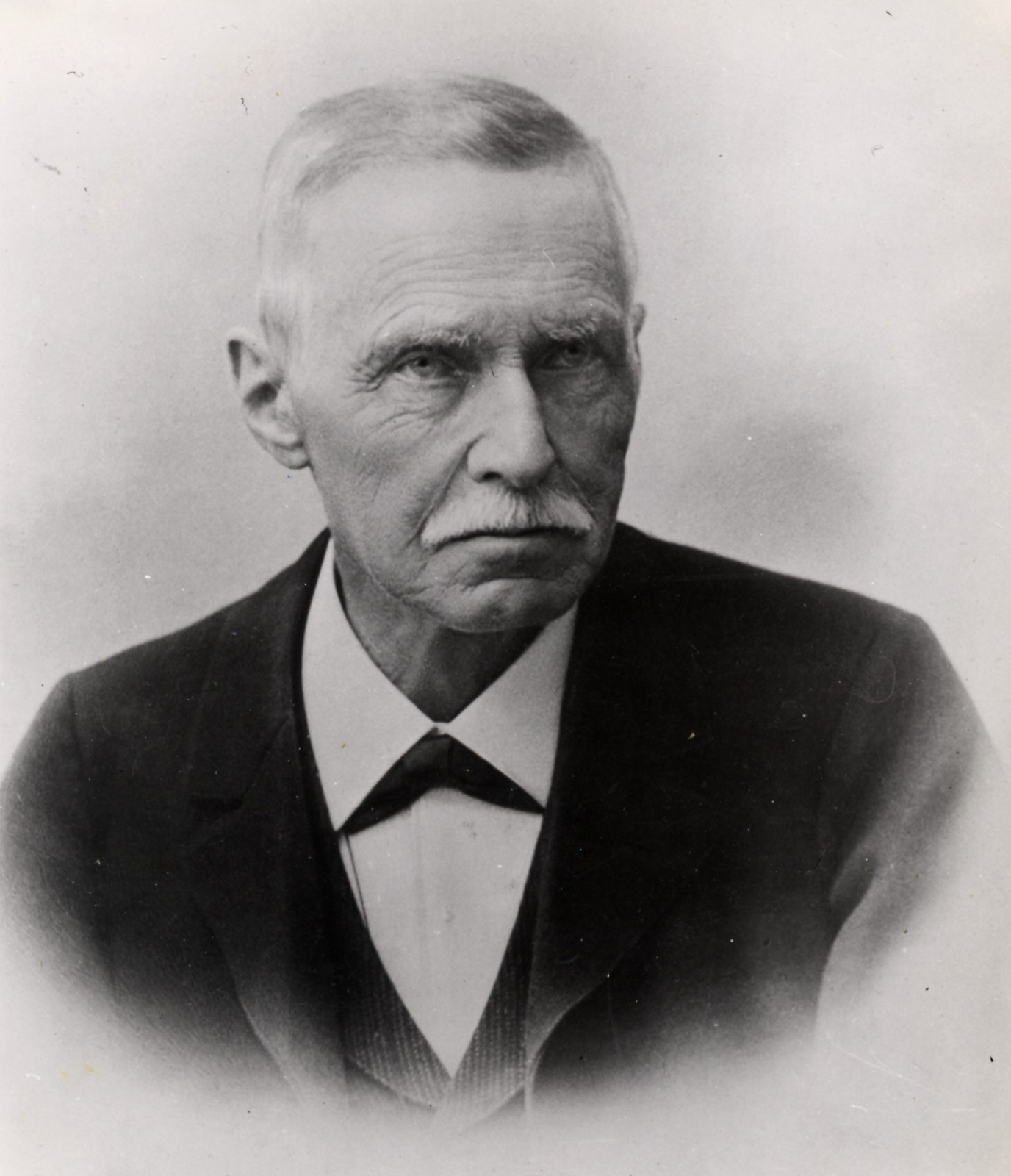
Ludwig Fischer
(1828–1907)

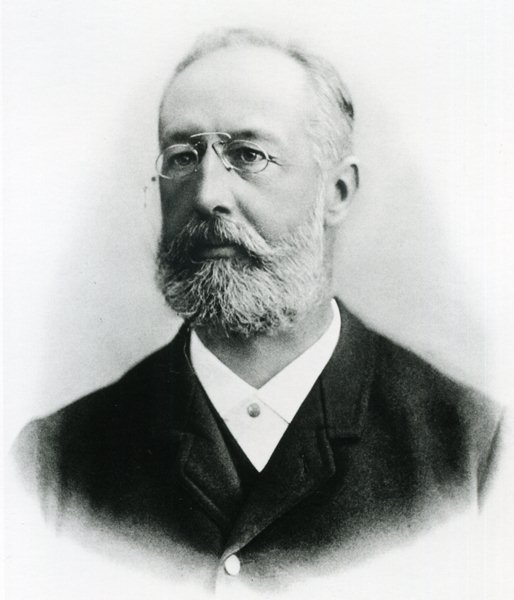
Theophil Studer
(1845–1922)

- Ludwig Stantz (1801–1871), Mediziner, Glaser und Glasmaler
- Carl Adolf Otth (1803–1839), Arzt und Naturforscher
- Christoph Albert Kurz (1806–1864), Jurist und Politiker
- Albert von Haller (1808–1858), römisch-katholischer Geistlicher, Weihbischof in Chur
- Julie von May (1808–1875), Frauenrechtlerin
- Ludwig Rudolf von Fellenberg (1809–1878), Chemiker
- Carl Durheim (1810–1890), Lithograf und einer der ersten professionellen Fotografen
- Emmanuel Ludwig von Fellenberg (1811–1878), evangelischer Geistlicher
- Gustav von Bonstetten (1816–1892), Archäologe
- Gustav Scherrer (1816–1892), Historiker und Bibliothekar
- Rudolf Friedrich Kurz (1818–1871), Maler und Illustrator
- Friedrich Walthard (1818–1870), Maler
- Franz von Erlach (1819–1889), Jurist, Offizier und Autor
- Sophie von Erlach, geborene Gräfin von May (1819–1911), Malerin und Erzieherin der Prinzessin Luise von Preußen
- Albrecht Rudolf Rüetschi (1820–1903), evangelischer Geistlicher und Hochschullehrer
- Otto von Büren (1822–1888), Stadtpräsident der Stadt Bern von 1864 bis 1887
- Karl Brunner-von Wattenwyl (1823–1914), Naturforscher, Physiker, Geologe, Direktor des Telegrafenamtes in Wien und Entomologe
- Theodor von Lerber (1823–1901), Pädagoge und Schulgründer
- Karl Schenk (1823–1895), Politiker
- Ludwig Fischer (1828–1907), Botaniker
- Rudolf Kocher (1828–1866), evangelischer Geistlicher und Schriftsteller
- Albert Meyer-Brunner (1830–1907), Oberzolldirektor
- Johann Rudolf von Sinner (1830–1901), Offizier und konservativer Politiker
- Rudolf Wenger (1831–1899), reformierter Theologe
- Hermann Kinkelin (1832–1913), Mathematiker und Politiker
- Wilhelm König (1834–1891), Beamter, Autor und Journalist in Berndeutsch
- Marie Bach (1836–1904), Schriftstellerin
- Rudolf Demme (1836–1892), Kinderarzt
- Berchtold Haller (1837–1903), Privatgelehrter und Alpinist
- Edmund von Fellenberg (1838–1902), Alpenpionier und Geologe
- Philipp Gosset (1838–1911), britisch-schweizerischer Ingenieur, Stadtplaner, Alpinist, Topograph, Glaziologe und Landschaftsgärtner
- Moritz Probst (1838–1916), Maschinenbauingenieur, Brückenkonstrukteur und Unternehmer
- Anna Bachofner (1839–1909), Schriftstellerin
- Edmond de Grenus (1839–1909), Offizier und Bankier
- Adolph Francis Alphonse Bandelier (1840–1914), Archäologe
- Eugen Stettler (1840–1913), Architekt
- Theodor Kocher (1841–1917), Chirurg und Nobelpreisträger
- Henri Fazy (1842–1920), Historiker, Archivar und Politiker
- Eduard Schär (1842–1913), Apotheker und Hochschullehrer
- Rudolf Steck (1842–1924), Theologe und Schriftsteller
- Oskar Frölich (1843–1909), Techniker
- Albert Steck (1843–1899), Mitgründer der Sozialdemokratischen Partei der Schweiz
- Franz Lindt (1844–1901), Ingenieur und Politiker, Stadtpräsident von Bern
- Karl Stämpfli (1844–1894), Politiker und Unternehmer
- Theophil Studer (1845–1922), Mediziner und Zoologe
- Emma Rott (1847–1904), Lehrerin und Redaktorin
- Heinrich Dübi (1848–1942), Philologe und Alpinist
- Carl Stooss (1849–1934), Strafrechtler
- Helene von Mülinen (1850–1924), Frauenrechtlerin

#### 1851–1870

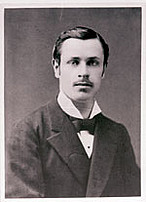
Rodolphe Lindt
(1855–1909)

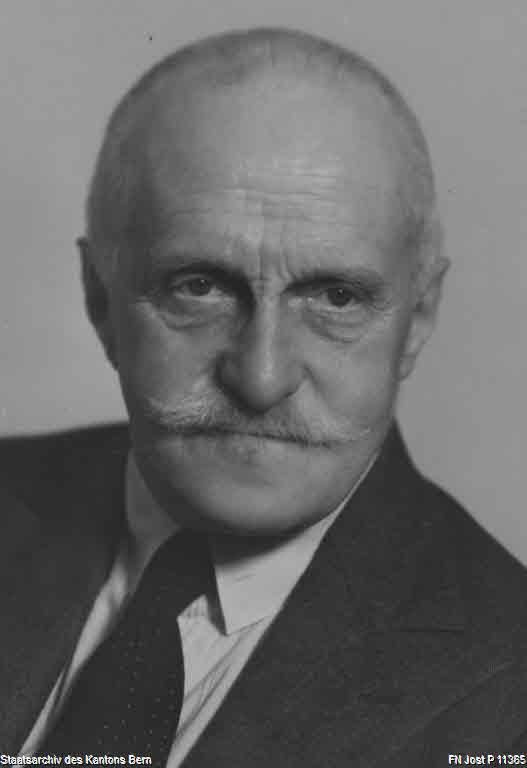
Otto von Greyerz
(1863–1940)

- Ferdinand Hodler (1853–1918), Maler
- Johann Hirter (1855–1926), Politiker (FDP)
- Rodolphe Lindt (1855–1909), Gründer der «Chocolademanufaktur Lindt»
- Anna Elisabeth von Erlach (1856–1906), Porträt-, Landschafts- und Blumenmalerin
- Rudolf von Wurstemberger (1857–1935), Architekt
- Paul Bilfinger (1858–1928), deutscher Brückenbau-Ingenieur
- Robert von Diessbach (1858–1917), Jurist, Heimatforscher und Tierschützer
- Wilhelm Schmid (1858–1939), Oberstdivisionär
- Lisa Wenger (1858–1941), Künstlerin, Kinderbuchautorin und Malerin
- Alfred Frey (1859–1924), Ökonom und Wirtschaftspolitiker
- Paul Lindt (1859–1913), Architekt und Politiker
- Emma Zehnder (1859–1933), Lehrerin und Frauenaktivistin
- Friedrich Eckenfelder (1861–1938), deutscher impressionistischer Maler
- Eduard Fischer (1861–1939), Mykologe
- Henry Berthold von Fischer (1861–1949), Architekt
- Magnus Biermer (1861–1913), deutscher Nationalökonom
- Otto von Greyerz (1863–1940), Mundart-Schriftsteller und Professor für Sprache und Literatur
- Gustav König (1863–1934), Politiker
- Ernst Kreidolf (1863–1956), Bilderbuchillustrator
- Hermann Kutter (1863–1931), Theologe
- Albert Gerster (1864–1935), Architekt
- Adolf Wölfli (1864–1930), Maler
- Hans Albert Rooschüz (1865–1919), Unternehmer
- Emil Dick (1866–1948), Ingenieur und Erfinder
- Rudolf von Tavel (1866–1934), Schriftsteller
- Hans Lanz (1867–1941), Politiker
- Hermann Rüfenacht (1867–1934), Jurist und Diplomat
- Max Walthard (1867–1933), Gynäkologe, Hochschullehrer
- Giacomo De Martino (1868–1957), Diplomat und Politiker im Königreich Italien
- Hans Blau (1869–1939), Direktor der Eidgenössischen Steuerverwaltung
- Bertha Züricher (1869–1949), Malerin, Holzschnitzerin und Schriftstellerin
- Arnold C. Klebs (1870–1943), Arzt und Medizinhistoriker
- Martha Stettler (1870–1945), Malerin

#### 1871–1900

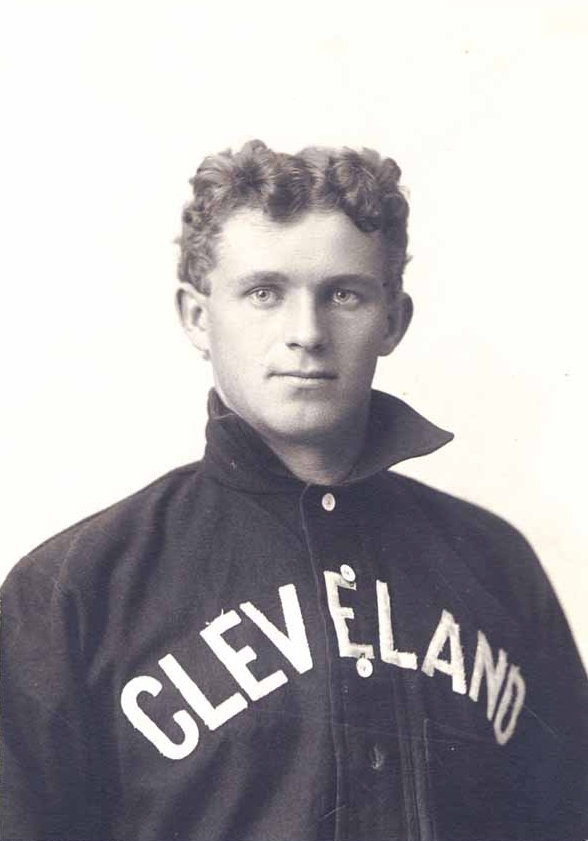
Otto Hess
(1878–1926)

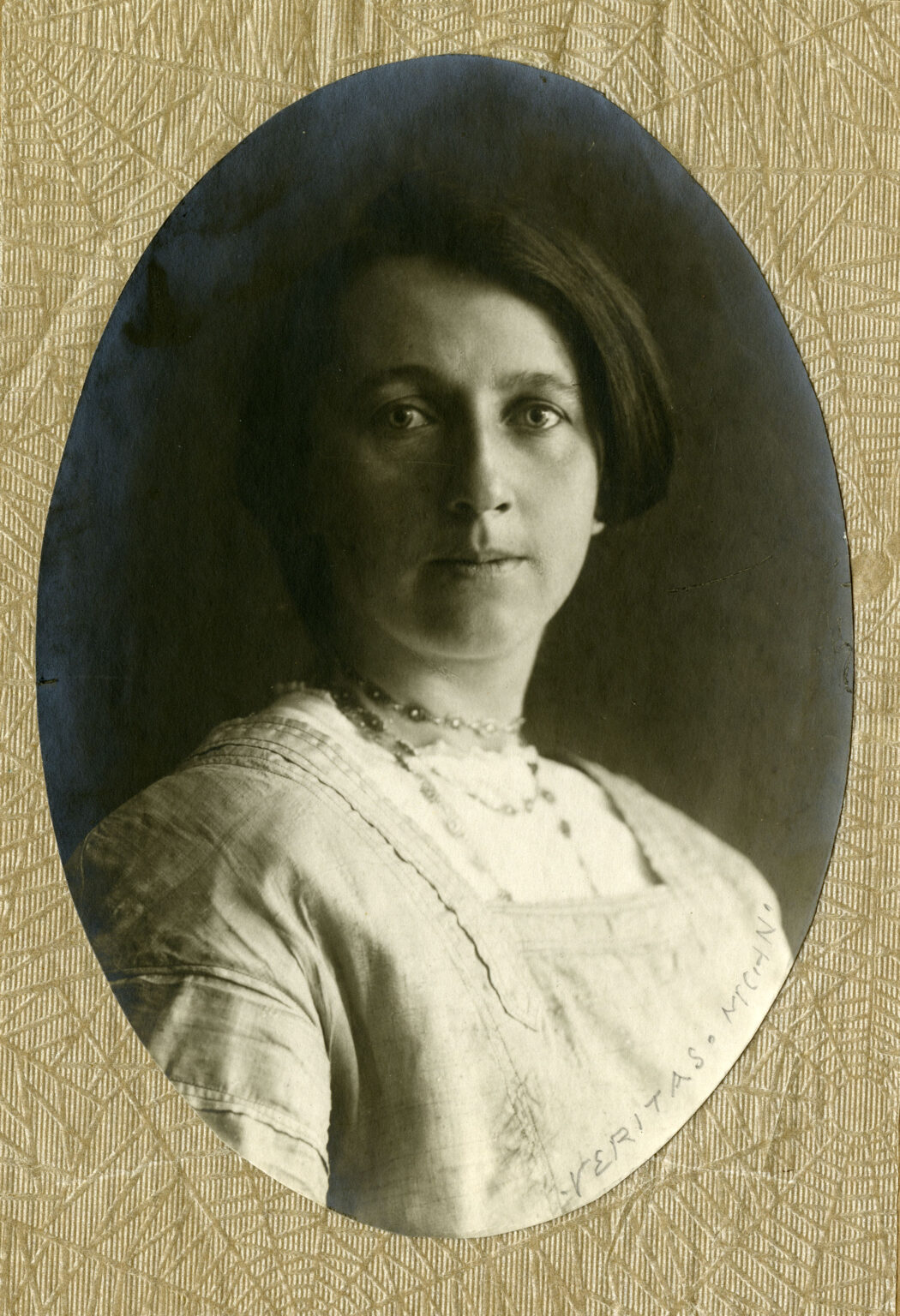
Margarethe Faas-Hardegger
(1882–1963)

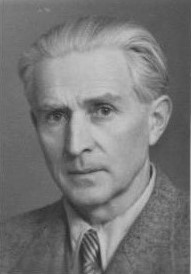
Erwin Friedrich Baumann
(1890–1980)

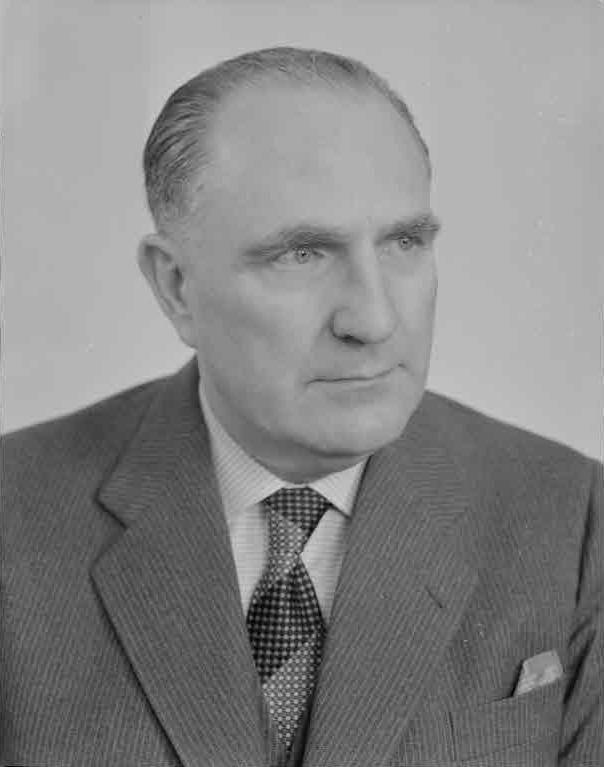
Eduard Freimüller
(1898–1966)

- Walter Breisky (1871–1944), österreichischer Politiker
- Hans Eggimann (1872–1929), Maler, Illustrator und Architekt
- Hermann Lindt (1872–1937), Politiker
- Robert Maillart (1872–1940), Bauingenieur, Brückenbauer und Unternehmer
- Arnold Gassmann (1873–1943), Oberzolldirektor
- Amédée Membrez (1873–1954), Historiker und Archivar
- Emil Baudenbacher (1874–1921), evangelischer Geistlicher und Volksschriftsteller
- Anna Tumarkin (1875–1951), Philosophin
- Theodor Tobler (1876–1941), Unternehmer; Erfinder der Toblerone-Schokolade
- Jakob Wiedmer-Stern (1876–1928), Archäologe, Erfinder und Schriftsteller
- Emil Cardinaux (1877–1936), Maler und Plakatkünstler
- Gustav Hasler (1877–1952), Techniker und Industrieller
- Édouard Tièche (1877–1962), klassischer Philologe
- Walter Bösiger (1878–1960), Architekt, Offizier und Politiker
- Otto Hess (1878–1926), Baseballspieler[1]
- Adolf Jöhr (1878–1953), Bankier und Funktionär
- Max Tièche (1878–1938), Dermatologe
- Gertrud Woker (1878–1968), Chemikerin und Frauenrechtlerin
- Volkmar Andreae (1879–1962), Dirigent und Komponist
- Walo von May (1879–1928), Buchillustrator und Künstler
- Alfred Moser (1879–1953), Lokomotivführer und Fachbuchautor
- Ludwig S. von Tscharner (1879–1917), Jurist und Historiker
- Hermann Haller (1880–1950), Bildhauer
- Louis Moilliet (1880–1962), Maler und Glasmaler
- Hermann Rupf (1880–1962), Kunstsammler
- Eduard Stettler (1880–1940), Jurist
- Theodor von Fellenberg (1881–1962), Chemiker
- Georg Forster (1881–1945), Schullehrer und Politiker
- Elisabeth Rothen (1881–1953), Frauenrechtlerin
- Margarethe Faas-Hardegger (1882–1963), Frauenrechtlerin und Gewerkschafterin
- Johann Friedländer (1882–1945), Feldmarschallleutnant des ersten österreichischen Bundesheeres
- Oscar Lüthy (1882–1945), Maler
- Elisabeth de Meuron (1882–1980), Aristokratin, Stadtoriginal
- Paul Niehans (1882–1971), Arzt; Erfinder der Frischzellentherapie
- Walther Rytz (1882–1966), Botaniker und Mykologe
- Ida Somazzi (1882–1963), Frauenrechtlerin
- Gottfried Bohnenblust (1883–1960), Hochschullehrer, Germanist, Literaturhistoriker, Komponist und Schriftsteller
- Waldemar Fink (1883–1948), Maler
- Otto Ingold (1883–1943), Architekt und Innenarchitekt
- Hans Beyeler (1884–1968), Fussballspieler und Architekt
- Walter Frey (1884–1972), Internist
- Hans Kuhn (1884–1980), Beamter
- Jean Rossel (1884–1944), Jurist, Mitglied des Eidgenössischen Bundesgerichts
- Alfred Schmid (1884–1946), Mediziner
- Charlot Strasser (1884–1950), Psychiater und Schriftsteller
- Paul Zehnder (1884–1973), Maler, Kirchen- und Glasmaler
- Otto Meyer-Amden (1885–1933), Maler und Grafiker
- Max Gerber (1887–1949), Geistlicher
- Margrit Rupf-Wirz (1887–1961), Kunstsammlerin
- Hélène Gautier-Pictet (1888–1973), Frauenrechtlerin
- Susanne Schwob (1888–1967), Malerin und Innendekorateurin
- Walter Stucki (1888–1963), Politiker (FDP) und Diplomat
- Max Pulver (1889–1952), Psychologe, Graphologe, Lyriker, Dramatiker und Erzähler
- Ernst Reinhard (1889–1947), Politiker
- Hans Wüthrich (1889–1982), Fussballspieler, -trainer und -schiedsrichter
- Heinrich Barth (1890–1965), Philosoph und Hochschullehrer
- Erwin Friedrich Baumann (1890–1980), Architekt und Bildhauer
- Walter Geering (1890–1976), Bundesgerichtsschreiber
- Gottfried Widmer (1890–1963), Orientalist in Bern
- Albert Häubi (1891–1963), Maler
- Fritz Eduard Pauli (1891–1968), Maler, Radierer und Illustrator
- Agnes Debrit-Vogel (1892–1974), Chronistin der schweizerischen Frauenbewegung
- Walter Hammer (1893–1949), Unternehmer
- Friedrich Wilhelm Schmidt (1893–1945), deutscher evangelischer Theologe und Professor
- Carl Bieri (1894–1962), Maler und Grafiker
- Ernst Walter Ebersold (1894–1968), Architekt
- Max Müller (1894–1980), Psychiater
- Paul Jakob Müller (1894–1982), Maler und Zeichner
- Arnold Weber (1894–1976), Psychoanalytiker und Kinderpsychiater
- Fritz Gribi (1895–1961), Lehrer und Bühnenautor berndeutscher Stücke
- Hans Schwarz (1895–1965), Autor, Offizier, Verleger und Reiter
- Erich Münch (1897–1983), Oberstbrigadier und Chef der Schweizer Luftschutztruppen
- Bernhard Walthard (1897–1992), Pathologe und Hochschullehrer
- Edgar Bonjour (1898–1991), Historiker, Altmeister der schweizerischen Geschichtswissenschaft
- Eduard Freimüller (1898–1966), Politiker
- Karl Geiser (1898–1957), Bildhauer
- Florence Guggenheim-Grünberg (1898–1989), jüdische Aktivistin und Kulturhistorikerin
- Hans Wirth (1898–1933), Offizier, Pilot, Direktor des Flugplatzes St. Gallen-Altenrhein
- Helen Dünner (1899–1985), Notarin
- Hans Münch-Holland (1899–1971), deutscher Cellist und Hochschullehrer
- Conrad Burri (1900–1987), Mineraloge
- Hans Mahlau (1900–1991), deutscher Schauspieler sowie Hörspiel- und Synchronsprecher
- Otto Pünter (1900–1988), Journalist
- Anny Roth-Dalbert (1900–2004), Komponistin, Dirigentin und Pianistin

### 20. Jahrhundert

#### 1901–1910

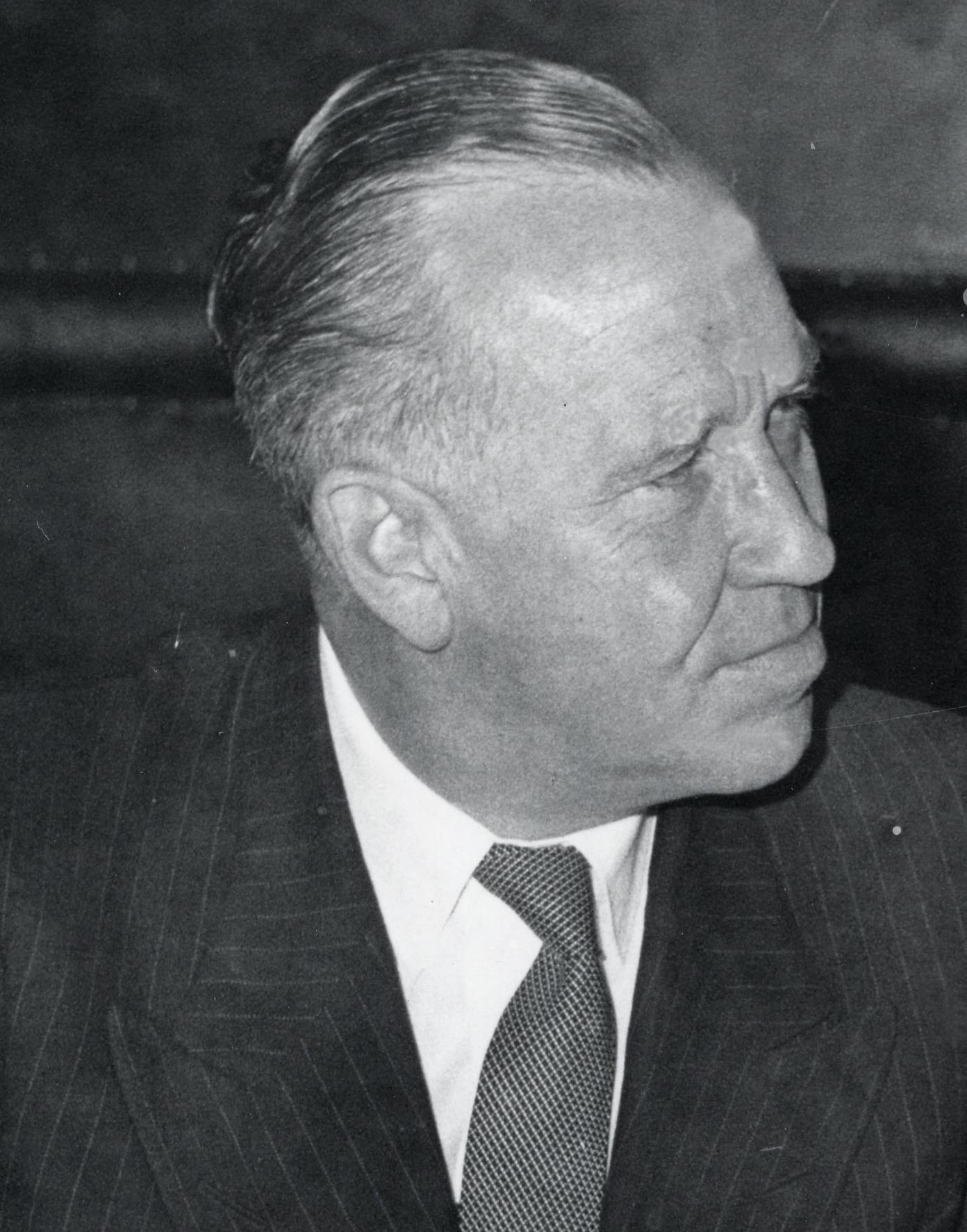
August R. Lindt
(1905–2000)

- Walther Aeschbacher (1901–1969), Dirigent und Komponist
- Ernst Eberhard (1901–1978), Schriftsteller und Maler
- Hans Oppikofer (1901–1950), Rechtswissenschaftler
- Jean Rudolf von Salis (1901–1996), Historiker, Schriftsteller und Publizist
- Hans Strahm (1901–1978), Bibliothekar und Historiker
- Max Hommel (1902–1972), Präsident der Eidgenössischen Bankenkommission
- Edmund Wunderlich (1902–1985), Kunstmaler und Alpinist
- Max Huggler (1903–1994), Kunsthistoriker
- Pierre Lardy (1903–1958), Bauingenieur
- Walter Linck (1903–1975), Bildhauer
- Max von Mühlenen (1903–1971), Maler, Gründer der gleichnamigen Malschule
- Willy Schärer (1903–1982), Leichtathlet
- Rudolf von Tobel (1903–1995), Cellist und Musikwissenschaftler
- Ernest Berner (1904–1966), Jazzpianist, Impresario und Publizist
- Hans Albert Einstein (1904–1973), Bauingenieur, Professor, Sohn von Albert Einstein und Mileva Marić
- Alfred Ernst (1904–1973), Jurist, Offizier und Militärtheoretiker
- Eduard M. Fallet (1904–1998), Wirtschaftswissenschaftler, Musiker und Lokalhistoriker
- Joseph Mannheim (1904–1984), Jurist und Journalist
- August R. Lindt (1905–2000), Jurist, Diplomat und Hochkommissar der Vereinten Nationen für Flüchtlinge
- Alice Roth (1905–1977), Mathematikerin
- Myriam Stefford (1905–1931), argentinische Flugpionierin
- Emilia Teumin (1905–1952), sowjetische Journalistin; Mitglied des Jüdischen Antifaschistischen Komitees
- Hans Jegerlehner (1906–1974), Grafiker, Zeichner und Maler
- Rudolf Joss (1906–1966), Architekt
- Emil Alfred Neukomm (1906–1948), Gebrauchsgrafiker
- Hugo Peritz (1906–1999), Jazz- und Unterhaltungsmusiker
- Helmut Schilling (1906–1984), Schriftsteller
- Gottlieb Wanzenried (1906–1993), Radrennfahrer
- Hans Brechbühler (1907–1989), Architekt
- René Fonjallaz (1907–1993), Journalist, Faschist und Bobfahrer
- Gertrud Haldimann (1907–2001), Aktivistin gegen das Frauenstimmrecht
- Hans Steiner (1907–1962), Fotograf
- Heinrich Emil Weber (1907–1997), Elektroingenieur und Hochschullehrer
- Luitpold Werz (1907–1973), deutscher Botschafter
- Georges Brunschvig (1908–1973), Rechtsanwalt
- Paul Dübi (1908–1989), Politiker
- René Gardi (1909–2000), Reiseschriftsteller
- Ernst Graf (1909–1988), Maler, Grafiker und Karikaturist
- Paul Hofer (1909–1995), Kunsthistoriker
- Max Lüthi (1909–1991), Literaturwissenschaftler und Märchenforscher
- Hermann Plattner (1909–1997), Grafiker, Zeichner und Maler
- Rolf Römer (1909–1997), Verleger und Übersetzer
- Willy Uttendoppler (1909–1991), Bergsteiger, Autor und Fotograf
- Hans Ulrich von Erlach (1910–2005), Offizier und Jurist
- Harry Gold, geboren als Heinrich Golodnitzky (1910–1972), US-amerikanischer Chemieingenieur, sowjetischer Agent

#### 1911–1920

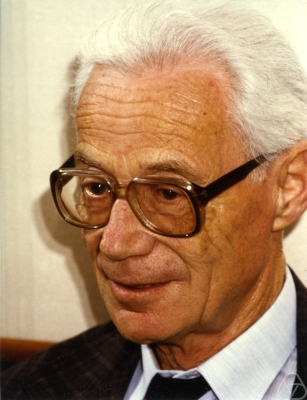
Beno Eckmann
(1917–2008)

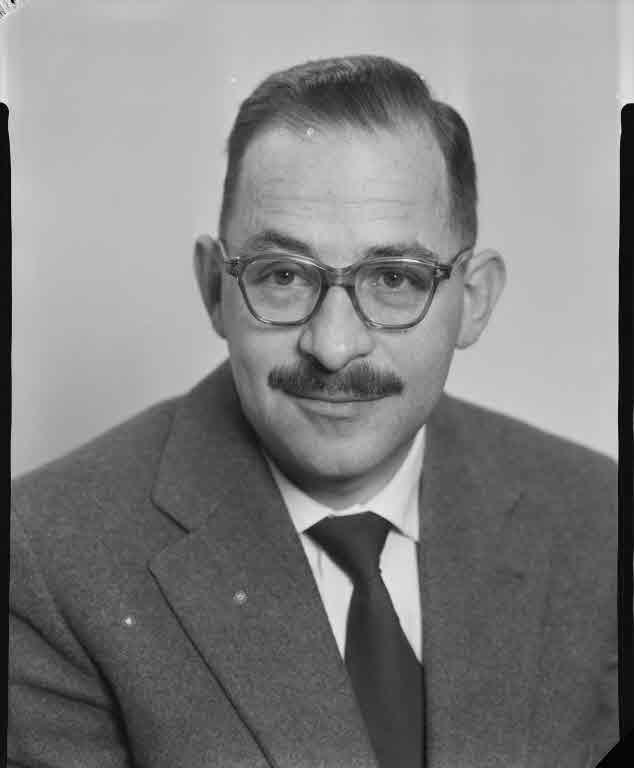
Klaus Schädelin
(1918–1987)

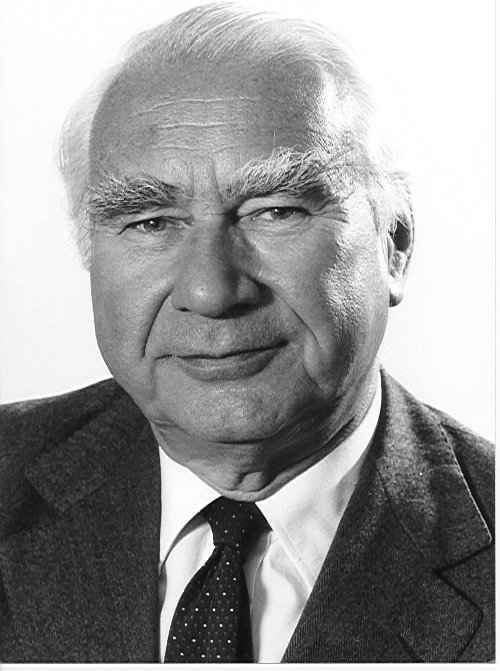
Alexandre Hay
(1919–1991)

- Werner Bärtschi-Rochaix (1911–1994), Neurologe
- Fritz Heeb (1911–1994), Jurist und Politiker
- Susy Langhans-Maync (1911–2003), Schriftstellerin
- Marcel Perincioli (1911–2005), Bildhauer
- René Bertschy (1912–1999), Jazzmusiker
- Viktor Kühne (1912–2000), Direktor der Eidgenössischen Alkoholverwaltung
- Walter Schmidt (1912–1996), Ingenieur und  Politiker, Nationalrat
- Harald Feller (1913–2003), Diplomat; Gerechter unter den Völkern
- Kurt von Fischer (1913–2003), Musikwissenschaftler und Pianist
- Rudolf Gmür (1913–2002), Rechtswissenschaftler
- Hildegard Greenson (1913–2013), Malerin, Frau des Psychoanalytikers Ralph R. Greenson
- Charles Albert Walter Guggisberg (1913–1980), Zoologe, Naturfotograf und Sachbuchautor
- Hans Ryffel (1913–1989), Rechtsphilosoph
- Paul Treu (1913–1944), Militärpilot
- Hans Walther-Büel (1913–2002), Psychiater, Hochschullehrer
- Étienne Grandjean (1914–1991), Arzt und Forscher
- Arnold Käch (1914–1998), Offizier, Skisportler und -funktionär
- Hans Burren (1915–1979), Politiker
- Erich Gruner (1915–2001), Historiker und Politologe
- Hans-Rudolf Kurz (1915–1990), Jurist und Militärhistoriker
- Hans Alexander Fischer (1916–2000), Restaurator, Maler und Grafiker
- Hugo Wetli (1916–1972), Maler, Grafiker, Lithograf, Zeichner und Illustrator
- Beno Eckmann (1917–2008), Mathematiker
- Gabrielle Faure (1917–1996), Schriftstellerin, Literaturkritikerin und Übersetzerin
- Toni Reinhard (1917–1965), Romanist
- Marion Römer (1917–2000), Pionierin der Arbeit mit Migranten
- Kurt Wirth (1917–1996), Grafiker, Maler und Zeichner
- Gottfried von Einem (1918–1996), Komponist und Gerechter unter den Völkern
- Douglas Heck (1918–1993), US-amerikanischer Diplomat
- Marc Hodler (1918–2006), Sportfunktionär und Mitglied des Internationalen Olympischen Komitees
- Res Jost (1918–1990), theoretischer Physiker
- André de Mandach (1918–1998), Romanist und Mediävist
- Klaus Schädelin (1918–1987), Pfarrer, Politiker, Schriftsteller (Mein Name ist Eugen)
- Alexandre Hay (1919–1991), Anwalt
- Paul Jolles (1919–2000), Diplomat
- Hans Kuhn (1919–2012), Physikochemiker
- Urs Oberlin (1919–2008), Schriftsteller
- Arist Rollier (1919–1997), Politiker
- Otto Paul Wenger (1919–1981), Münzhändler, Numismatiker und Libellenkundler
- Ruth Bietenhard (1920–2015), Journalistin, Autorin und Lehrerin
- Armand Forel (1920–2005), Arzt und Politiker
- Philippe d’Ursel (1920–2017), Skirennläufer

#### 1921–1930

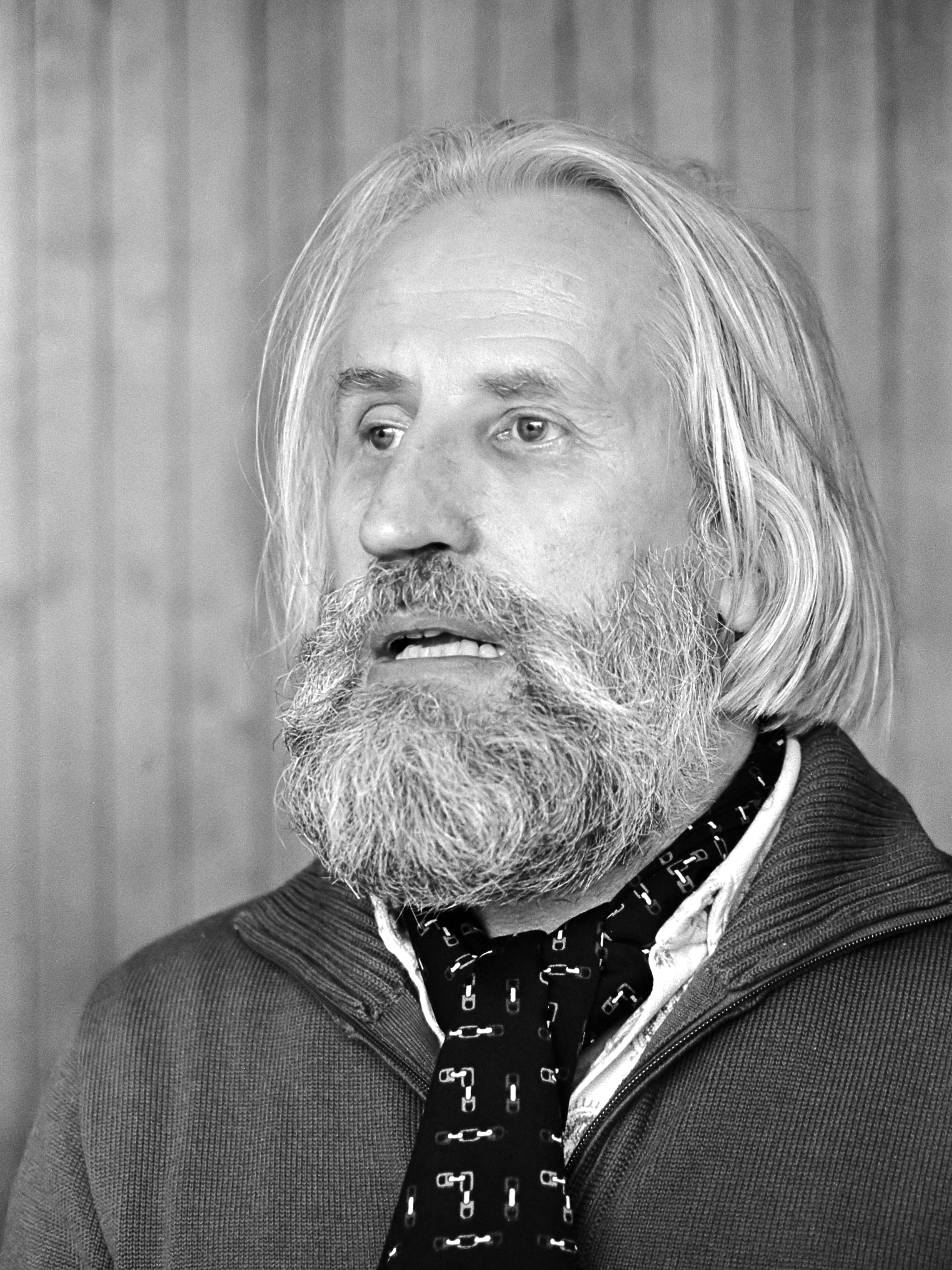
Klaus Huber
(1924–2017)

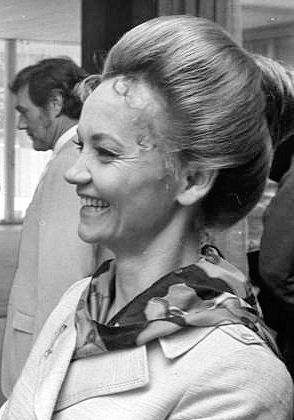
Liselotte Pulver
(* 1929)

- Elisabeth Lardelli (1921–2008), aus Poschiavo, Politikerin (SVP)
- Kurt Marti (1921–2017), Pfarrer und Schriftsteller
- Kurt Blum (1922–2005), Fotograf und Dokumentarfilmer
- Max Geiger (1922–1978), evangelischer Geistlicher und Hochschullehrer in Basel
- Hazy Osterwald (1922–2012), Jazzmusiker
- Emil Reich (1922–1982), Kunstglaser und Glasmaler
- Elsbeth Gysi (1923–1997), Grafikerin, Illustratorin, Zeichnerin, Malerin und Glasmalerin
- Juan Aebi (1923–1985), Maler, Zeichner und Siebdrucker
- Hans Werner Debrunner (1923–1998), Historiker, Theologe und Afrikaforscher
- Kurt Kipfer (1923–1992), Arzt und Politiker
- Jimmy Schneider (1923–1995), Eisenplastiker, Zeichner und Maler
- Klaus Huber (1924–2017), Komponist, Violinist, Dirigent und Kompositionslehrer
- Heinz Bigler (1925–2002), Fussballspieler
- Heinz Bratschi (1925–1992), Politiker
- Marco Mumenthaler (1925–2016), Neurologe
- Hans Urwyler (1925–1994), sechster Stammapostel der Neuapostolischen Kirche
- Rolf Dürig (1926–1985), Maler
- Mariann Grunder (1926–2016), Bildhauerin
- Henri L. Le Roy (1926–2015), Professor für Biometrik und Populationsgenetik
- Georg Luck (1926–2013), Philologe
- Fernand Rausser (1926–2016), Fotograf
- Agnes Sauser-Im Obersteg (1926–2017), Politikerin und Betriebswirtschafterin
- SHE (1926–2022), Künstlerin
- Ernst Wenger (1926–2022), Eishockeyspieler und -trainer
- Roland Werro (1926–2018), Bildender Künstler
- Hansheinz Schneeberger (1926–2019), Geiger und Musikpädagoge
- Richard Bäumlin (1927–2022), Rechtswissenschaftler und Politiker
- Rudolf Trachsel (1927–2017), Ingenieur und Präsident der Generaldirektion der PTT
- Werner Bircher (1928–2017), Stadtpräsident 1979–1992
- Véronique Deschamps (1928–2004), Schauspielerin[2]
- Hansruedi von Gunten (1928–2021), Chemiker und Bergsteiger
- Beat Junker (1928–2019), Historiker
- Peter Lang (1928–2001), Buchhändler und Verleger
- Selma Urfer (1928–2013), Autorin, Übersetzerin und Schauspielerin
- Bernhard Luginbühl (1929–2011), Künstler
- René E. Mueller (1929–1991), Schriftsteller und Lebenskünstler
- Paul Nizon (* 1929), Schriftsteller
- Liselotte Pulver (* 1929), Schauspielerin
- Rolf Bloch (1930–2015), Unternehmer
- Caius Burri (1930–2002), Arzt und Kunstmäzen
- Hans von Gunten (1930–2015), Bauingenieur
- Marcel Wyss (1930–2012), Grafikdesigner und Künstler der konstruktiv-konkreten Kunst

#### 1931–1940
- Jean-Pierre Bonny (* 1931), Politiker

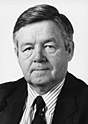
Jean-Pierre Bonny
(* 1931)

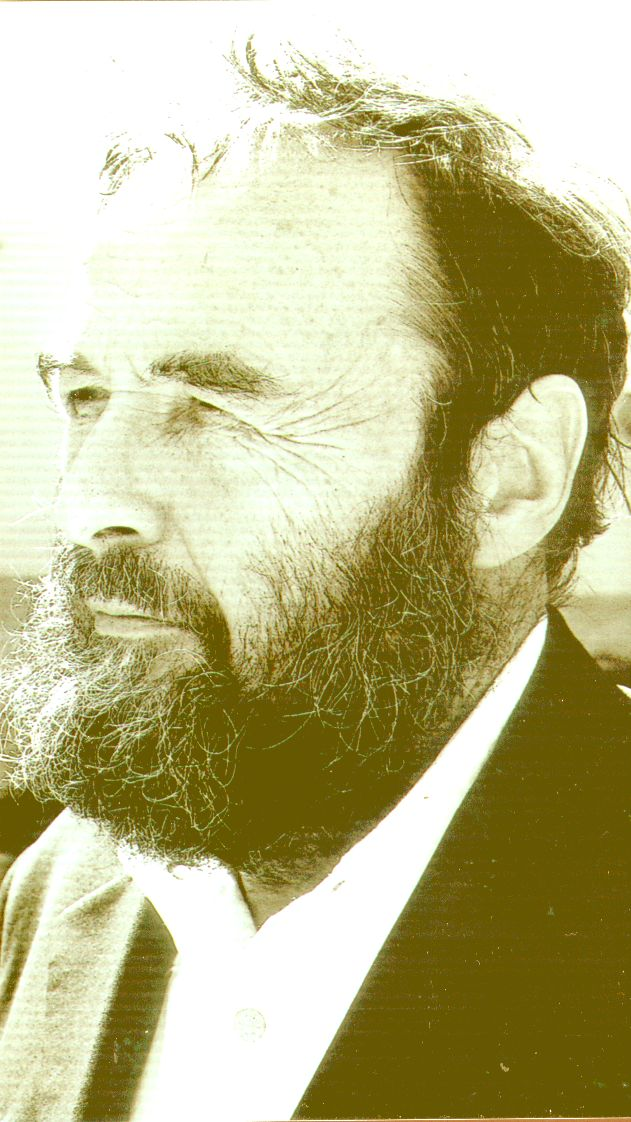
Harald Szeemann
(1933–2005)

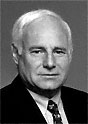
Ulrich Fischer
(* 1940)

- Bernhard Böschenstein (1931–2019), Literaturwissenschaftler
- Marietta Gullotti (* 1931), Malerin
- Franz Muheim (1931–2020), Schweizer Botschafter im Vereinigten Königreich und Präsident des Schweizerischen Roten Kreuzes
- Klaus Aerni (1932–2014), Geograph
- Hans Bieri (* 1932), Radrennfahrer
- Ruth Binde (1932–2025), Presseagentin und Autographensammlerin
- Jack Heuer (* 1932), Unternehmer der Uhrenbranche, TAG Heuer
- Werner Otto Leuenberger (1932–2009), Maler, Zeichner, Druckgraphiker und Plastiker
- Jörg Ewald Dähler (1933–2018), Dirigent, Cembalist und Komponist
- Harald Szeemann (1933–2005), Kunsthistoriker und Ausstellungsmacher
- Willy Weber (1933–1998), Bildhauer
- Jakob Stämpfli (1934–2014), Sänger (Bass), Lehrer und Konservatoriumsleiter
- Walter Zürcher (1934–2007), Nonkonformist und Esoteriker
- Ruth Burri (1935–2019), Künstlerin
- Giuliano Crivelli (1935–2023), Offizier und Brigadier
- Beata Heuer-Christen (* 1935), Konzertsängerin und Gesangspädagogin
- Walther Kauer (1935–1987), Schriftsteller
- Jürg Steiner (1935–2020), Politikwissenschaftler und Hochschullehrer
- Hansjörg Wyss (* 1935), Unternehmer und Mäzen
- Jürg Wyttenbach (1935–2021), Komponist, Dirigent und Pianist
- Rolf H. Adler (* 1936), Psychosomatiker und Psycho-Analytiker
- Maja Beutler (1936–2021), Schriftstellerin und Dramatikerin
- Heidi Diggelmann (1936–2022), Medizinerin
- Walter Rudolf Hess (* 1937), Universitätsprofessor, Nobelpreisträger
- Mani Matter (1936–1972), Jurist, Berner Chansonniers
- Christian Megert (* 1936), Objektkünstler, Mitglied der ZERO-Bewegung
- Giorgio Morniroli (1936–2017), Politiker
- Hans Heinz Moser (1936–2017), Schauspieler
- Charles Reichenbach (* 1936), Evangelist und Gründer der GvC Bewegung
- Rolf Schneider (* 1936), Lehrer, Dozent und Politiker
- Robert Stauffer (1936–2025), Schriftsteller, Journalist und Übersetzer
- Zeno Zürcher (1936–2008), Primarlehrer und Kulturschaffender
- Ueli Berger (1937–2008), Künstler, Produktdesigner, Innenarchitekt
- Sandro Del-Prete (* 1937), Maler, Illusionzeichner
- Roland Fink (* 1937), Chorleiter, Musiker und Musiklehrer
- Hansruedi Fuhrer (* 1937), Fussballspieler
- Daniel de Quervain (1937–2020), Maler, Zeichner und Grafiker
- Victor Ruffy (1937–2016), Politiker (SP)
- Pierre-Yves Simonin (* 1937), Diplomat
- Stefan Trechsel (* 1937), Rechtswissenschafter und Richter am Internationalen Strafgerichtshof für das ehemalige Jugoslawien
- Ursula Bäumlin (* 1938), Politikerin
- Hanspeter Born (* 1938), Journalist und Autor
- Hermann Hofer (* 1938), Romanist, Musikwissenschaftler, Hochschullehrer und Autor
- Ruedi Krebs (* 1938), Liedermacher
- Franz Oswald (* 1938), Architekt, Städtebauer und Hochschullehrer
- Pierre Siegenthaler (* 1938), Segler[3]
- Bernhard Stauffer (* 1938), Geophysiker und Hochschullehrer
- Gerhard Kocher (* 1939), Publizist, Politologe, Gesundheitsökonom und Aphoristiker
- Urs Peter Schneider (* 1939), Komponist und Hochschullehrer
- Klaus Ammann (1940–2023), Botaniker
- Ulrich Fischer (* 1940), Politiker
- Edy Hubacher (* 1940), Bobfahrer und Leichtathlet
- François Loeb (* 1940), Unternehmer, Politiker und Schriftsteller
- Manon (* 1940), Zürcher Künstlerin
- Wolfgang von Nostitz (* 1940), deutscher Politiker (Bündnis 90/Die Grünen) und Rechtsanwalt
- Max Schärlig (1940–1979), Maler und Zeichner
- Hedi Wyss (* 1940), Schriftstellerin und Journalistin

#### 1941–1945

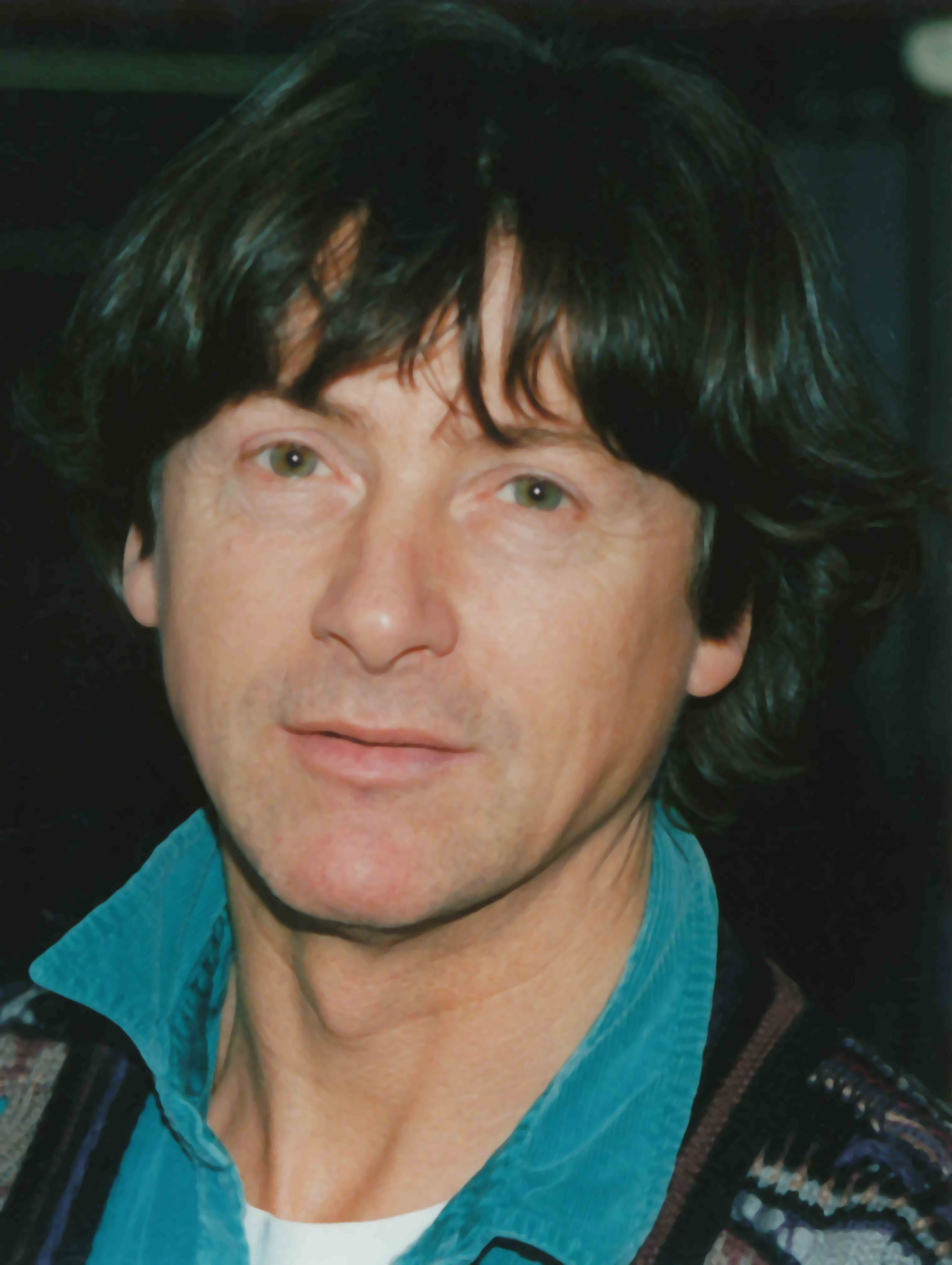
Herbert Herrmann
(* 1941)

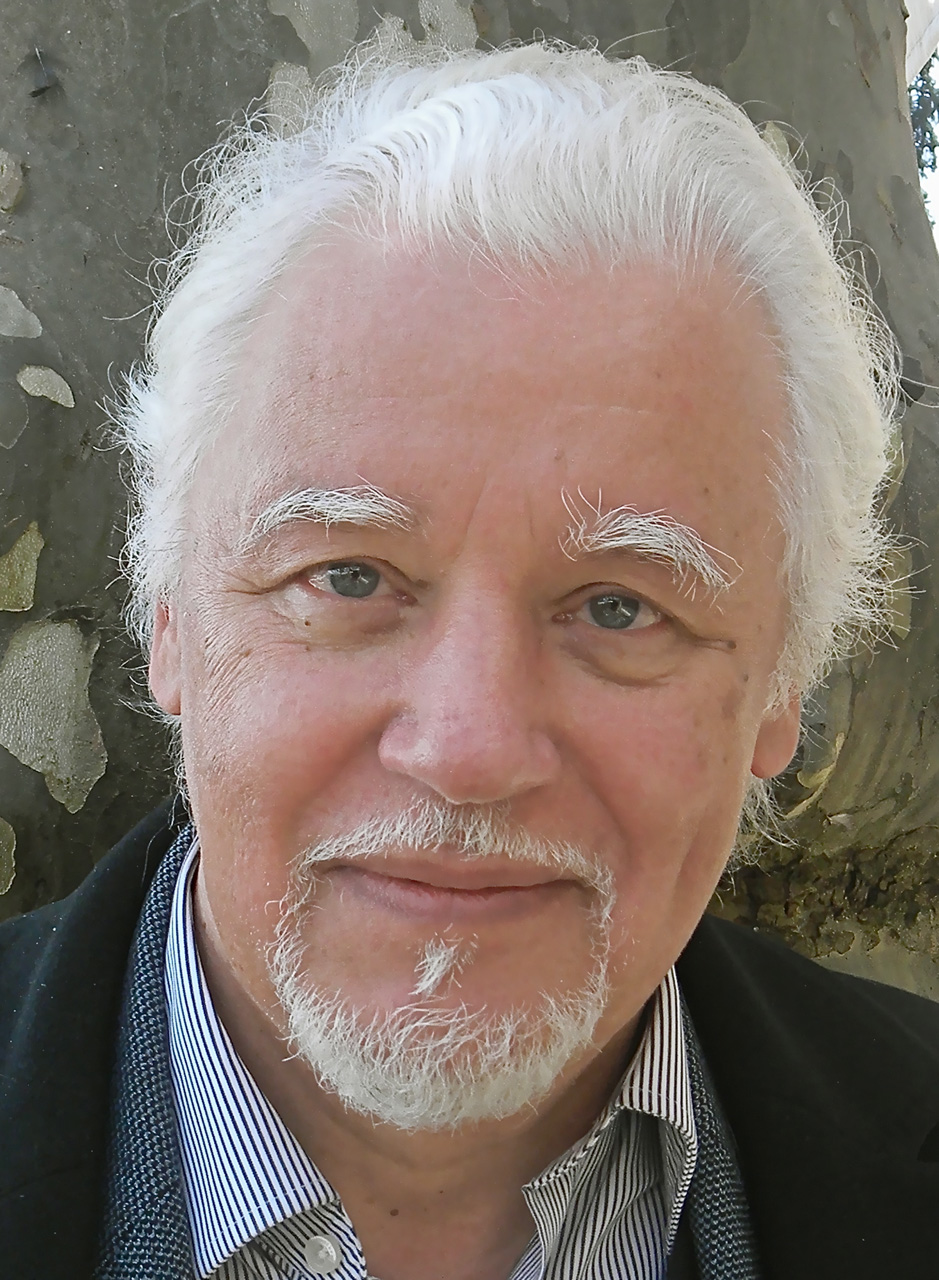
Hervé Dumont
(* 1943)

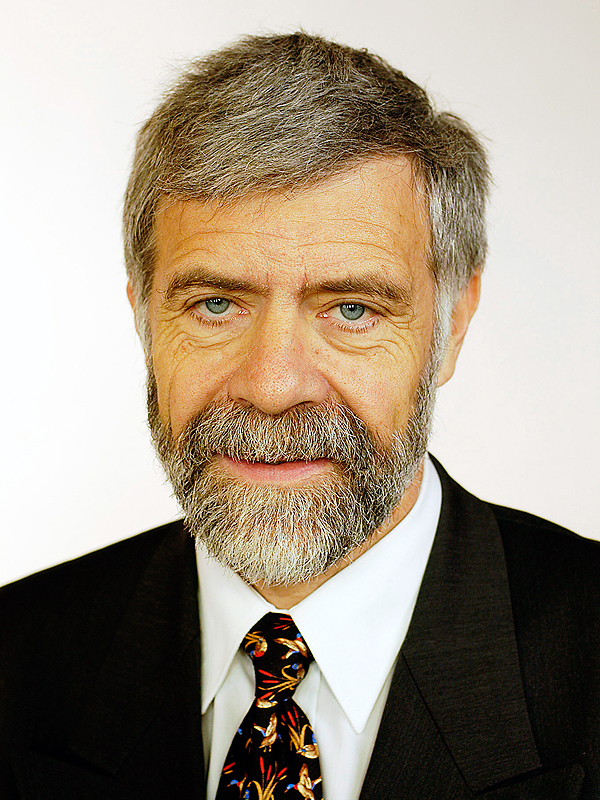
Paul Günter
(1943–2024)

- Harold Baumann (* 1941), Naturwissenschaftler, Autor
- Yves Christen (* 1941), Politiker (FDP)
- Urs Joseph Flury (* 1941), Komponist
- Rolf Geissbühler (1941–2010), Schriftsteller
- Herbert Herrmann (* 1941), Schauspieler
- Margrit Jäggli (1941–2003), Malerin und Zeichnerin
- Christiane Langenberger (1941–2015), Politikerin
- Markus Raetz (1941–2020), Maler, Bildhauer und Fotograf
- René Ramp (1941–2004), Künstler
- Ursula Bleisch-Imhof (* 1942), Puppenspielerin und Theaterleiterin
- Fritz Chervet (1942–2020), Profi-Boxer
- Herbert Distel (* 1942), Maler, Objekt-, Video- und Tonkünstler
- Bettina Eichin (* 1942), Bildhauerin
- Peter Grütter (* 1942), Eiskunstläufer und Eiskunstlauftrainer
- Ruedi Johner (* 1942), Eiskunstläufer[4]
- Bernhard Kauter (* 1942), Winzer
- Annemarie Kesselring (* 1942), Pflegefachfrau
- Ernst Meyer (* 1942), Fussballspieler
- Yves Rénier (1942–2021), französischer Schauspieler
- Ingrid Simonnæs (* 1942), norwegische Sprach- und Übersetzungswissenschaftlerin
- Peter Stotz (1942–2020), Altphilologe
- Peter Vogel (1942–2015), Zoologe
- Peter von Wattenwyl (1942–2014), Plastiker und Maler
- Ruth Adolf (* 1943), Skirennläuferin
- Fred von Allmen (* 1943), Lehrer der Vipassana-Meditation, Fachautor
- Rudolf Dellsperger (* 1943), Theologe
- Hervé Dumont (* 1943), Filmwissenschaftler
- Andreas Engel (* 1943), Biophysiker und Hochschullehrer
- Paul Günter (1943–2024), Politiker
- Jürg Lenggenhager (* 1943), Musiker und Kunstmaler
- Francesco Mariotti (* 1943), Künstler
- Roland Moser (* 1943), Komponist und Hochschullehrer
- Roger Pfund (1943–2024), Grafiker und Grafikdesigner
- Peter Bieri (1944–2023), Schriftsteller und Philosoph
- Urs Brunner (* 1944), Zeichenlehrer, Maler und Illustrator
- Balthasar Burkhard (1944–2010), Fotograf
- Roger de Diesbach (1944–2009), Journalist
- Theres Giger (* 1944), Politikerin
- Lukas Hartmann (* 1944), Schriftsteller
- Kurt Hutterli (* 1944), Autor
- Gerda Johner (* 1944), Eiskunstläuferin[5]
- Thomas Koerfer (* 1944), Filmregisseur, Produzent und Verleiher
- Olivier Mosset (* 1944), Maler
- Christian Pfister (* 1944), Historiker
- Peter Streiff (* 1944), Komponist
- Jürg Weibel (1944–2006), Lehrer, Journalist und Schriftsteller
- Michel Bühler (1945–2022), Chansonnier und Schriftsteller
- Michael Groepper (* 1945), Jurist und Richter am Bundesverwaltungsgericht
- Duarte Pio de Bragança (* 1945), seit 1976 Chef des ehemals königlichen Hauses Braganza

#### 1946–1950
- Gerhard Beutler (* 1946), Astronom

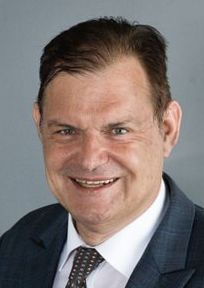
Claude Béglé
(* 1949)

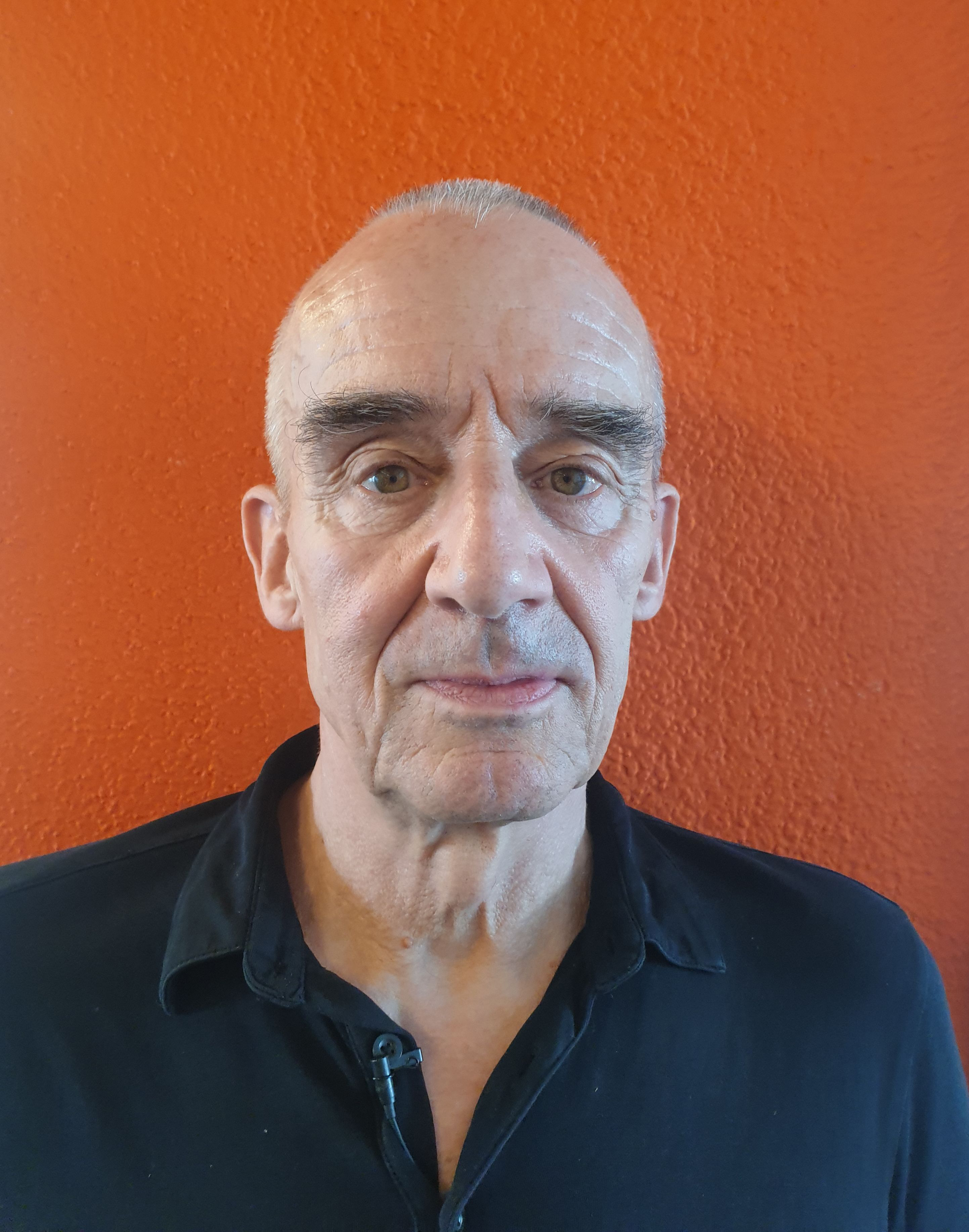
Patrick Frey
(* 1949)

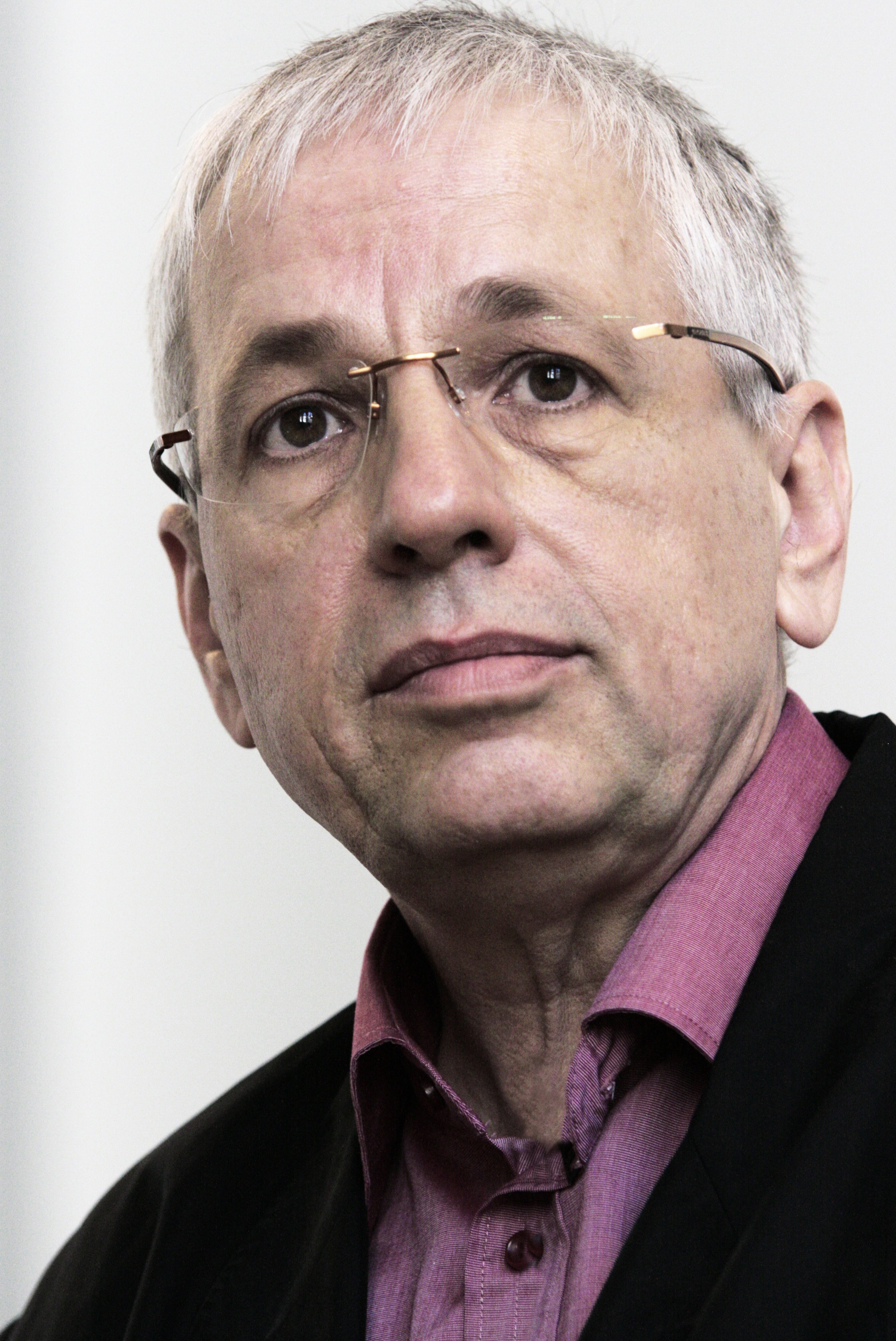
Christoph Thomann
(* 1950)

- Jean-Luc Darbellay (* 1946), Komponist, Dirigent, Klarinettist und Arzt
- Remo Legnazzi (* 1946), Filmregisseur
- Cristina Perincioli (* 1946), Regisseurin, Autorin, Multimediaproduzentin und Webautorin
- Elisabeth Pfund, geborene Hess (1946–2006), Grafikerin, Fotografin und Tänzerin
- Toni Stooss (* 1946), Kunsthistoriker
- Luzius Wasescha (1946–2016), Handelsdiplomat
- Markus Zürcher (1946–2013), Künstler
- Thomas Füri (1947–2017), Violinist und Leiter der Camerata Bern (1979–1993)
- Kaspar von Greyerz (* 1947), Historiker
- Max Hebeisen (* 1947), Boxer[6]
- Madeleine Hirsiger (* 1947), Filmjournalistin und Filmkritikerin
- Roland Jeanneret (1947–2021), Journalist und Kommunikationsfachmann
- Christian Kauter (* 1947), Fechter, Diplomat und Manager
- Markus Keller (* 1947), Theaterregisseur, -leiter und -autor
- Claudia Omar (1947–2008), Ärztin und Politikerin
- Verena Stefan (1947–2017), Schriftstellerin
- Christine Stückelberger (* 1947), Dressurreiterin
- Werner Zeindler (* 1947), Filmregisseur, Drehbuchautor und Produktionsleiter
- Andreas Züst (1947–2000), Fotograf, Maler, Naturwissenschaftler, Verleger und Sammler
- Kurt Aeschbacher (* 1948), Fernsehmoderator
- Martin Brauen (* 1948), Ethnologe und Kurator
- Marc Dietrich (* 1948), Sänger, Mitglied der Gruppe Peter, Sue & Marc
- Emil Erne (* 1948), Historiker und Archivar
- Ursula Haller (* 1948), Politikerin (BDP)
- Eduard Kaeser (* 1948), Physiker, Philosoph, Publizist
- Silvia Reize (1948–2012), Schauspielerin
- Claudio Risi (1948–2020), italienischer Filmregisseur
- Carl Schenkel (1948–2003), Filmregisseur und Drehbuchautor
- Leonie Stein (* 1948), Theaterregisseurin und Hochschullehrerin
- Birgit Steinegger (* 1948), Schauspielerin, Parodistin und Unterhaltungskünstlerin
- Hans Anliker (* 1949), Posaunist und Komponist
- Claude Béglé (* 1949), Manager und Politiker
- Patrick Frey (* 1949), Autor, Verleger, Kabarettist und Schauspieler
- Daniel Giger (* 1949), Fechter
- Rolf Knie (* 1949), Kunstmaler, Artist und Schauspieler
- Martin Lüscher (* 1949), theoretischer Physiker
- Peter Reber (* 1949), Liedermacher und Sänger
- Martin Schwander (* 1949), Journalist und Aktivist der 68er-Bewegung
- Beat Sterchi (* 1949), Schriftsteller
- Pierre Aeby (* 1950), Politiker und Staatsrat des Kantons Freiburg
- Martin Frank (* 1950), Schriftsteller
- Paul Gerber (* 1950), Uhrmacher
- Marianne Huguenin (* 1950), Politikerin
- André Lombard (* 1950), Schachspieler
- Martha Lux-Steiner (* 1950), Physikerin, Hochschullehrerin
- Heinz W. Müller (* 1950), Journalist
- George Steinmann (* 1950), Künstler und Musiker
- Christoph Thomann (* 1950), Psychologe
- Georg Weber (* 1950), Journalist und Autor

#### 1951–1955

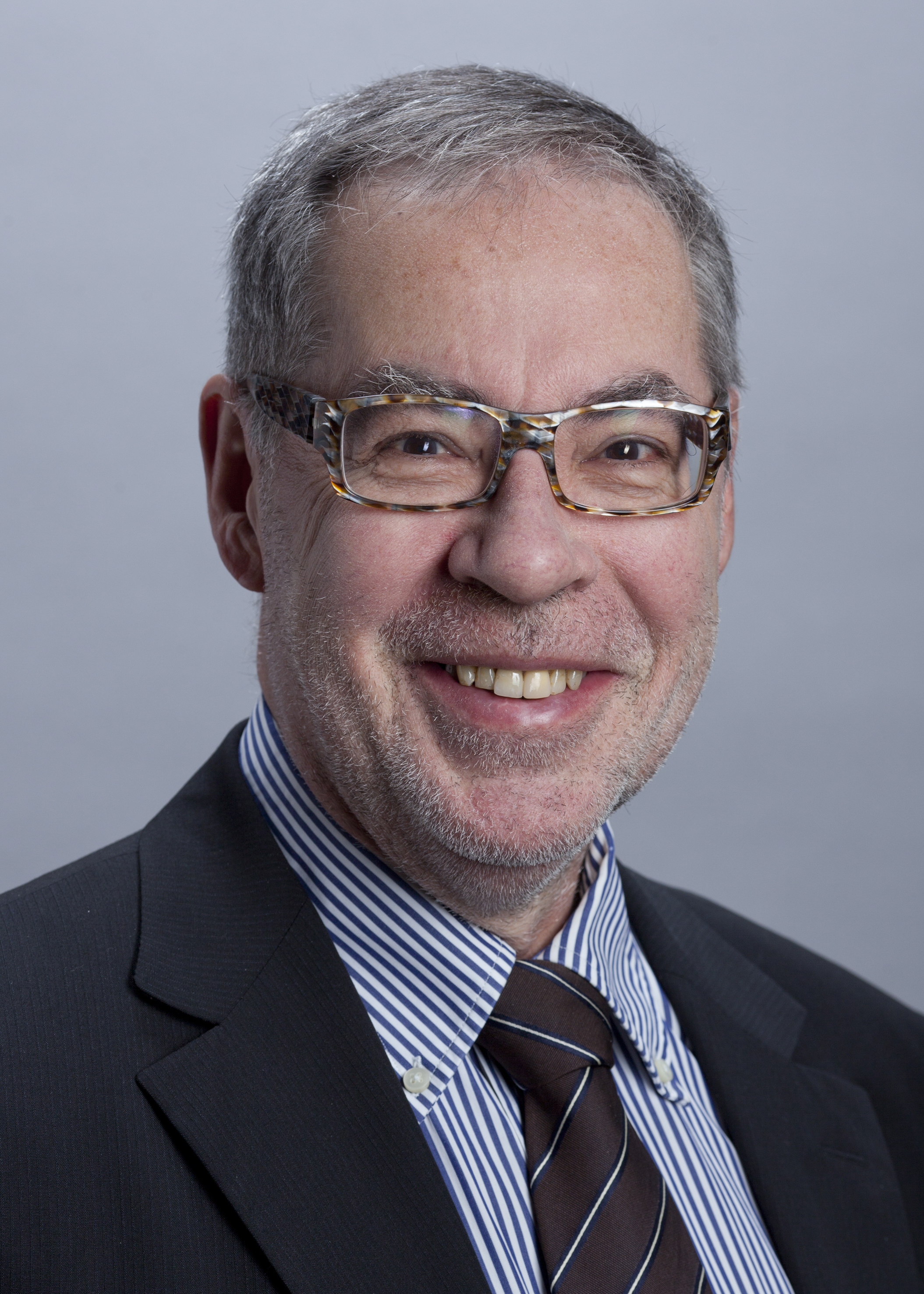
Alexander Tschäppät
(1952–2018)

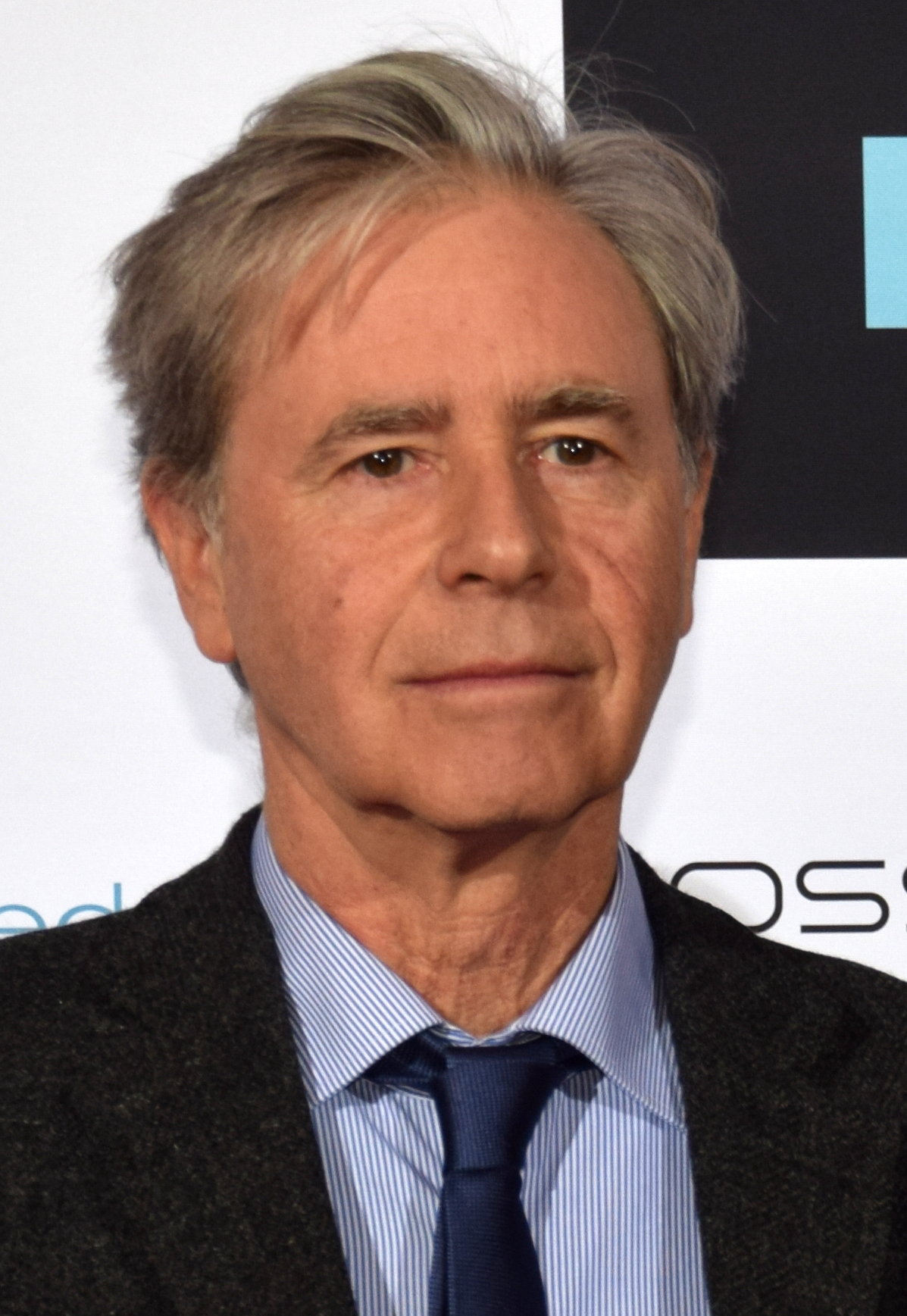
Urs Egger
(1953–2020)

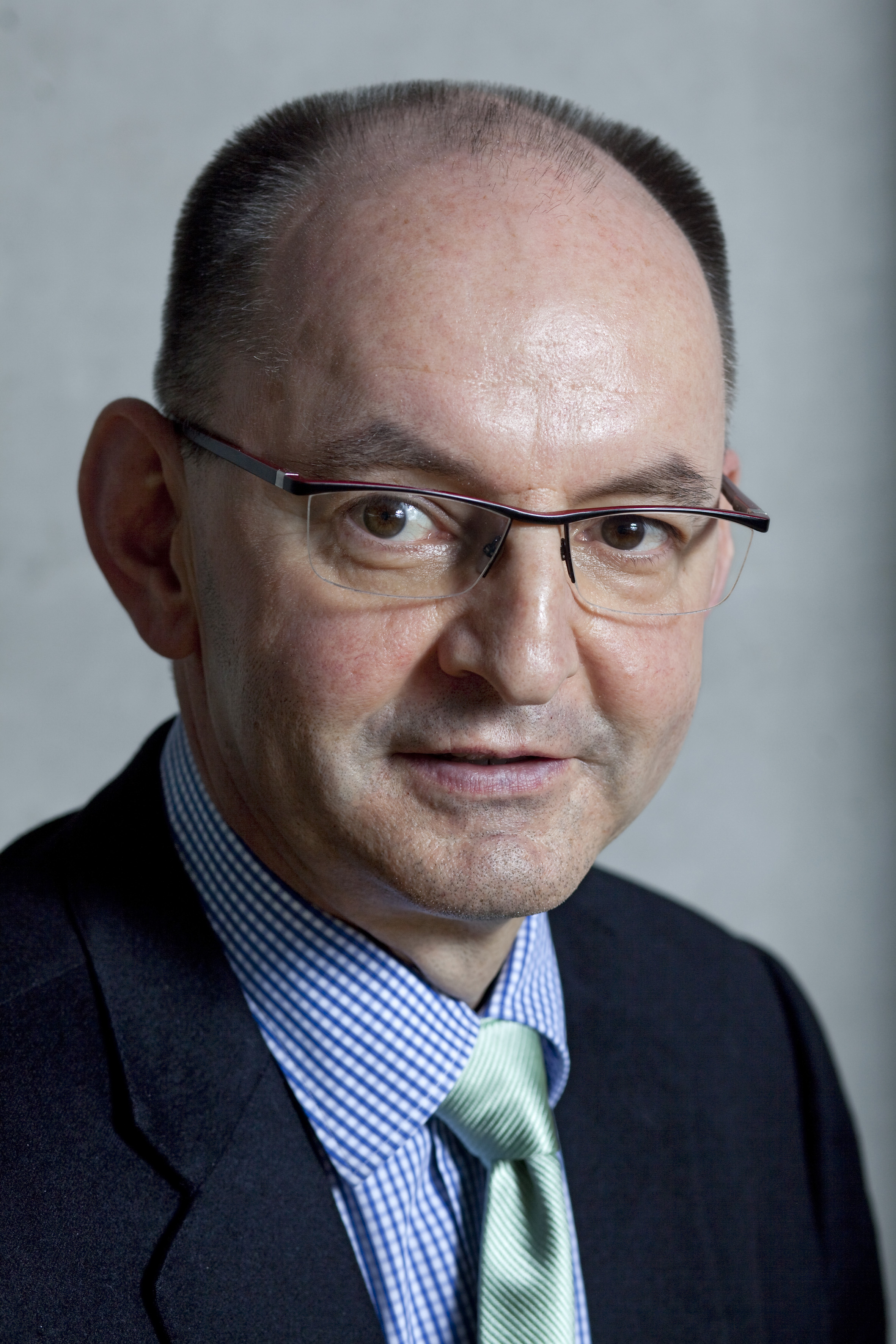
Rudolf Stämpfli
(* 1955)

- Michael Ambühl (* 1951), Staatssekretär und Professor
- Gilgian Gelzer (* 1951), Maler, Zeichner, Fotograf und Kunstpädagoge
- Thomas Indermühle (* 1951), Oboist
- Fere Scheidegger (* 1951), Musiker
- Hansjörg Vogel (* 1951), römisch-katholischer Theologe, Bischof von Basel
- Roland Zoss (* 1951), Musiker und Schriftsteller
- Boris Blank (* 1952), Musiker
- Hans Burgener (* 1952), Violinist
- Markus Grob (1952–2021), Architekt, Autor und Hochschullehrer
- Robert Morgenthaler (* 1952), Jazzmusiker
- Heinz Reber (1952–2007), Komponist
- Alexander Tschäppät (1952–2018), Berner Stadtpräsident 2005–2016
- Hans-Peter Zaugg (* 1952), Fussballspieler und -trainer
- Christoph Braendle (* 1953), Schriftsteller und Journalist
- Urs Egger (1953–2020), Film- und Fernsehregisseur
- Edy Fink (1953–2017), Maler und Zeichenlehrer
- Daniel Fischer (1953–2015), Rechtsanwalt und Professor
- Margret Kiener Nellen (* 1953), Politikerin (SP)
- Willy Kotoun (* 1953), Perkussionist
- Jean-Pierre Le Roy (* 1953), Schauspieler, Diplom-Kulturmanager
- Jürg Morgenthaler (* 1953), Jazzmusiker
- Robert Brandenberger (* 1954), US-amerikanischer theoretischer Physiker und Kosmologe
- Thomas Demenga (* 1954), Cellist und Komponist
- Thomas Ehrsam (* 1954), Literaturwissenschaftler und Publizist
- Bernhard Schaub (* 1954), Holocaustleugner
- Jürg Steiner (1954–2020), Politikwissenschaftler und Professor an den Universität Bern und der University of North Carolina at Chapel Hill
- Matthias Zschokke (* 1954), Schriftsteller und Filmemacher
- Guglielmo L. Brentel (* 1955), Hotelier
- Thomas Fahrer (* 1955), Jazz- und Bluesmusiker
- Urs Gasche (* 1955), Politiker
- Vincent Kaufmann (* 1955), Buchwissenschaftler und Romanist
- Daniel Koerfer (* 1955), deutscher Historiker
- Dominique Mentha (* 1955), Theaterregisseur und -intendant
- Markus Ryffel (* 1955), Langstreckenläufer
- Jürg Schlup (* 1955), Arzt
- Rudolf Stämpfli (* 1955), Unternehmer
- Yang Lian (* 1955), chinesischer Dichter und Professor
- Monica Zanchi (* um 1955), Schauspielerin und Sängerin

#### 1956–1960
- Donat Fisch (* 1956), Jazzmusiker

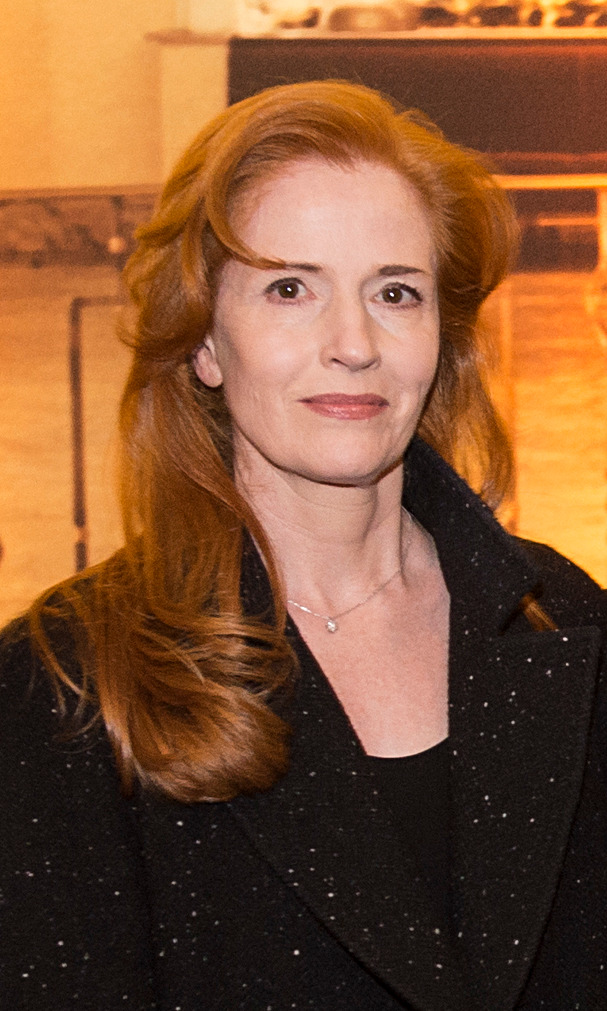
Sibylle Canonica
(* 1957)

- Mario Gattiker (* 1956), Jurist und Staatssekretär
- Esther Gemsch (* 1956), Schauspielerin
- Thomas Hansjakob (1956–2018), Jurist und Politiker
- Madeleine Herren-Oesch (* 1956), Historikerin
- Verena Elisabeth Keller (* 1956), Biologin
- Linda Vera Roethlisberger (* 1956), Pädagogin, Künstlerin und Autorin
- Katharina Schütz (* 1956), Schauspielerin, Schauspiellehrerin und Sprecherin
- Andreas Anderegg (* 1957), Boxer
- Sibylle Canonica (* 1957), Schauspielerin
- Daniel Glaus (* 1957), Organist und Komponist
- Michael von Graffenried (* 1957), Fotograf
- Thomas Hirschhorn (* 1957), Künstler
- Ruedi Josuran (* 1957), Radiomoderator, Fernsehmoderator und Autor
- Marianne Streiff-Feller (* 1957), Politikerin (EVP)
- Hansjürg Zumstein (* 1957), Dokumentarfilmer und Redaktor
- Hans-Ulrich Bigler (* 1958), Verbandsfunktionär und Politiker
- Regula Gerber (* 1958), Schauspielerin, Regisseurin und Theaterintendantin
- Peter Hänni (* 1958), Arzt und Schriftsteller
- Franziska Teuscher (* 1958), Politikerin (Grüne)
- Katharina Weber (* 1958), Pianistin und Komponistin
- Emanuel Abbühl (* 1959), Oboist
- Christine Bulliard-Marbach (* 1959), Politikerin (CVP)
- Jörg Dürmüller (* 1959), Opern- und Konzertsänger
- Therese Fuhrer (* 1959), Altphilologin
- Nadine Hostettler (* 1959), Journalistin und Schriftstellerin
- Stefan Kurt (* 1959), Schauspieler
- Markus Marthaler (* 1959), Autor, Unternehmer und Coach
- Roland Muri (* 1959), Maler
- Katharina Prelicz-Huber (* 1959), Gewerkschafterin und Politikerin
- Jörn Rohde (* 1959), deutscher Diplomat
- Katharina Rupp (* 1959), Theaterregisseurin
- Thomas Schläpfer (* 1959), Psychiater
- Christian Thomsen (* 1959), deutscher Physiker
- Vinz Vonlanthen (1959–2024), Jazz- und Improvisationsmusiker
- Daniel Boemle (1960–2007), Hörfunkmoderator
- Adrian Haas (* 1960), Politiker (FDP)
- Anna Katarina (* 1960), Schauspielerin
- Marcus Pfister (* 1960), Bilderbuchautor und Illustrator
- Hans Reiter (* 1960), deutscher politischer Beamter
- Beatrice Simon (* 1960), Politikerin (bis 2008 SVP, dann BDP)
- Béatrice Stucki (* 1960), Politikerin (SP)
- Silvia Serena Tschopp (* 1960), Historikerin
- Thomas Wegmüller (* 1960), Radrennfahrer
- Michael Wüthrich (* 1960), Politiker (Grüne)
- Wege Wüthrich (* 1960), Jazzmusiker

#### 1961–1965
- Martin Abbühl (* 1961), Jazzmusiker
- Tobia Bezzola (* 1961), Kunsthistoriker
- Nicoletta della Valle (* 1961), Juristin
- Thomas Helbling (* 1961), Politiker
- Lorenz Hess (* 1961), Politiker
- Tom Kummer (* 1961), Journalist

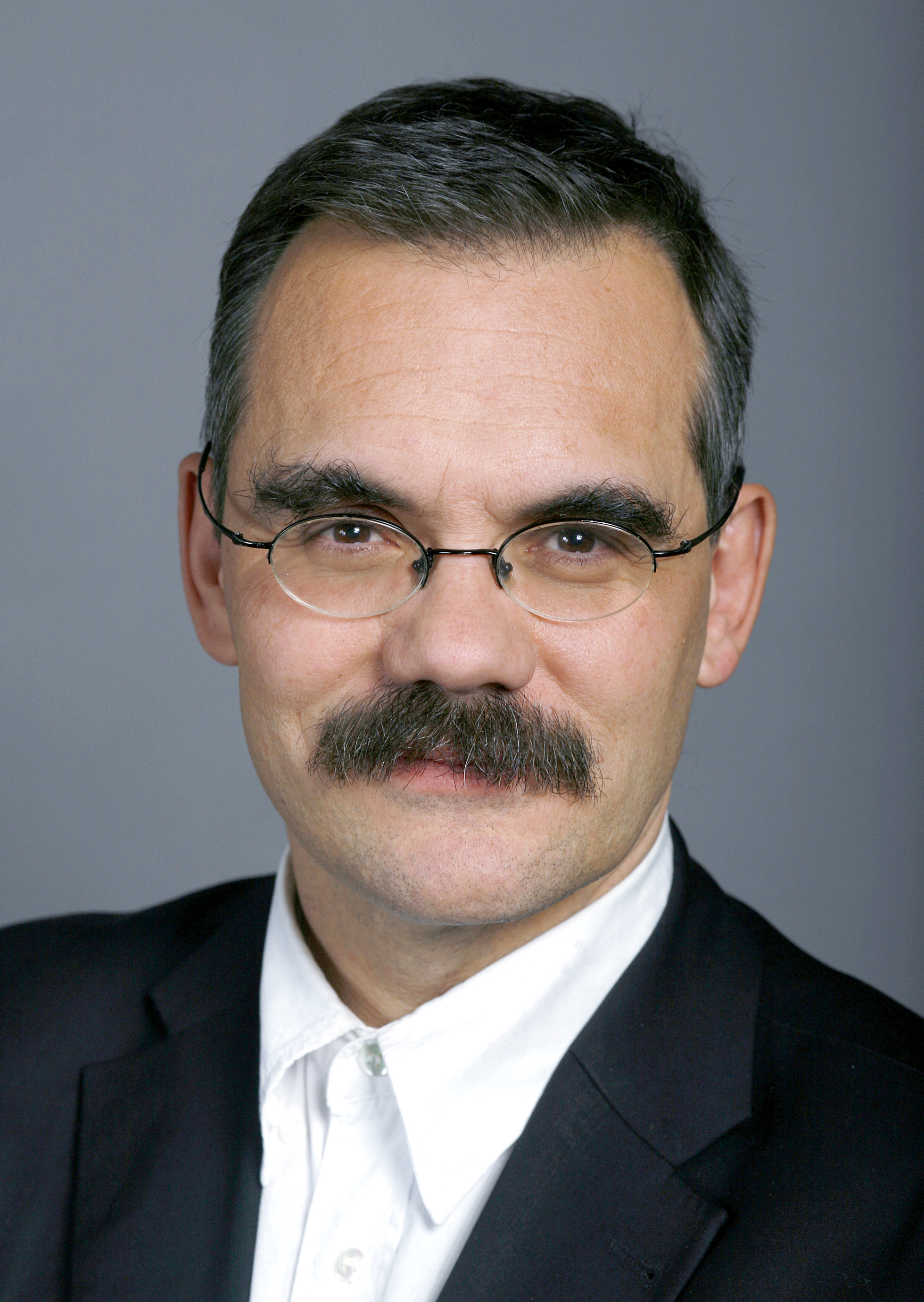
Jean-François Steiert
(* 1961)

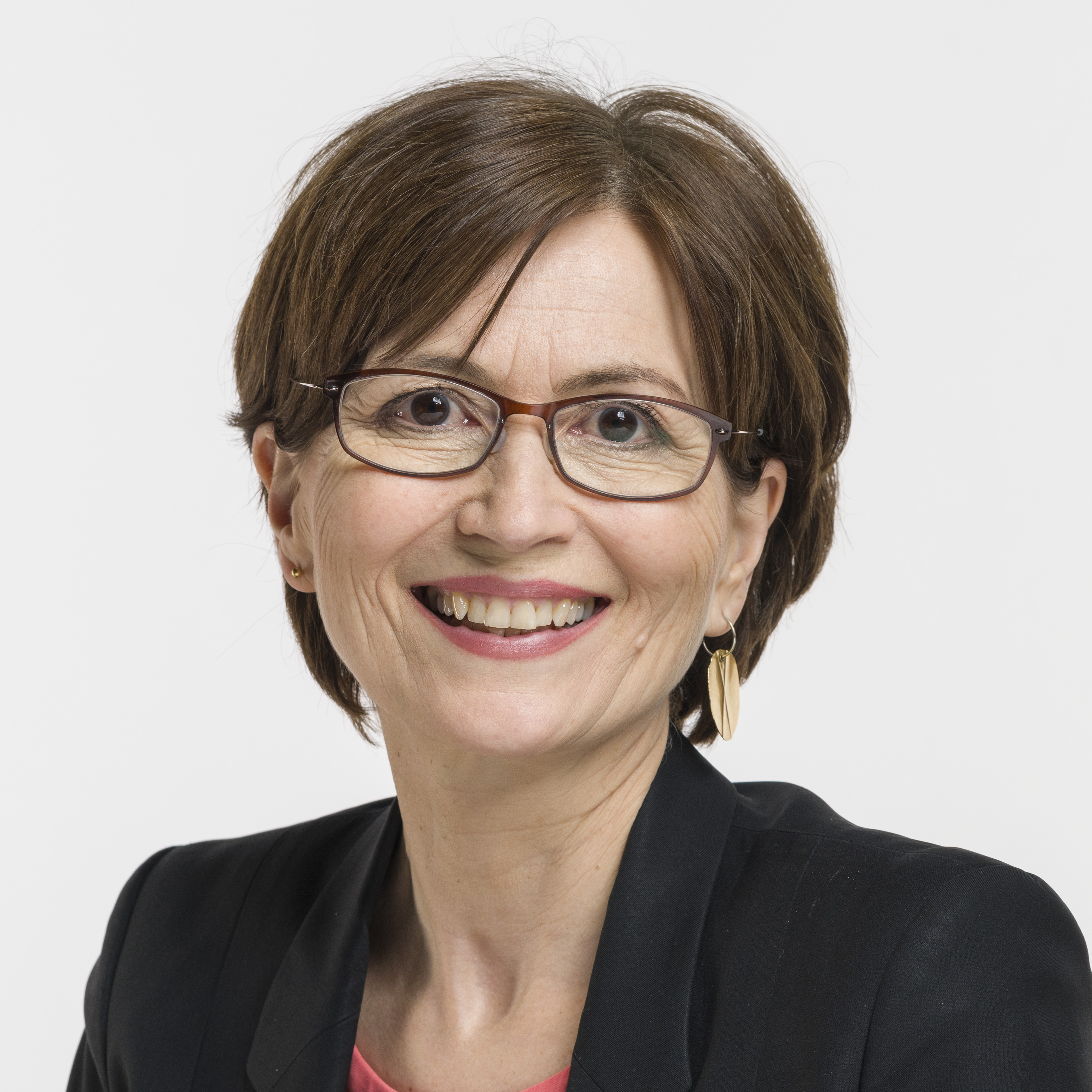
Regula Rytz
(* 1962)

Esther Feingold
(* 1965)

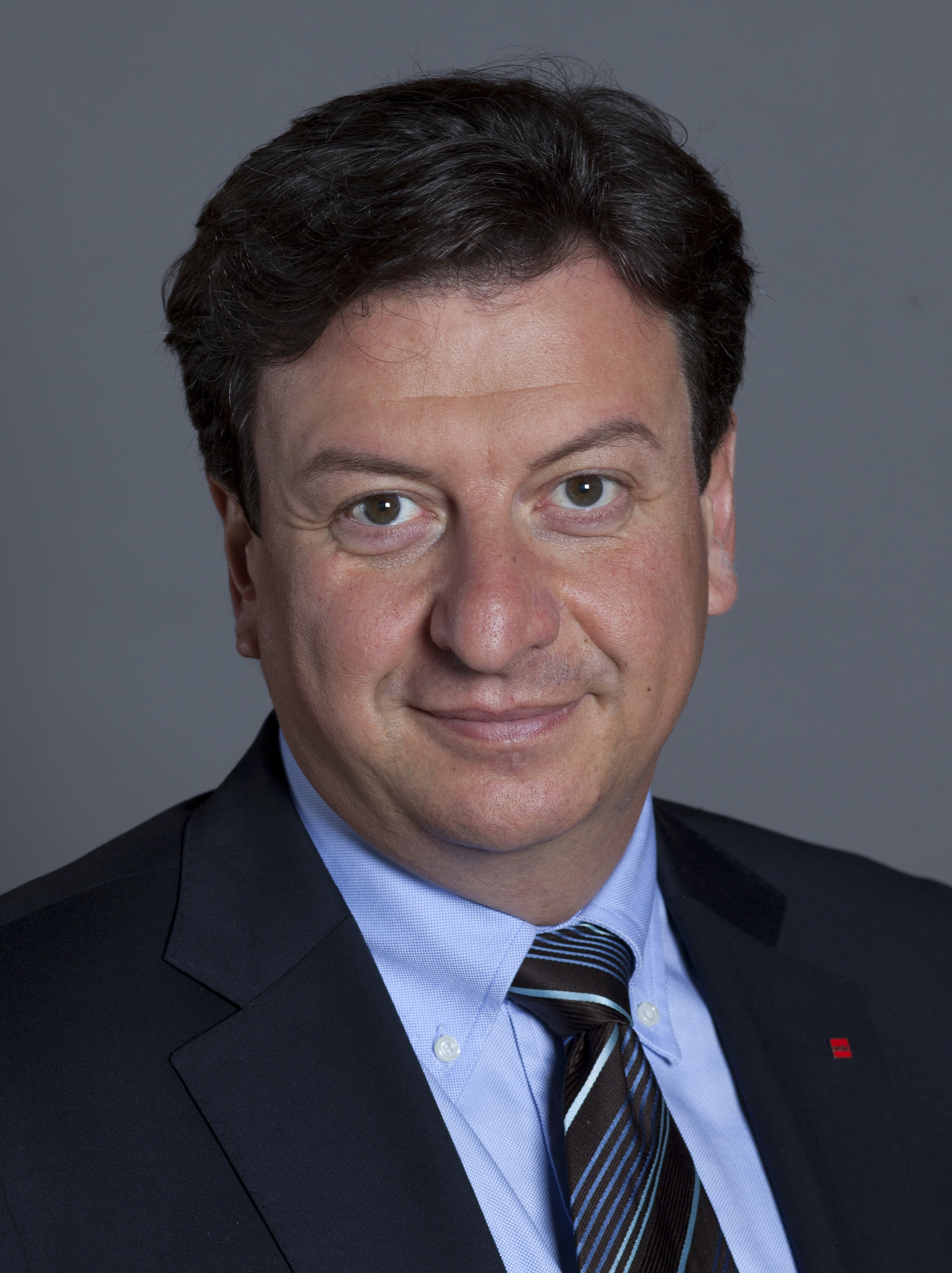
Corrado Pardini
(* 1965)

- Samuel Mumenthaler (* 1961), Jurist, Autor und Musiker
- Matthias Müller (* 1961), Journalist und Schriftsteller
- Daniel Perrin (* 1961), Sprach- und Medienwissenschaftler
- Andri Pol (* 1961), Fotograf
- Ursula Schneider Schüttel (* 1961), Politikerin (SP)
- Christoph Sommer (* 1961), Schauspieler
- Jean-François Steiert (* 1961), Politiker (SP)
- Marie Garnier (* 1962), Politikerin (Grüne)
- Sandra Gasser (* 1962), Leichtathletin
- Fredy Gsteiger (* 1962), Journalist
- Barbara Hayoz (* 1962), Politikerin
- Hanspeter «Büne» Huber (* 1962), Sänger der Mundart-Band Patent Ochsner
- Thomas Leitch-Frey (* 1962), Politiker
- Regula Rytz (* 1962), Politikerin (Grüne)
- Regula Stämpfli (* 1962), Historikerin und Politikwissenschaftlerin
- Peter Wüthrich (* 1962), Künstler
- Urs Dellsperger (* 1963), Duathlet
- Christian Gasser (* 1963), Autor, Journalist und Radiomoderator
- Philipp Hildebrand (* 1963), Ökonom und Politologe
- Simon Ho (* 1963), Pianist und Komponist
- Maurizio Jacobacci (* 1963), Fussballspieler und -trainer
- Daniel Mojon (* 1963), Augenarzt
- Philippe Müller (* 1963), Politiker, Regierungsrat
- Eva Roth Heege (* 1963), Kunsthistorikerin und Archäologin
- Roy Spring (* 1963), Journalist, Autor und PR-Fachmann
- Stefan Blunier (* 1964), Dirigent und Pianist
- Ulrich Brechbühl (* 1964), schweizerisch-amerikanischer Unternehmer
- Andreas Dietrich (* 1964), Journalist
- Patrick Loertscher (* 1964), Landschaftsfotograf
- Daniele Meocci (* 1964), Schriftsteller
- André Blatter (* 1965), österreichischer Skilangläufer
- Esther Feingold (* 1965), Sopranistin und Saxophonistin
- Beat Flach (* 1965), Politiker (glp)
- Bänz Friedli (* 1965), Autor, Kabarettist und Sprachkünstler
- Stefan Gmünder (* 1965), Literaturkritiker und Autor
- Michael Herzig (* 1965), Krimiautor
- Mark van Huisseling (* 1965), Journalist
- Roland von Känel (* 1965), Psychiater, Ordinarius und Klinikdirektor
- Marc Kocher (* 1965), Architekt
- Carl Alexander Krethlow (* 1965), Militärhistoriker
- Christoph Marti (* 1965), Schauspieler, Die Geschwister Pfister
- Meret Matter (* 1965), Theaterregisseurin
- Corrado Pardini (* 1965), Politiker (SP) und Gewerkschafter
- Bernhard Pulver (* 1965), Politiker
- Martin Rauch (* 1965), Eishockeyspieler
- Andy Senn (* 1965), Architekt
- Wen-Sinn Yang (* 1965), Violoncellist taiwanesischer Abstammung

#### 1966–1970
- Thomas Fuchs (* 1966), Politiker (SVP)
- Daniel Häni (* 1966), Unternehmer

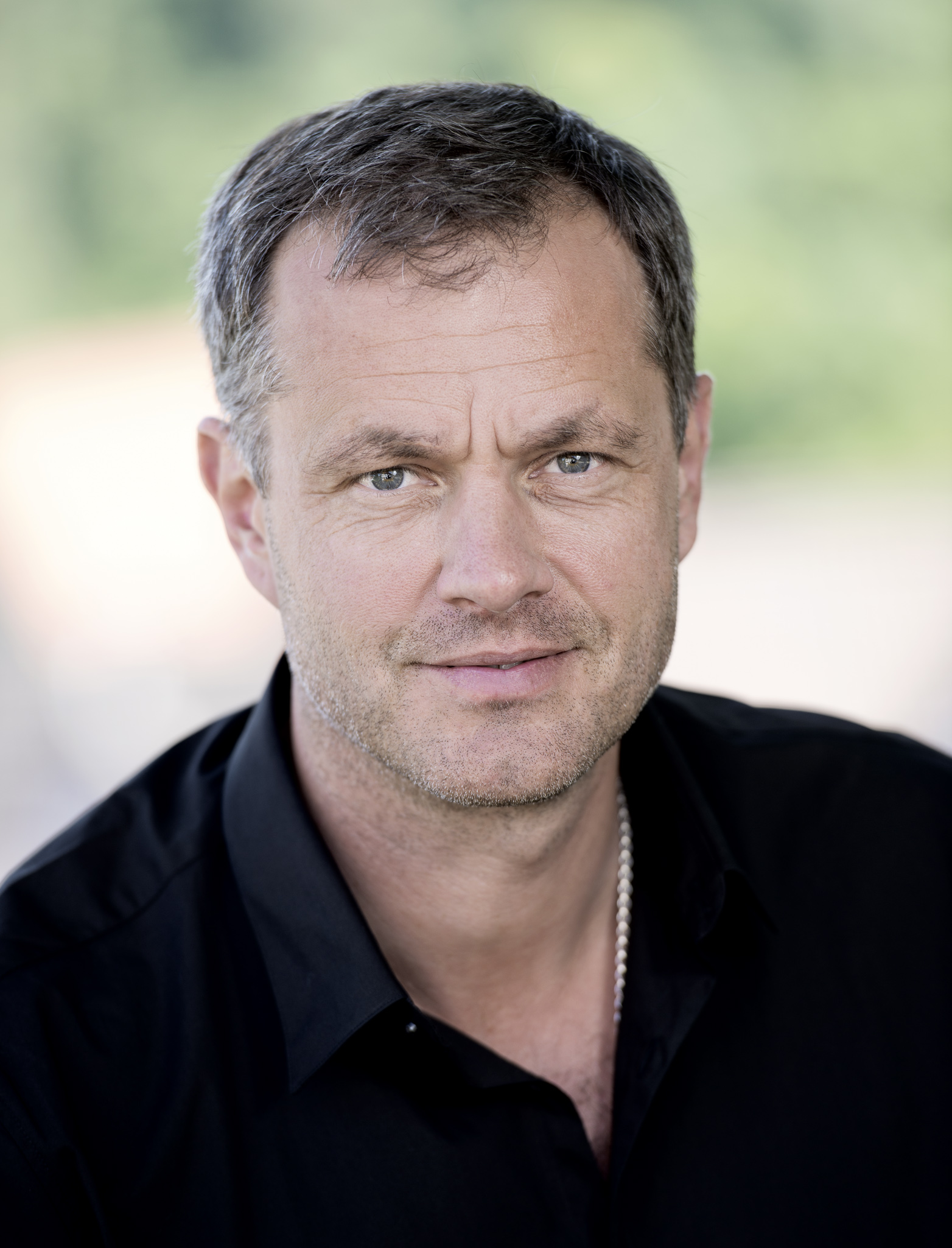
Joachim Kretzer
(* 1968)

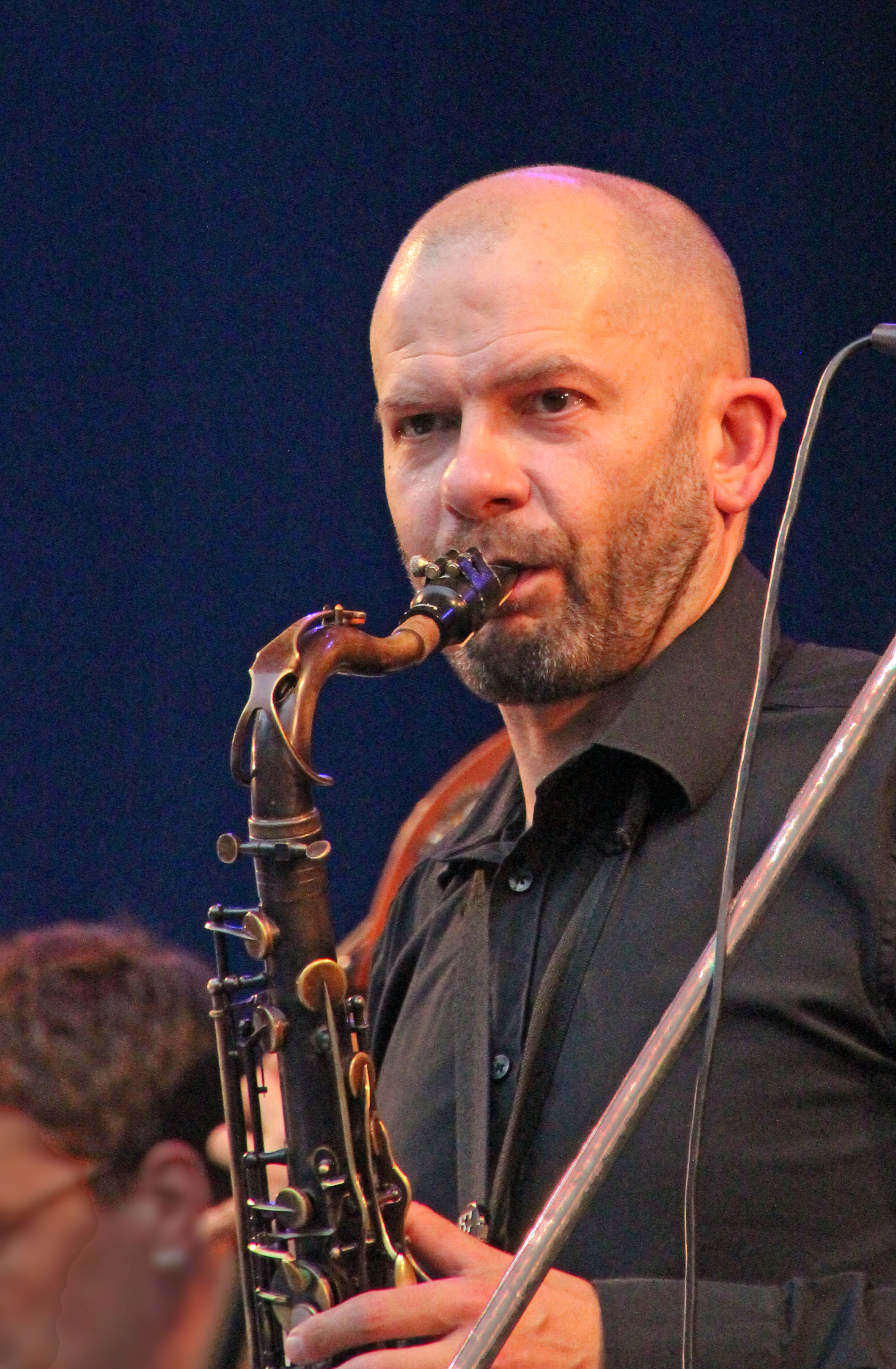
Domenic Landolf
(* 1969)

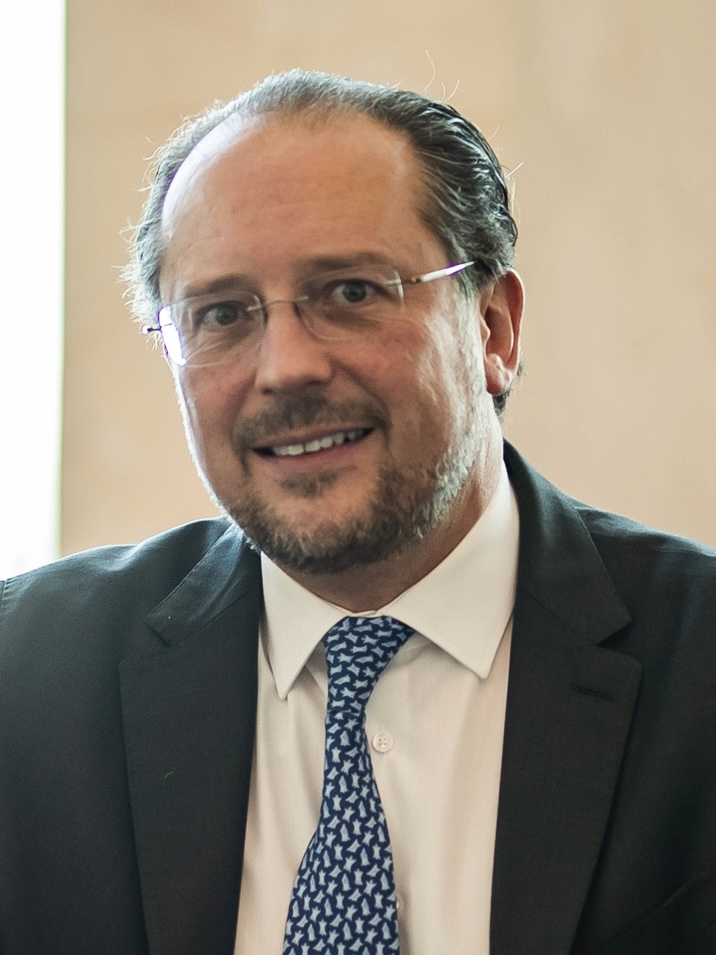
Alexander Schallenberg
(* 1969)

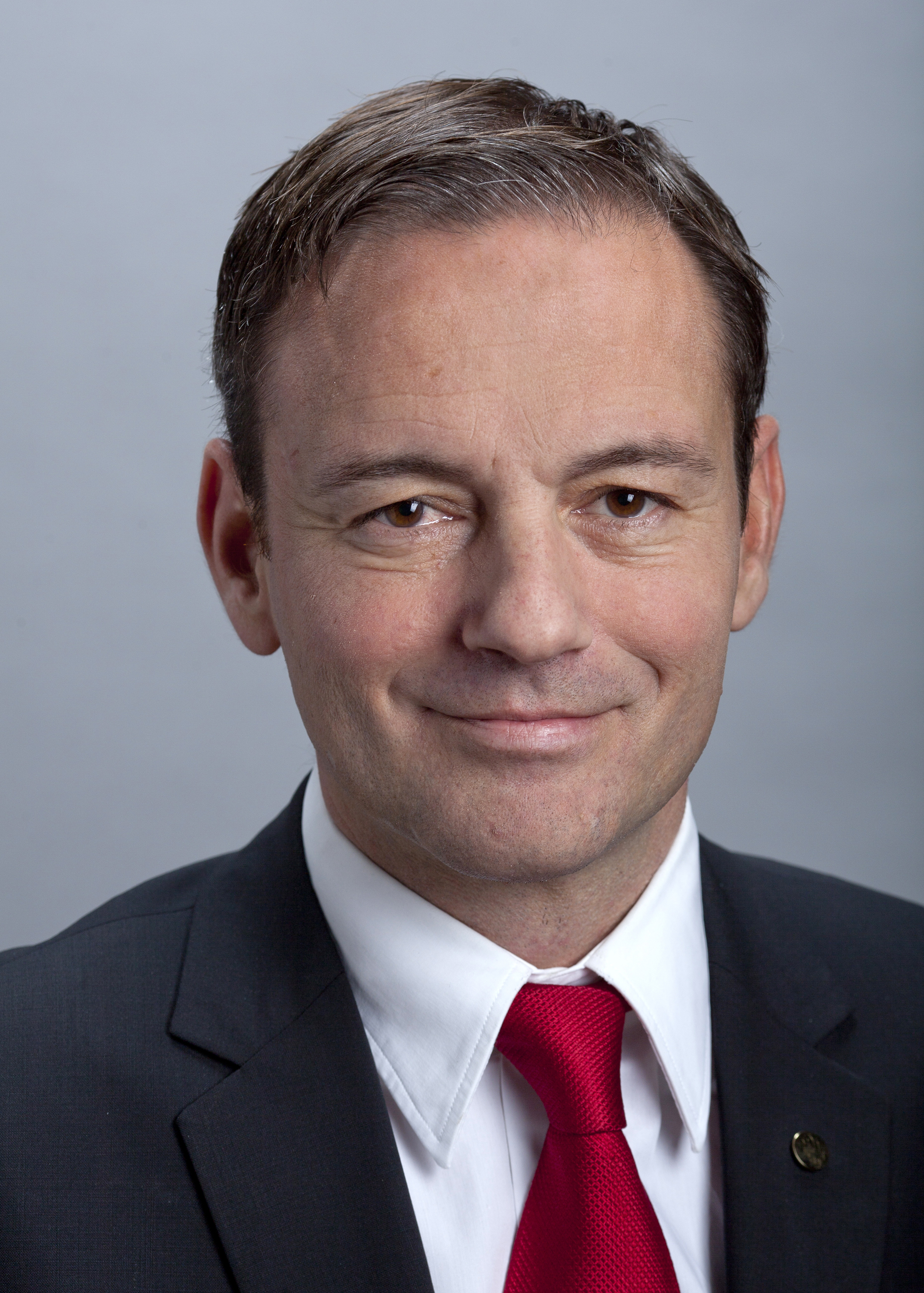
Martin Naef
(* 1970)

- Gottfried W. Locher (* 1966), Pfarrer und evangelisch-reformierter Theologe
- Catherine Mühlemann (* 1966), Medienmanagerin
- Benedict Neuenfels (* 1966), deutscher Kameramann und Produzent
- Bänz Oester (* 1966), Jazzbassist
- Freddy Romano (* 1966), Freestyle-Skier
- Lucas Brunner (* 1967), Schachspieler
- Reto Brunner (* 1967), Kurator
- Oliver Diggelmann (* 1967), Rechtswissenschaftler
- Nik Emch (* 1967), Grafiker, Musiker und Künstler
- Christoph Grab (* 1967), Jazzmusiker
- Rahel Jaeggi (* 1967), Philosophin
- Christine Kopp (* 1967), Autorin, Bergsteigerin, Alpinjournalistin und Übersetzerin
- Lorenz Pauli (* 1967), Schriftsteller
- Simon Teuscher (* 1967), Historiker
- Mirjam Veglio (* 1967), Politikerin (SP)
- Marlene Amstad (* 1968), Ökonomin
- Pascale Baeriswyl (* 1968), Juristin, Historikerin, Linguistin und Diplomatin
- Benjamin Kiss (* 1968), Schauspieler
- Sandra Knecht (* 1968), Künstlerin
- Joachim Kretzer (* 1968), deutscher Schauspieler
- Oliver Kuster (* 1968), Jazzpianist
- Salvatore Licitra (1968–2011), italienischer Tenor
- Claudia Sabine Meier (* 1968 als Andreas Heribert Meier), Transgender-Aktivistin
- Sylvie Rohrer (* 1968), Schauspielerin
- Viktor Rossi (* 1968), leitender Bundesangestellter
- Anna Schindler (* 1968), Geographin, Dozentin und Journalistin
- Christophe Schweizer (* 1968), Jazzposaunist und Bandleader
- Alain Sutter (* 1968), Fussballspieler
- Kurt Weber (* vor 1968), Klarinettist
- Ray Wilko (* 1968), Singer-Songwriter und Gitarrist
- Daniel Aegerter (* 1969), Financier
- Jorgo Ananiadis (* 1969), Politiker
- Martina Caroni (* 1969), Rechtswissenschaftlerin und Hochschullehrerin
- Christopher S (* 1969), House-DJ, Produzent und Labelinhaber
- Brigitte Hilty Haller (* 1969), Politikerin (Grüne bzw. GFL Bern)
- Werner Hasler (* 1969), Jazztrompeter
- Patrick Howald (* 1969), Eishockeyspieler
- Isabelle Jacobi (* 1969), Journalistin und Theaterautorin
- Domenic Landolf (* 1969), Jazzmusiker und Komponist
- Georg Modestin (* 1969), Historiker
- Ursula Nold (* 1969), Managerin
- Livia Anne Richard (* 1969), Theaterregisseurin und -autorin sowie Privattheater-Unternehmerin
- Alexander Schallenberg (* 1969), österreichischer Bundeskanzler (ÖVP)
- Karoline Schreiber (* 1969), Künstlerin und Comiczeichnerin
- Christian Sommerhalder (* 1969), Musiker und Komponist
- Bettina Stucky (* 1969), Schauspielerin
- Pascal Ulli (* 1969), Schauspieler, Produzent und Regisseur
- Tristan Weddigen (* 1969), Kunsthistoriker
- Susanne Abbuehl (* 1970), Jazzsängerin und Komponistin
- Michel F. Bolle (* 1970), Volleyballspieler
- DJ Manon (* 1970), DJ und Musikproduzentin
- Annie Dutoit (* 1970), Literaturwissenschaftlerin, Rezitatorin, Schauspielerin und Musikjournalistin
- Marc Kilchenmann (* 1970), Komponist, Fagottist und Verleger
- Paul Laciga (* 1970), Beachvolleyball-Spieler
- Martin Naef (* 1970), Politiker (SP)
- Sabine Reber (* 1970), Journalistin und Schriftstellerin
- Judith Zaugg (* 1970), Grafikerin und Illustratorin

#### 1971–1975

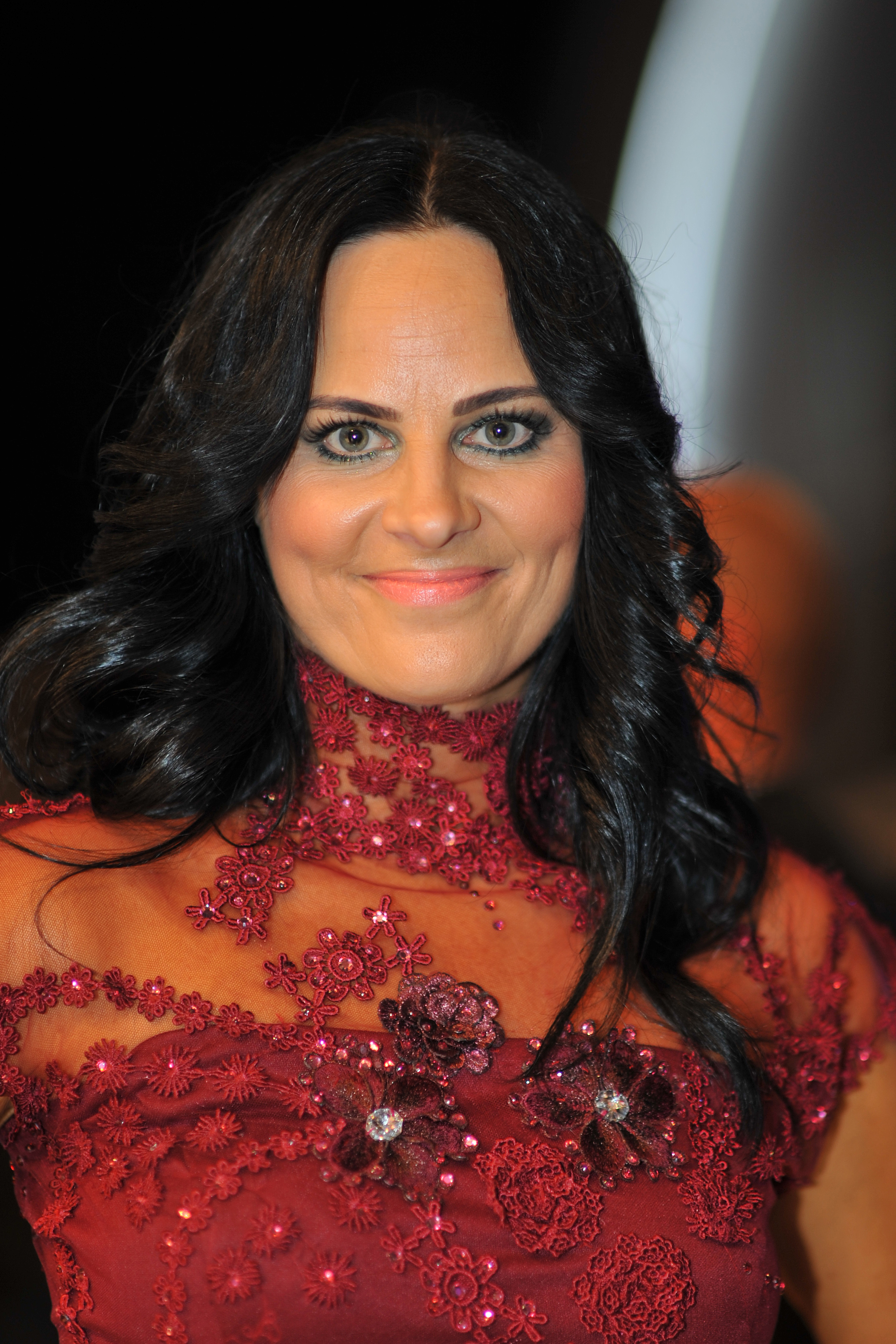
Nicole Burns-Hansen
(* 1973)

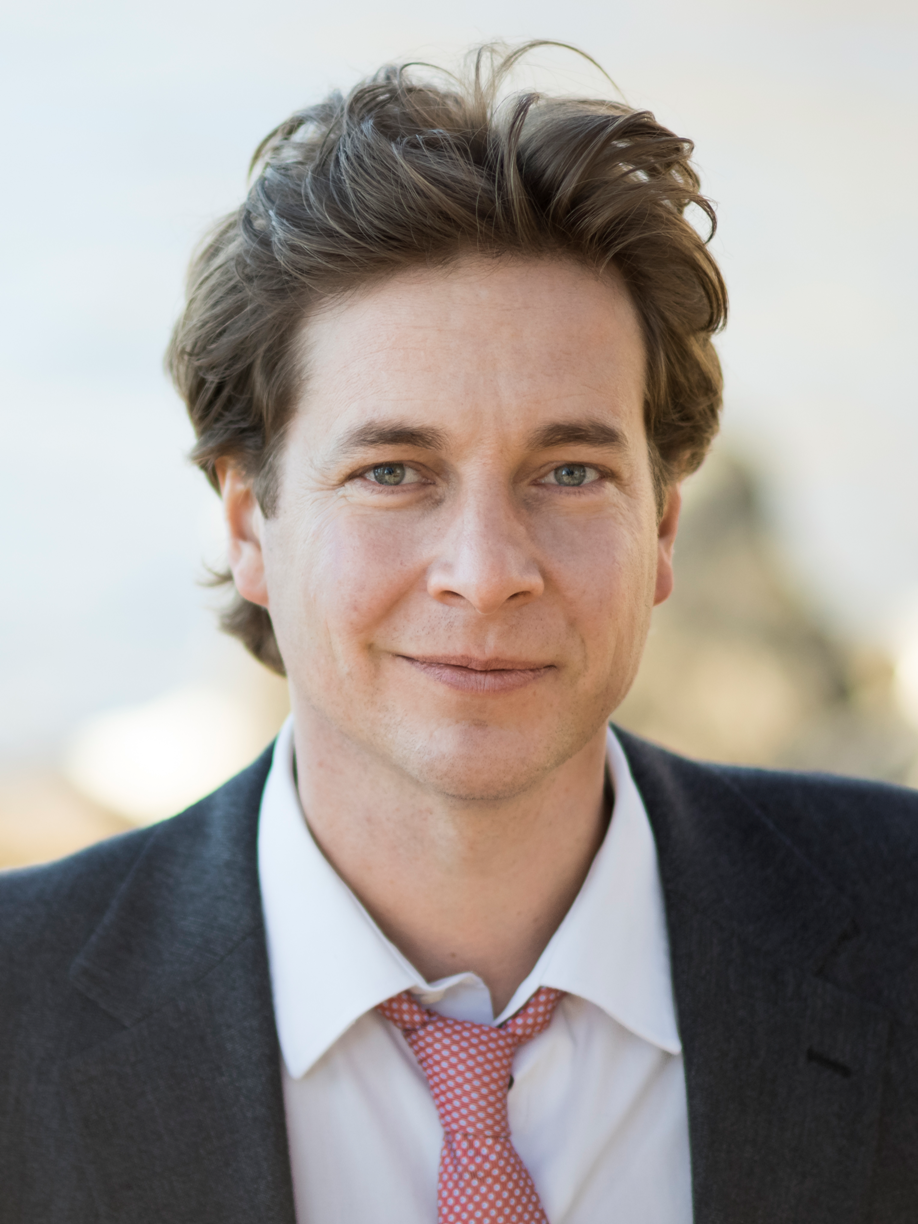
Philip Delaquis
(* 1974)

- André Bächtiger (* 1971), Politikwissenschaftler
- Marc Baumgartner (* 1971), Handballspieler
- Amira Hafner-Al Jabaji (* 1971), Islamwissenschaftlerin, Publizistin und Moderatorin
- Karin Jaggi (* 1971), Windsurferin
- Hansjörg Kohli (* 1971), schweizerisch-deutscher Komponist und Musiker
- Anne Lévy (* 1971), Managerin, Direktorin des Bundesamtes für Gesundheit
- Don Li (* 1971), Komponist und Jazzmusiker
- Algirdas Paleckis (* 1971), litauischer Politiker, Diplomat und Journalist
- Alain Rohr (* 1971), Sprinter und Hürdenläufer
- Andreas Thiel (* 1971), Kabarettist und Satiriker
- Ben Vatter (* 1971), Musiklehrer und Chorleiter
- Etienne Abelin (* 1972), Violinist und Kulturmanager
- Dominic Andres (* 1972), Curler
- Barbara Bader (* 1972), Kunstwissenschaftlerin und Kunstdidaktikerin
- Samuel Clemann (* 1972), Poolbillardspieler
- Reto Finger (* 1972), Dramatiker
- Tanya Frei (* 1972), Curlerin
- Philipp Kaiser (* 1972), Kurator und Kunsthistoriker
- Mind-X (* 1972), House- und Trance-DJ, sowie Musikproduzent
- Martin Möll (1972–2019), Künstler, Fotograf, Buchautor und Musiker
- Mirjam Ott (* 1972), Curlerin
- Marc P. Sahli (* 1972), Schriftsteller
- Christoph Siegrist (* 1972), Meteorologe und Fernsehmoderator
- Adrian Stähli (* 1972), Kameramann und Fotograf
- Martin Steinegger (* 1972), Eishockeyspieler
- Christian Walther (* 1972), Journalist und Filmemacher
- Daniel Aebi (* 1973), Musiker
- Nicole Burns-Hansen (* 1973), Wertungsrichterin im Tanzsport und Profitänzerin
- Verena Endtner (* 1973), Filmemacherin, Videojournalistin und Kamerafrau
- Luki Frieden (* 1973), Regisseur und Drehbuchautor für Kino-, TV- und Werbefilme
- Simon Geissbühler (* 1973), Historiker, Politikwissenschaftler und Diplomat
- Serge Meyer (* 1973), Triathlet
- Esther Pauchard (* 1973), Autorin und Fachärztin für Psychiatrie und Psychotherapie
- Stefan Riesen (* 1973), Duathlet, Triathlet und Ironman-Sieger
- Isabelle Wildhaber (* 1973), Juristin
- Aurelia Burckhardt (* 1974), Regisseurin, Schauspielerin und Kulturmanagerin
- Olivier Darbellay (* 1974), Hornist
- Philip Delaquis (* 1974), Film- und Theaterproduzent
- Yvonne Dellsperger (* 1974), Germanistin
- Markus Maria Enggist (* 1974), Schauspieler und Liedermacher
- Marc Fitze (* 1974), Organist
- Gee-Jay (* 1974), Fernseh- und Hörfunkmoderator
- Gunvor Guggisberg (* 1974), Sängerin und Tänzerin
- Min Li Marti (* 1974), Politikerin und Journalistin
- Marco Ratschiller (* 1974), Journalist und Karikaturist
- Livia S. Reinhard (* 1974), Schauspielerin und Dozentin
- Raphael Urweider (* 1974), Schriftsteller, Regisseur und Musiker
- Daniel Woodtli (* 1974), Jazzmusiker
- Sergei Aschwanden (* 1975), Judoka
- Katrin Cometta-Müller (* 1975), Politikerin
- Stefanie Grob (* 1975), Autorin und Slam-Poetin
- Stefan Hofer (* 1975), Politiker (SVP)
- Catherine Mittermayer (* 1975), Altorientalistin
- Fabien Rohrer (* 1975), Snowboard-Freestyle-Fahrer
- Christine Streuli (* 1975), Malerin
- Sabine Timoteo (* 1975), Schauspielerin
- Yvo Wettstein (* 1975), Violinist

#### 1976–1980

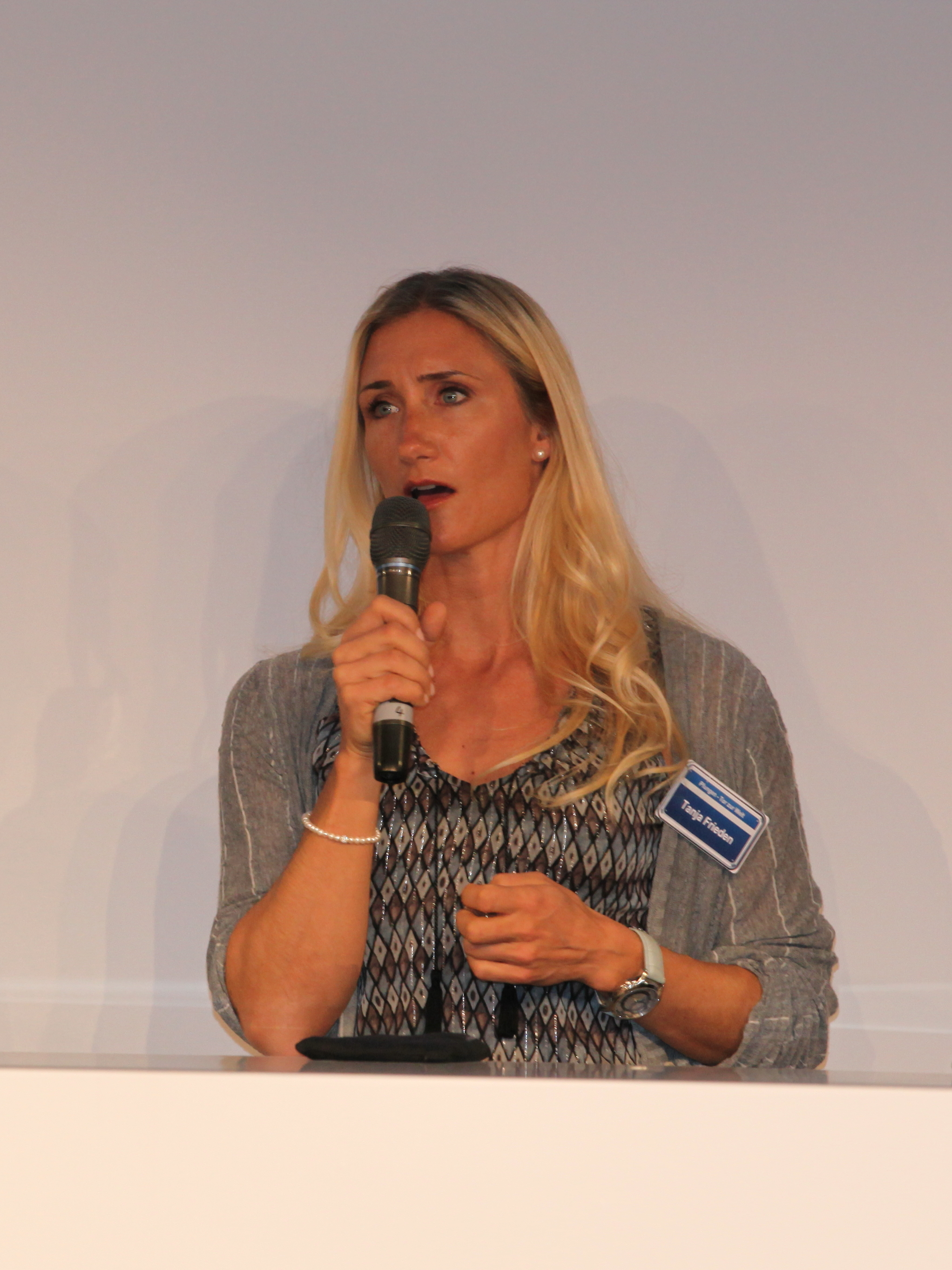
Tanja Frieden
(* 1976)

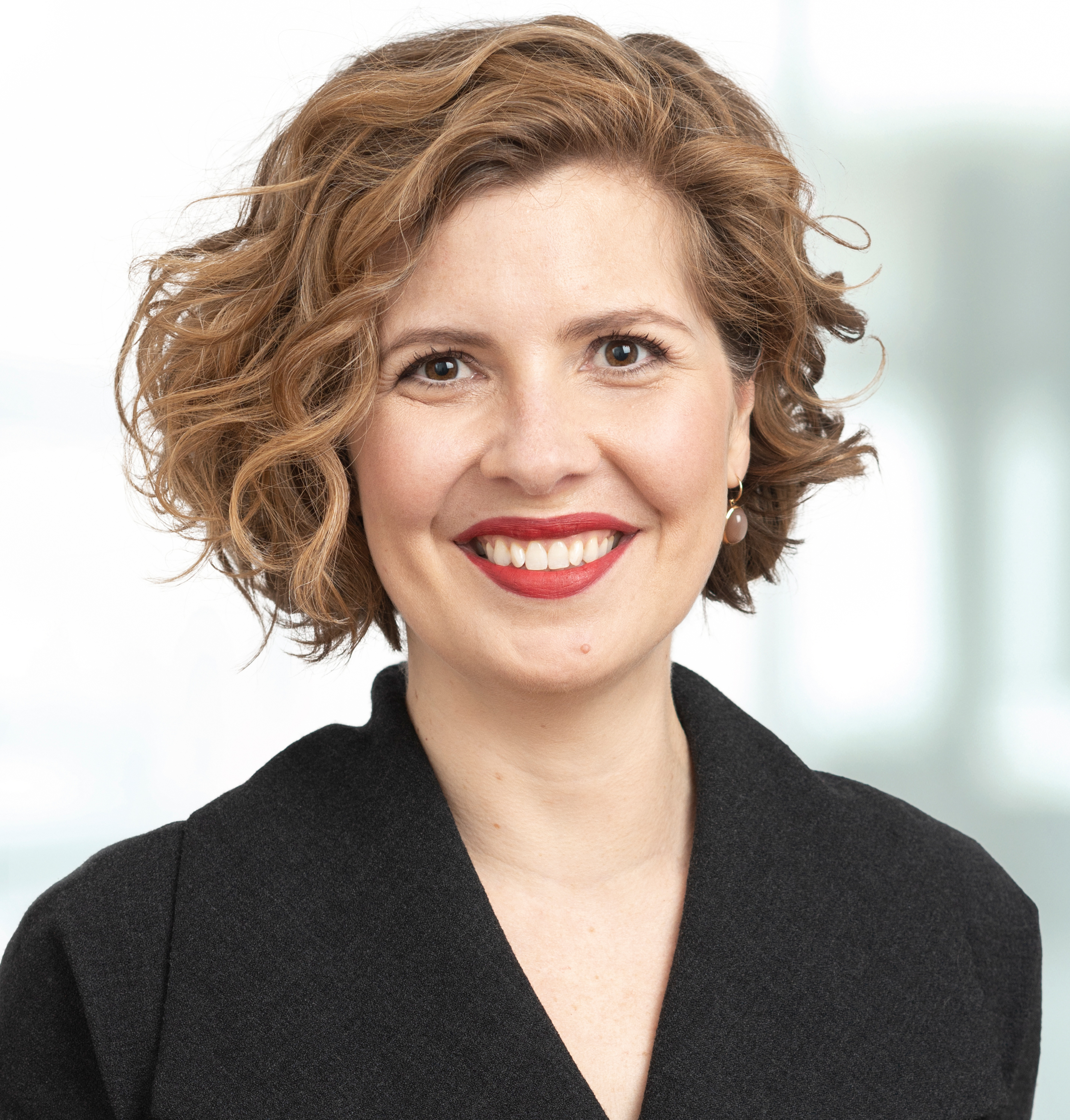
Melanie Mettler
(* 1977)

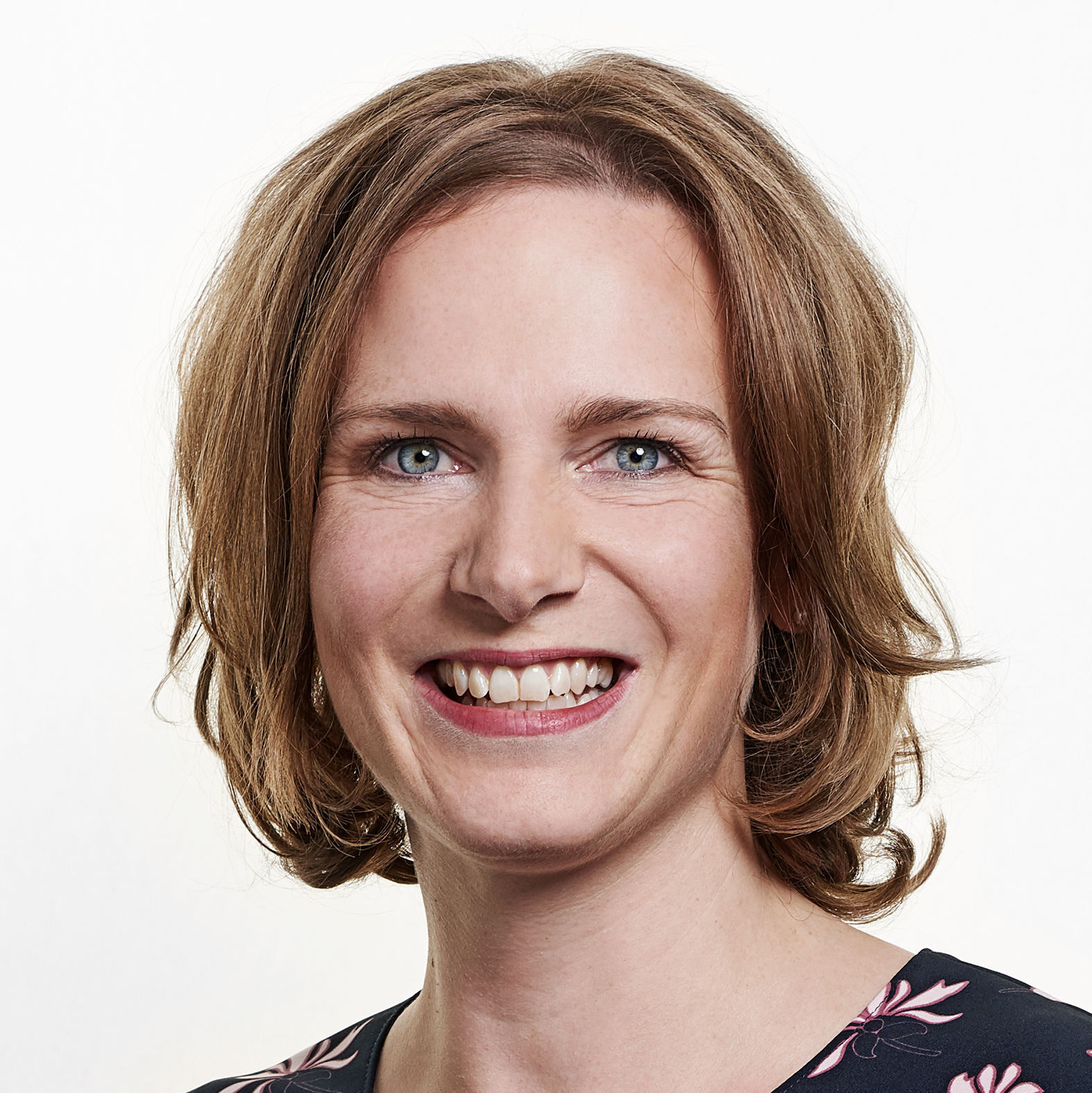
Evi Allemann
(* 1978)

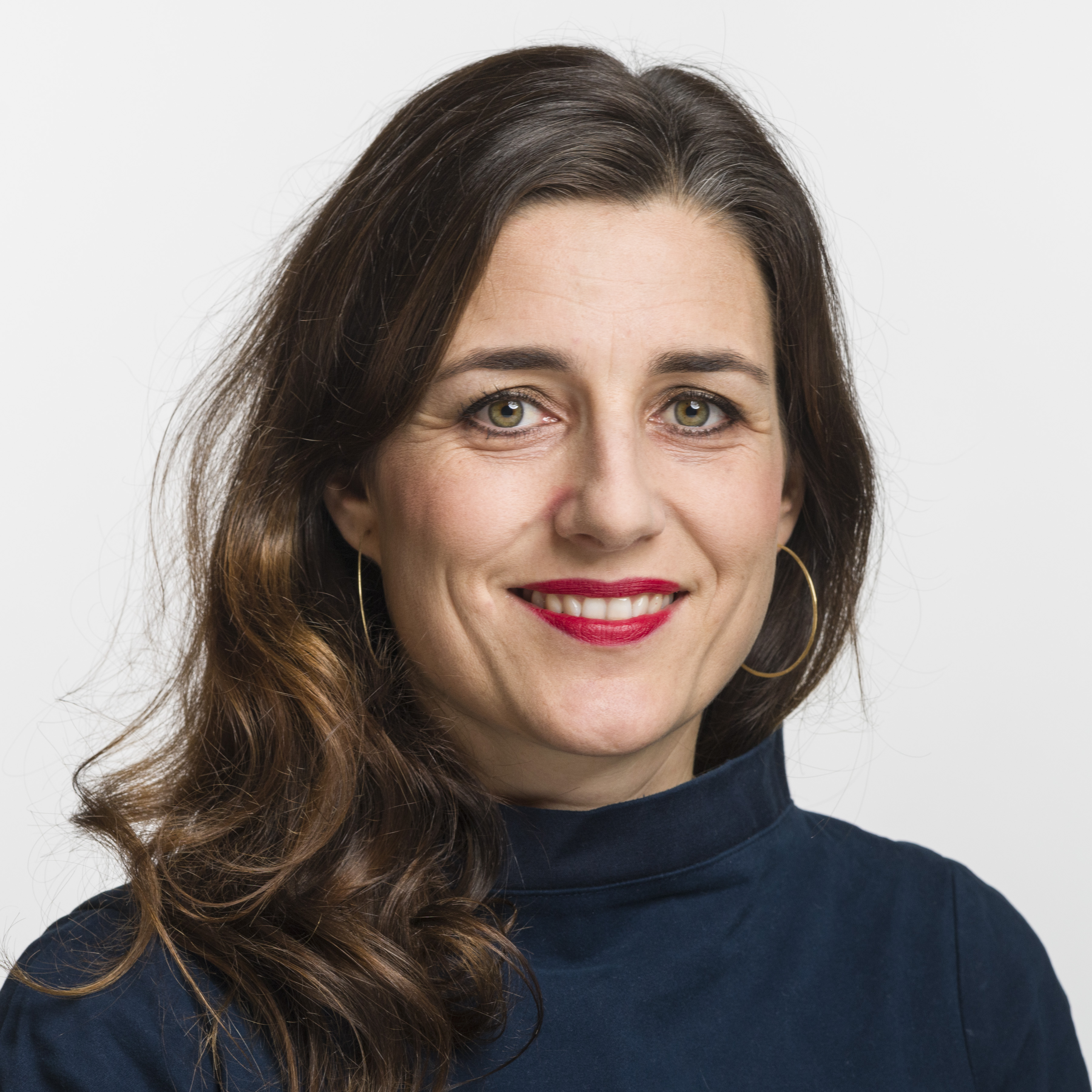
Flavia Wasserfallen
(* 1979)

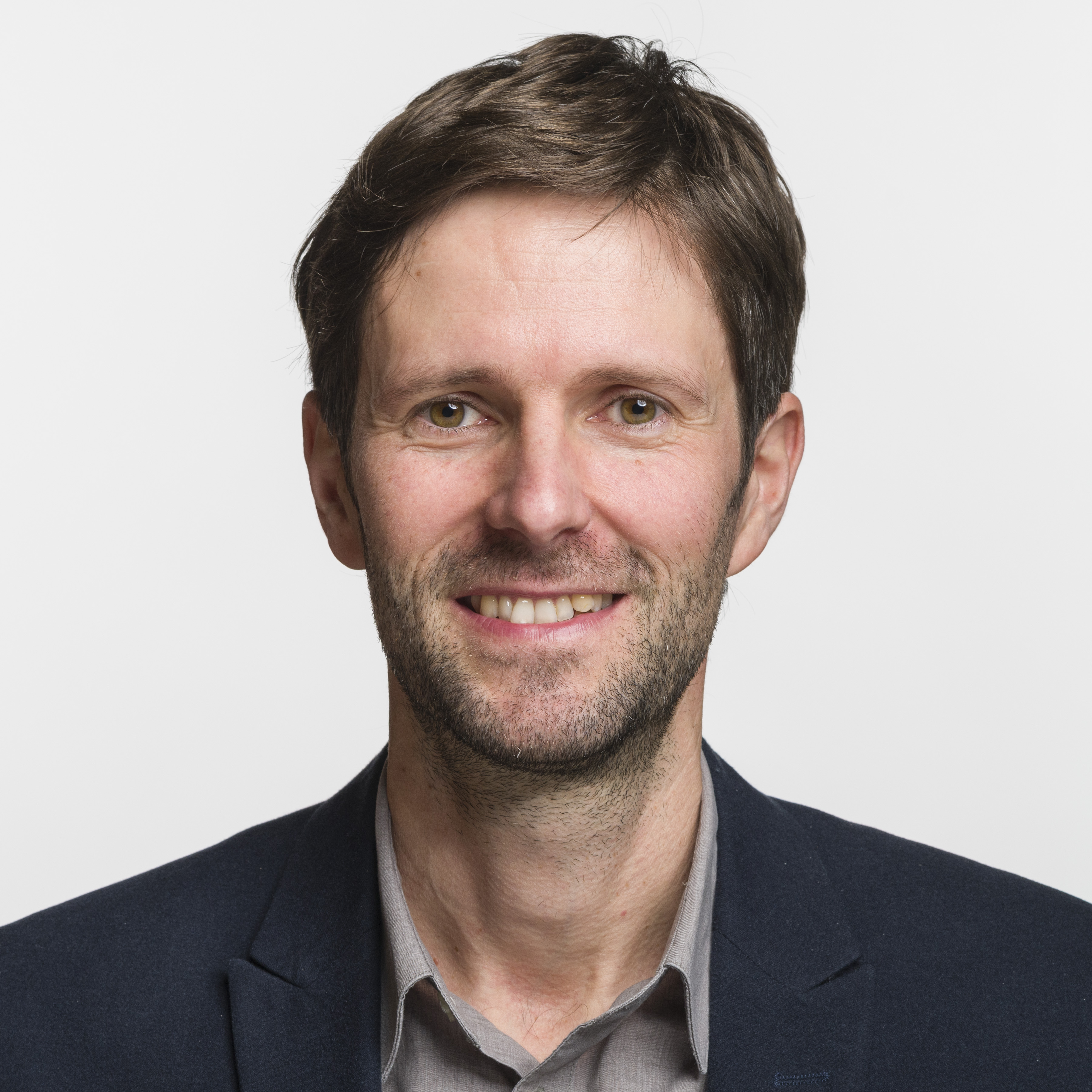
Kilian Baumann
(* 1980)

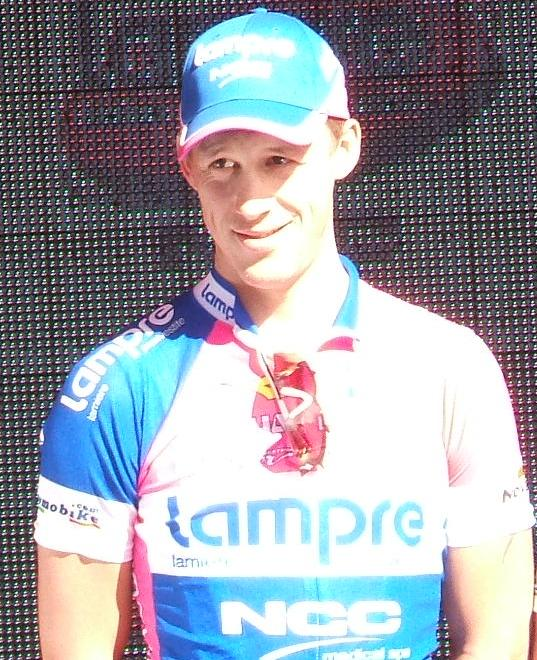
David Loosli
(* 1980)

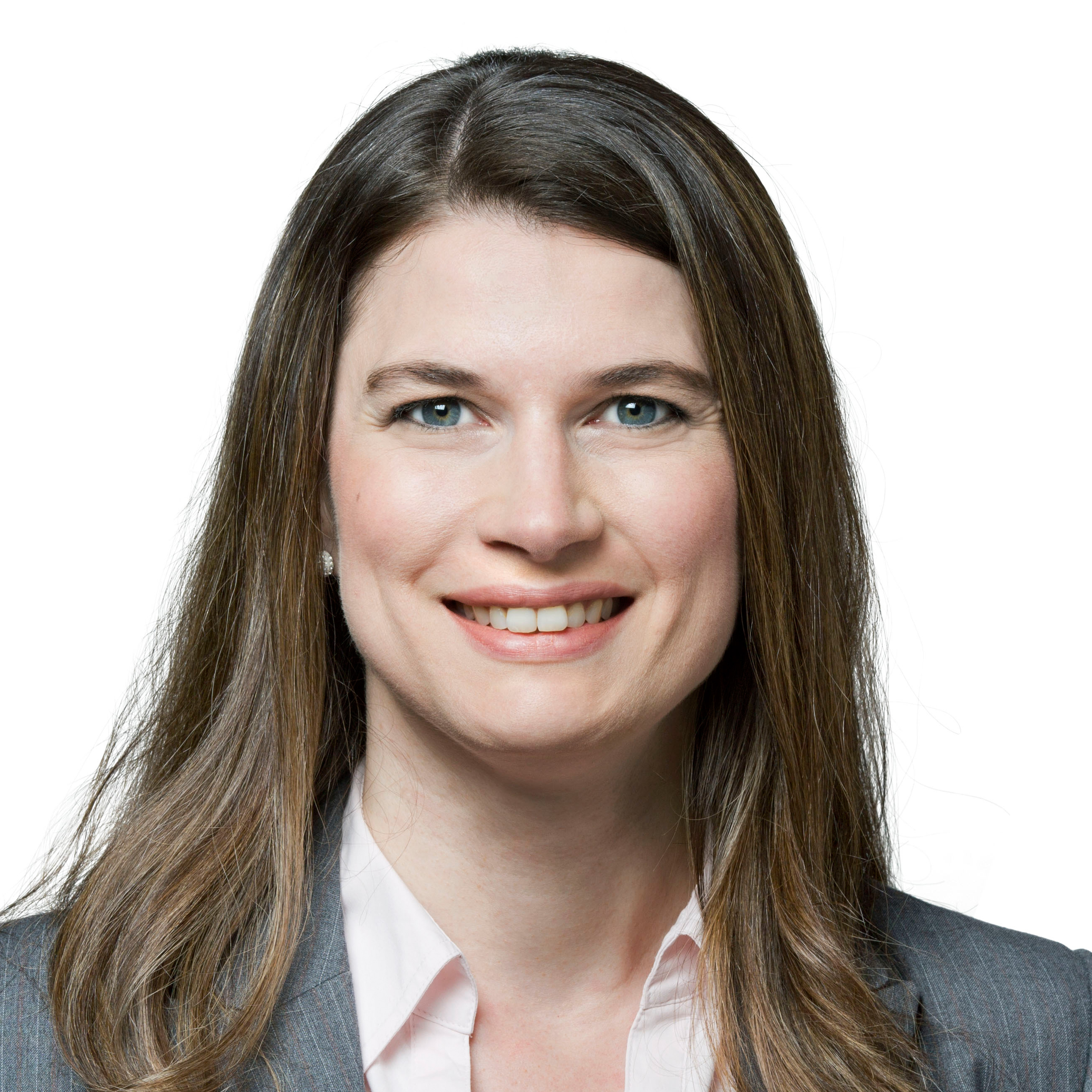
Nadja Pieren
(* 1980)

- Stefan Brunner (* 1976), Drehbuchautor und Regisseur
- Tanja Frieden (* 1976), Snowboarderin
- Andrea Geissbühler (* 1976), Politikerin (SVP)
- Marc A. Herren (* 1976), Science-Fiction-Autor
- Delphine Klopfenstein Broggini (* 1976), Politikerin (Grüne)
- Manuela Kormann (* 1976), Curlerin
- Severin Lüthi (* 1976), Tennisspieler und -trainer
- Ivan Madeo (* 1976), italienischer Drehbuchautor und Filmproduzent
- Mario Torriani (* 1976), Journalist
- Karin Trüssel (* 1976), Volleyball- und Beachvolleyballspielerin
- Claudia Weber (* 1976), Snooker- und Billardspielerin
- Stéphanie Berger (* 1977), Schauspielerin, Fernsehmoderatorin, Sängerin und Komikerin
- Martin Bieri (* 1977), Schriftsteller, Dramaturg und Journalist
- David Bittner (* 1977), Molekularbiologe, Bärenforscher und Naturfotograf
- Nina Burri (* 1977), Kontorsionistin und Balletttänzerin
- Martin Frutiger (* 1977), Oboist und Englischhornist
- Lars Guggisberg (* 1977), Politiker (SVP)
- Meret Lüthi (* 1977 oder 1978), klassische Violinistin und Konzertmeisterin
- Melanie Mettler (* 1977), Politikerin (Grünliberale Partei)
- Monique (* 1977), Sängerin
- Milo Rau (* 1977), Regisseur, Theaterautor, Essayist und Wissenschaftler
- Samuel Rohrer (* 1977), Jazzschlagzeuger
- Simon Steuri (* 1977), Regisseur, Autor und Radiomoderator
- Mark Streit (* 1977), Eishockeyspieler
- Zimoun (* 1977), Künstler
- Roland Zwahlen (* 1977), Biathlet
- Evi Allemann (* 1978), Politikerin (SP)
- Ariane von Graffenried (* 1978), Schriftstellerin und Theaterwissenschaftlerin
- Björn Hering (* 1978), Fernsehmoderator und Unternehmer
- Thomas Lamparter (* 1978), Bobfahrer
- Flavio Marazzi (* 1978), Segler
- Nora Schmid (* 1978), Dramaturgin und Intendantin der Oper Graz
- Marco Schüpbach (* 1978), Eishockeyspieler
- Roman Tschäppeler (* 1978), Manager und Autor
- Marcel Wyss (* 1978), Autor, Filmregisseur und Filmeditor
- Simon Baumann (* 1979), Filmemacher
- Rodja Galli (* 1979), Illustrator, visueller Gestalter und Künstler
- David Imper (* 1979), Theater- und Filmschauspieler
- Michael Kauter (* 1979), Degenfechter
- David Keno (* 1979), DJ, Musikproduzent und Labelbetreiber
- Michel Kratochvil (* 1979), Tennisspieler
- Jaël Malli (* 1979), Musikerin
- Sandro Spaeth (* 1979), Mountainbikefahrer
- Esther Staubli (* 1979), Fussballschiedsrichterin
- Flavia Wasserfallen (* 1979), Politikerin (SP)
- Till Wyler von Ballmoos (* 1979), Theaterregisseur und Musiker
- Semih Yavsaner (* 1979), Komiker und Musiker
- Ueli Zahnd (* 1979), reformierter Theologe
- Kilian Baumann (* 1980), Politiker (Grüne)
- Salomé Bäumlin (* 1980), Künstlerin
- Yangzom Brauen (* 1980), Schauspielerin, Autorin und Regisseurin
- Björn Christen (* 1980), Eishockeyspieler
- Dezmond Dez (* 1980), Rapper
- Jürg Halter (* 1980), Dichter und Rapper
- Diego Hostettler (* 1980), Techno-DJ und Musikproduzent
- Andrea Jansen (* 1980), Fernsehmoderatorin
- Sara Kipfer (* 1980), evangelische Theologin
- Joanna Kitzl (* 1980), deutsche Schauspielerin
- Yvonne Leuthold (* 1980), Handballspielerin und -trainerin
- David Loosli (* 1980), Radrennfahrer
- David Och (* 1980), Autor und Entführungsopfer
- Nadja Pieren (* 1980), Politikerin (SVP)
- Mascha Santschi Kallay (* 1980), Rechtsanwältin
- Georg Schlunegger (* 1980), Komponist, Songwriter und Produzent
- Zora Slokar (* 1980), Hornistin
- Daniel Steiner (* 1980), Eishockeyspieler
- Juri Steinhart (* 1980), Drehbuchautor und Regisseur von Spielfilmen sowie Konzepter/Regisseur von Werbespots
- Olive Emil Wetter (* 1980), Pianist, Klavierlehrer und Psychologe

#### 1981–1985

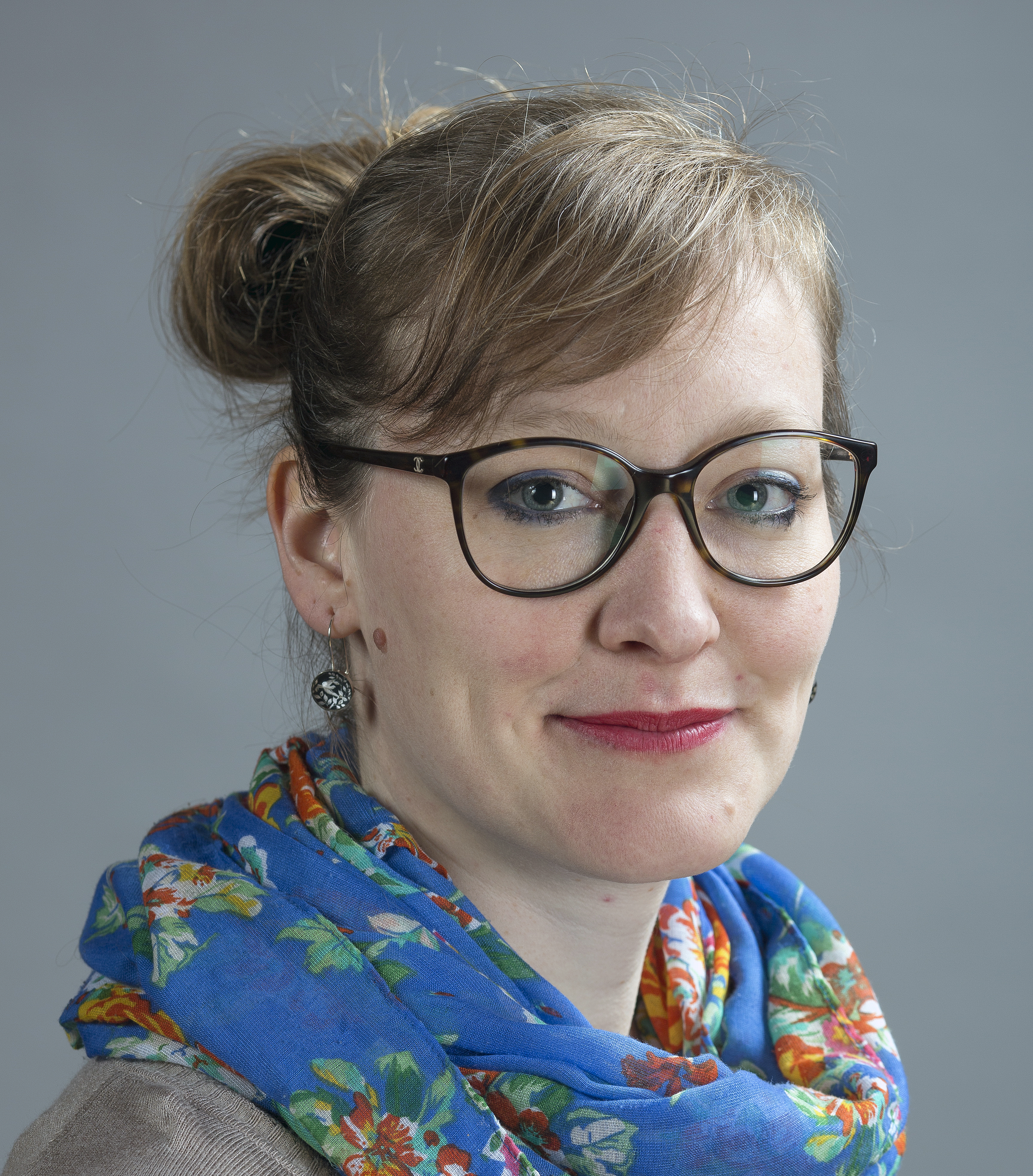
Aline Trede
(* 1983)

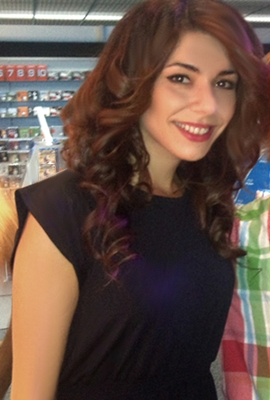
Edita Abdieski
(* 1984)

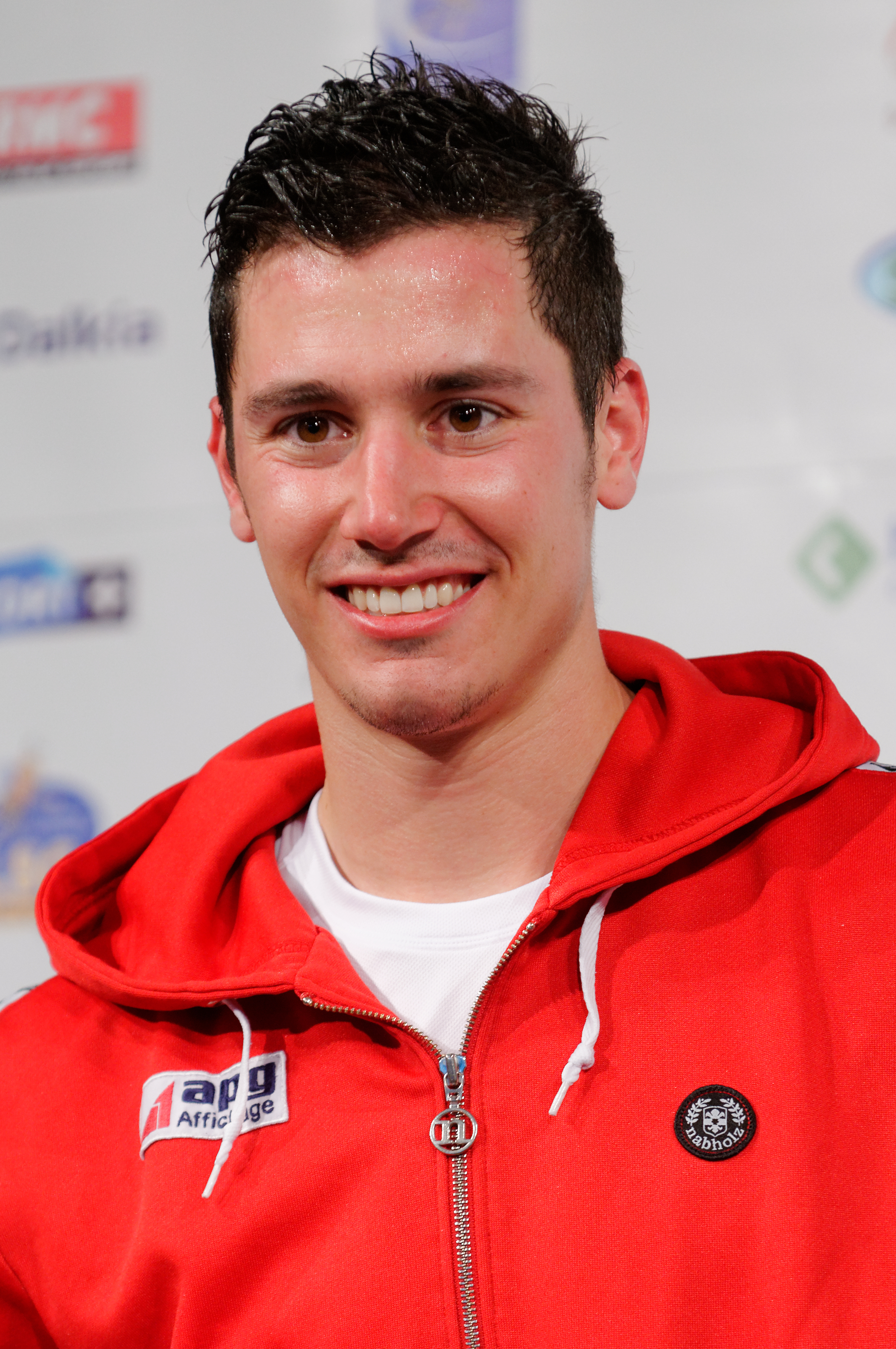
Fabian Kauter
(* 1985)

- Nils Althaus (* 1981), Liedermacher und Schauspieler
- David Jobin (* 1981), Eishockeyspieler
- Simon Moser (* 1981), Radiomoderator
- Jonas Scheidegger (* 1981), Maler und Plastiker
- Tommy Vercetti (* 1981), Mundart-Rapper
- Christian Wasserfallen (* 1981), Politiker (FDP.Die Liberalen)
- Claudia Mohr (* 1982), Umweltwissenschaftlerin und Hochschullehrerin
- Jared Muralt (* 1982), Comicautor, Illustrator und Mitbegründer von BlackYard
- Simon Petermann (* 1982), Jazzmusiker
- Marta Riniker-Radich (* 1982), bildende Künstlerin
- David Stampfli (* 1982), Politiker (SP)
- Lukas Thöni (* 1982), Jazzmusiker
- Martin Zürcher (* 1982), Schauspieler
- Sophie Hunger (* 1983), Sängerin, Songwriterin und Filmkomponistin
- Sha (* 1983), Jazzmusiker
- Aline Trede (* 1983), Politikerin (Grüne)
- Christian Zehnder (* 1983), Schriftsteller
- Lars Ziörjen (* 1983), Autor
- Edita Abdieski (* 1984), Sängerin
- Tyla Durden (* 1984), Multimediakünstlerin, Songwriterin, Sängerin, Fotografin und Model
- Claude Eichenberger (* 1984), Mezzosopranistin
- Anaïs Meier (* 1984), Schriftstellerin
- Stefan Tschannen (* 1984), Eishockeyspieler
- Renée Weibel (* 1984), Schauspielerin
- Lily Yellow (* 1984), Sängerin Nina Gutknecht
- Clara (* 1985), britische Schauspielerin
- Ferhat Çökmüş (* 1985), schweizerisch-türkischer Fussballspieler
- Mario Fuchs (* 1985), Schauspieler
- Philippe Furrer (* 1985), Eishockeyspieler
- Fabian Kauter (* 1985), Musiker
- Tom Keller (* 1985), Filmemacher und Kameramann
- Isabelle Ritter (* 1985), Jazzmusikerin
- Daniel Rubin (* 1985), Eishockeyspieler
- Sarina Scheidegger (* 1985), Künstlerin
- Philippe Seydoux (* 1985), Eishockeyspieler
- Terry Wey (* 1985), schweizerisch-US-amerikanischer Countertenor

#### 1986–1990
- Claudio Capelli (* 1986), Kunstturner

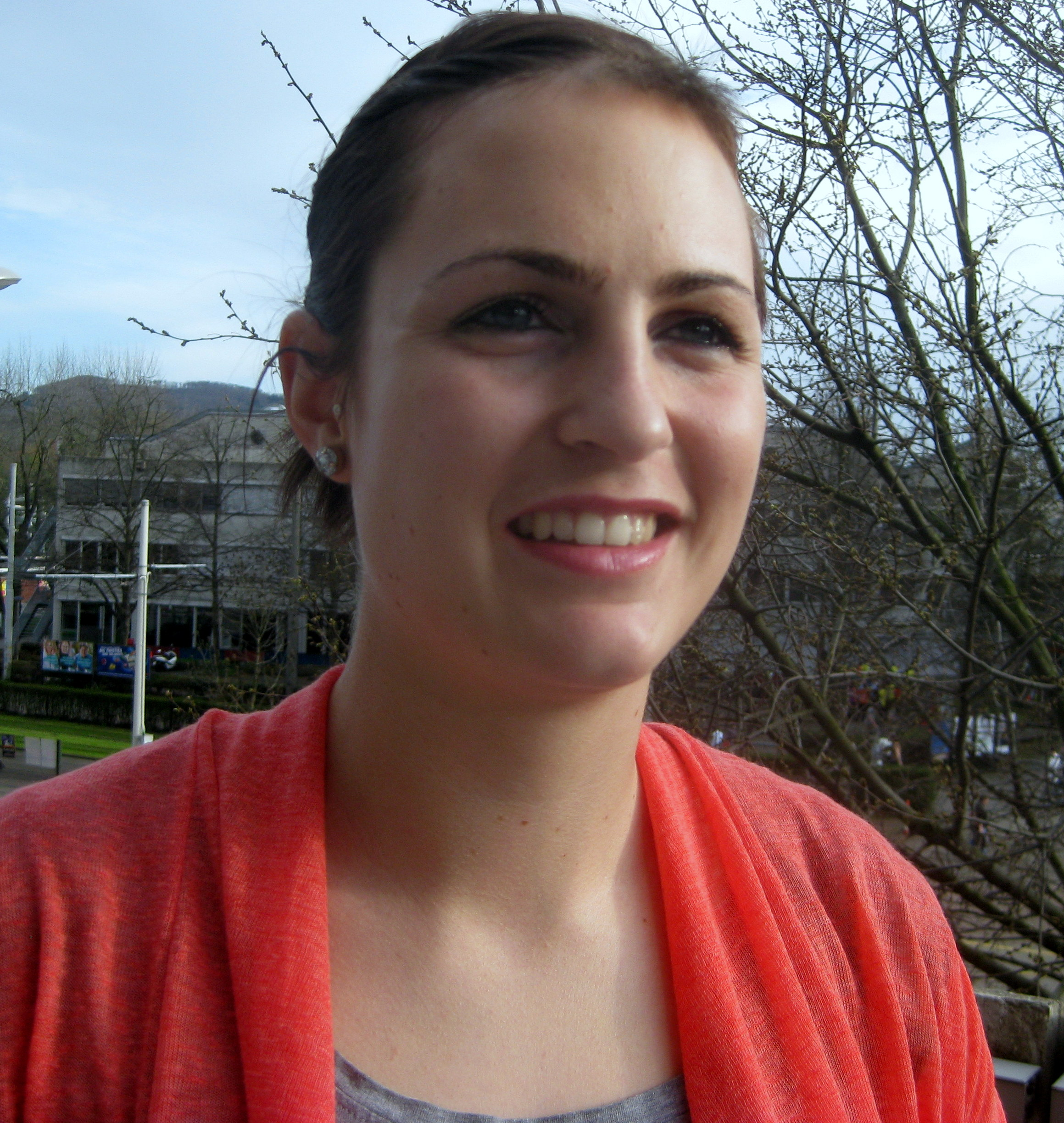
Jennifer Oehrli
(* 1989)

- Joel Gysin (* 1986), deutscher Unihockeyspieler
- Simon Käser (* 1986), Schauspieler
- Isabel Martínez (* 1986), Wirtschaftswissenschaftlerin
- Meret Schindler (* 1986), Politikerin
- Julian Walker (* 1986), Eishockeyspieler
- Cleo von Adelsheim (* 1987), deutsche Schauspielerin und Model
- Susanne Boidin (* 1987), dänische Seglerin[7]
- Kevin Chesham (* 1987), Schlagzeuger
- James Gruntz (* 1987), Singer-Songwriter
- Erhan Kavak (* 1987), Fussballspieler
- Steff la Cheffe (* 1987), Rapperin
- Marcel Berni (* 1988), Leichtathlet
- Mathias Flückiger (* 1988), Radsportler[8]
- Dominique Slongo (* 1988), Eishockeyspielerin[9]
- İlker Tugal (* 1988), schweizerisch-türkischer Fussballspieler
- Judith Wyder (* 1988), Orientierungsläuferin
- Kay Kysela (* 1989), Schauspieler
- Tanja Lehmann (* 1989), Schauspielerin
- Alen Milosevic (* 1989), Handballspieler
- Simon Moser (* 1989), Eishockeyspieler
- Jennifer Oehrli (* 1989), Fussballspielerin
- Chantal Dubs (* 1990), Schauspielerin
- Kevin Fey (* 1990), Eishockeyspieler
- Tamara Funiciello (* 1990), Politikerin (SP)
- Flurin Jecker (* 1990), Autor und Journalist
- Roman Josi (* 1990), Eishockeyspieler
- Dominik Märki (* 1990), Curler und Uhrmacher
- Sandro Massarotti (* 1990), Karateka
- Luca Zuffi (* 1990), Fussballspieler

#### 1991–2000

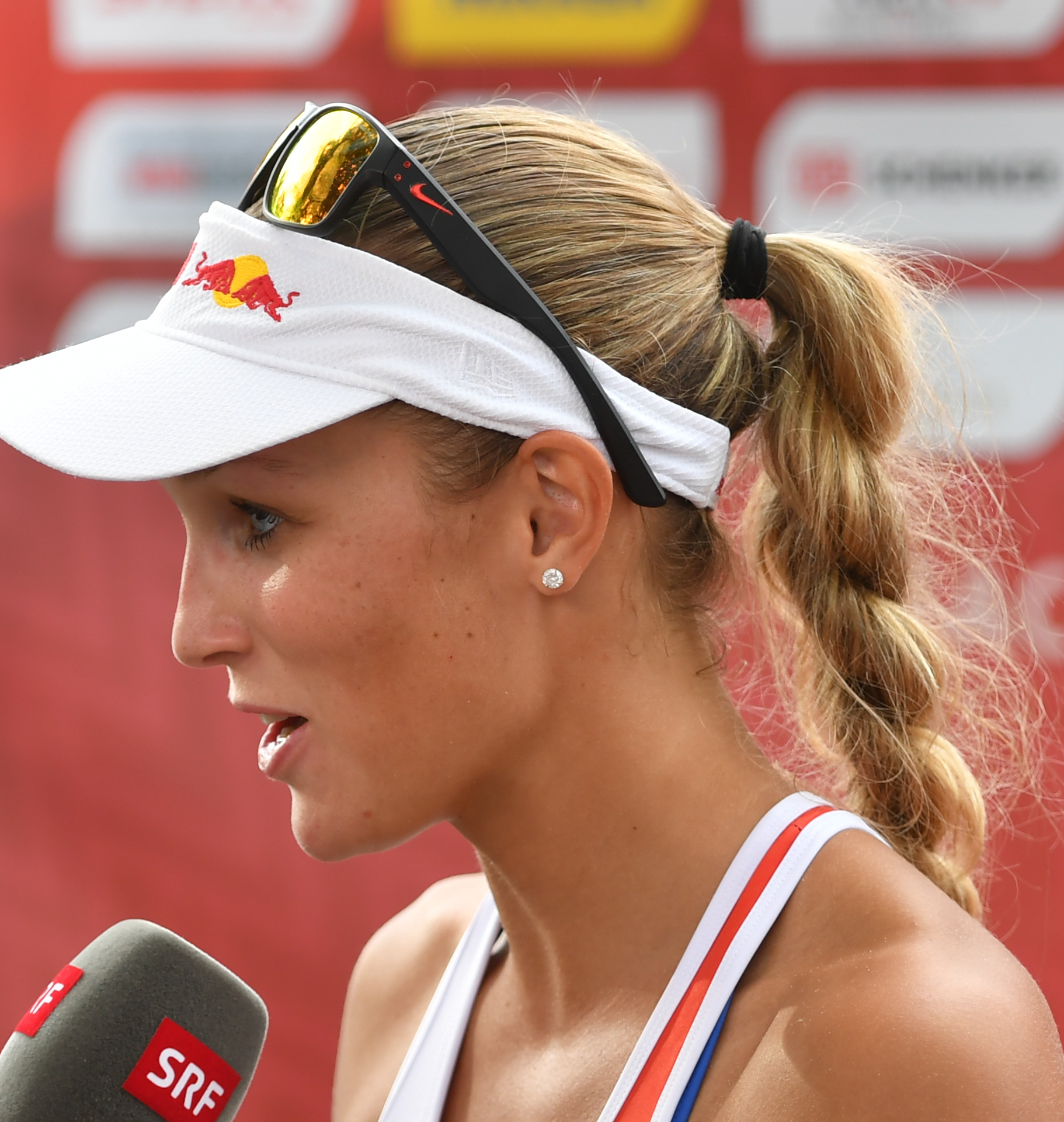
Anouk Vergé-Dépré
(* 1992)

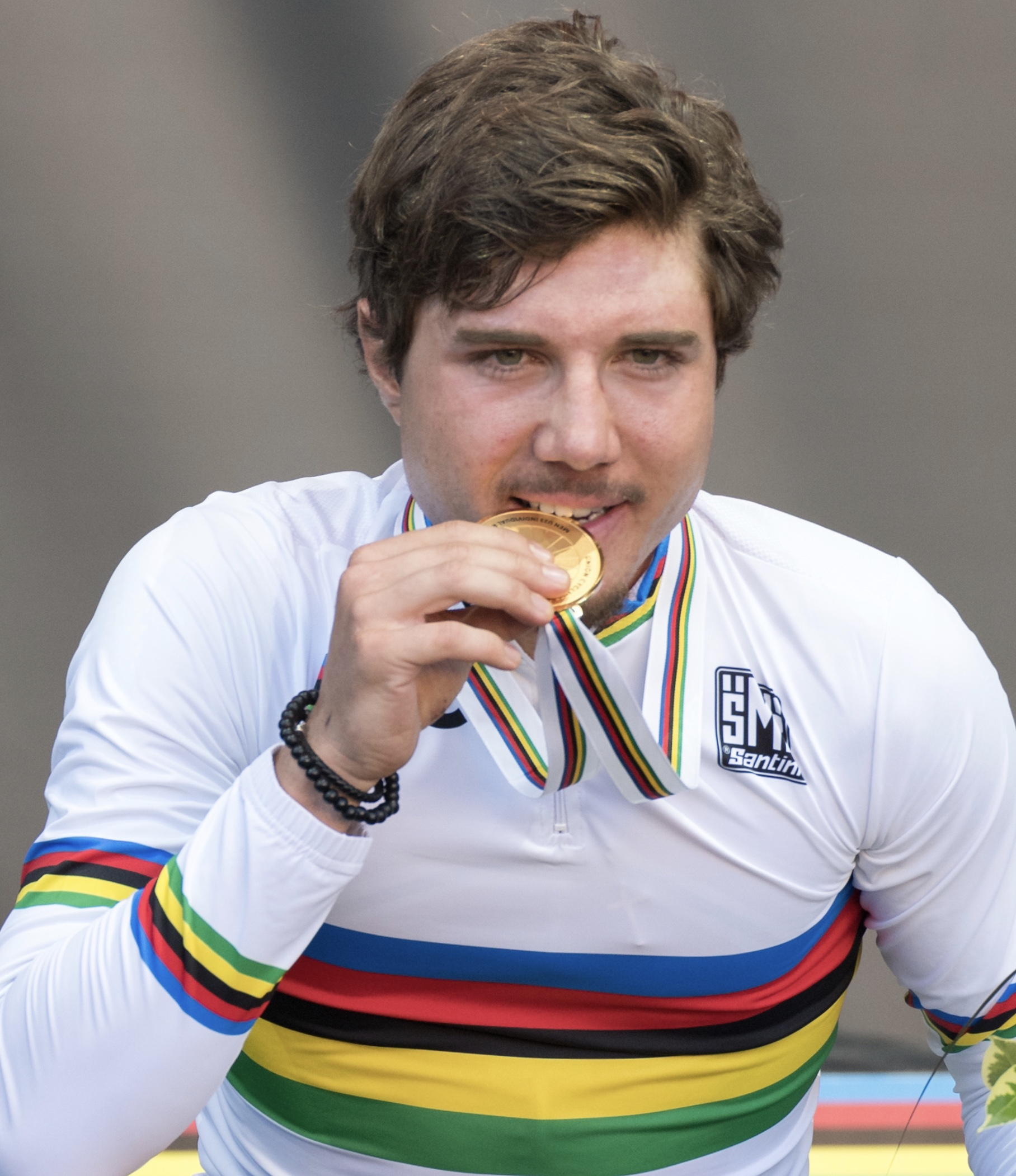
Marc Hirschi
(* 1998)

- Jonathan Kazadi (* 1991), Basketballspieler
- Mujinga Kambundji (* 1992), Leichtathletin
- Clemens Kuratle (* 1991), Jazzmusiker
- Lisa Gertsch (* 1992), Regisseurin, Drehbuchautorin und Filmproduzentin
- Jesse Ritch (* 1992), Popsänger
- Dennis Saikkonen (* 1992), Eishockeytorhüter
- Julia Saner (* 1992), Model
- Anouk Vergé-Dépré (* 1992), Beachvolleyball- und Volleyballspielerin
- Sophie Achermann (* 1993), Aktivistin
- Christian Affolter (* 1993), Basketballspieler
- Lisa Brand (* 1993), Schauspielerin
- Marco Bürki (* 1993), Fussballspieler
- Max Hubacher (* 1993), Schauspieler
- Ben Whale (* 1993), Mundart-Musiker
- Levin Amweg (* 1994), Rennfahrer
- Saladin Dellers (* 1994), Schauspieler
- Vera Flück (* 1994), Schauspielerin
- Luca Hänni (* 1994), Popmusiker
- Julian Schmutz (* 1994), Eishockeyspieler
- Ismael Tajouri (* 1994), libysch-österreichischer Fussballspieler
- Gregory Wüthrich (* 1994), Fussballspieler
- Nicolas Bürgy (* 1995), Fussballspieler
- Thomas Fekete (* 1995), Fussballspieler
- Jason Fuchs (* 1995), Eishockeyspieler
- Chiara Schönfeld (* 1995), Jazzmusikerin
- Tobias Vögeli (* 1995), Politiker
- Andreas Buri (* 1996), American-Football-Spieler
- Tim Dubois (* 1996), Eishockeyspieler und -trainer
- Muswama Kambundji (* 1996), Leichtathletin und Bobfahrerin
- Dario Meyer (* 1996), Eishockeyspieler
- Noël Studer (* 1996), Schachspieler
- Alain Valente (* 1996), Automobilrennfahrer
- Elia Alessandrini (1997–2022), schweizerisch-italienischer Fussballspieler
- Yanik Burren (* 1997), Eishockeyspieler
- Alexandra Hasler (* 1997), Snowboarderin
- Jana Pensa (* 1997), Schauspielerin
- Onyinyechi Zogg (* 1997), schweizerisch-nigerianische Fussballspielerin
- Marc Hirschi (* 1998), Radsportler
- Joël Schmied (* 1998), Fussballspieler
- Zoé Vergé-Dépré (* 1998), Beachvolleyballspielerin
- Kevin Blaser (* 1999), Basketballspieler
- Lena Georgescu (* 1999), Schachspielerin
- Delia Sclabas (* 2000), Leichtathletin
- Sophie Walter (* 2000), deutsche Fussballspielerin
- Keijo Weibel (* 2000), Eishockeyspieler

#### Geburtsjahr unbekannt
- Emanuel Abbühl (* im 20. Jahrhundert), Oboist, Dirigent und Hochschullehrer
- Annette Bartholdy (* im 20. Jahrhundert), Bratschistin
- Barbara Locher (* im 20. Jahrhundert), Sopranistin und Professorin für Sologesang an der Hochschule für Musik in Luzern

### 21. Jahrhundert
- Samuel Ballet (* 2001), Fussballspieler
- Sadin Crnovrsanin (* 2002), Fussballspieler
- Ditaji Kambundji (* 2002), Hürdenläuferin
- Aaron Appiah (* 2003), schweizerisch-ghanaischer Fussballspieler

## Bekannte Personen, die in Bern gelebt haben oder leben

### 12. bis 18. Jahrhundert

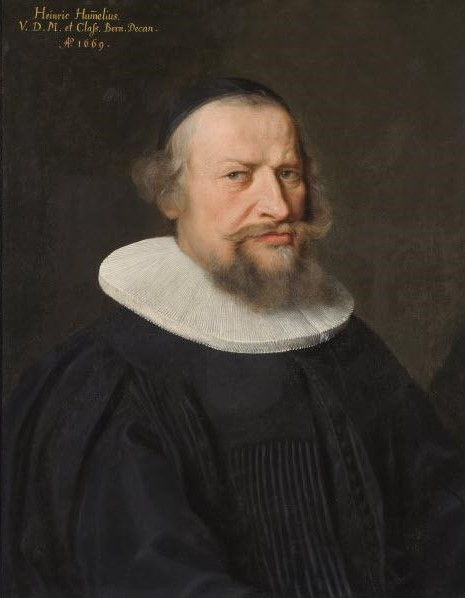
Johann Heinrich Hummel
(1611–1674)

- Berchtold V. von Zähringen (* um 1160; † 1218), Stadtgründer
- Ulrich Boner (≈1280–1349), Dominikaner
- Anna Seiler († 1360), Bernburgerin und Stifterin des Inselspitals
- Johannes Ammann († 1388), Bischof von Chur
- Thüring von Ringoltingen (* um 1415; † 1483), Schriftsteller
- Benedikt Tschachtlan (≈1420–1493), Chronist, Mitglied des Grossen Rats von Bern und Tagsatzungsgesandter
- Berchtold Haller (1492–1536), Reformator
- Johannes Fädminger (* um 1520; † 1586), evangelischer Geistlicher und Stifter eines Stipendienfonds
- Christian Amport (* um 1540; † 1590), evangelischer Theologe und Hochschullehrer
- Hans Jakob Dünz (I.) (* 1575–1649), Schweizer Maler, Kupferstecher, Illustrator und Chorwaibel
- Christoph Lüthardt (1590–1663), evangelischer Geistlicher und Hochschullehrer
- Johann Heinrich Hummel (1611–1674), evangelischer Geistlicher und Pfarrer am Berner Münster
- Johann Jakob Dachs (1667–1744), Pietist
- Margret Zeerleder-Lutz (1674–1750), Pietistin
- Johann Stapfer (1719–1801), evangelischer Geistlicher und Hochschullehrer
- Friedrich Meisner (1765–1825), deutscher Pädagoge und Naturforscher
- Georg Wilhelm Friedrich Hegel (1770–1831), Philosoph
- Samuel Gottlieb Hünerwadel (1771–1848), evangelischer Geistlicher und Hochschullehrer
- Ignaz Paul Vital Troxler (1780–1866), Arzt, Politiker und Philosoph
- Adam Friedrich Molz (1790–1879), Lehrer und evangelischer Geistlicher
- Emanuel Friedrich Zehender (1791–1870), Schullehrer, Pomologe und Gutsbesitzer
- Friedrich Ludwig Effinger (1795–1867), Politiker

### 19. Jahrhundert

Friedrich Baumann (Baumeister)
(1835–1910)

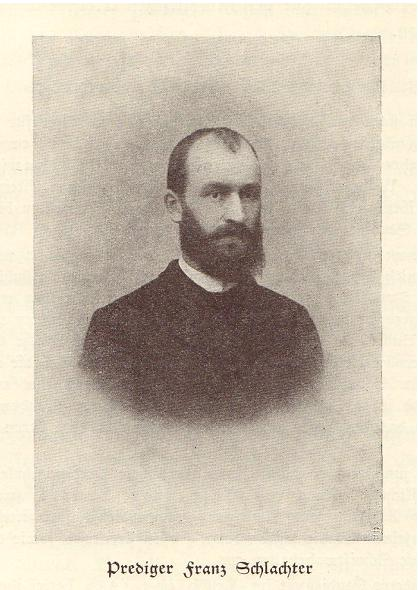
Franz Eugen Schlachter
(1859–1911)

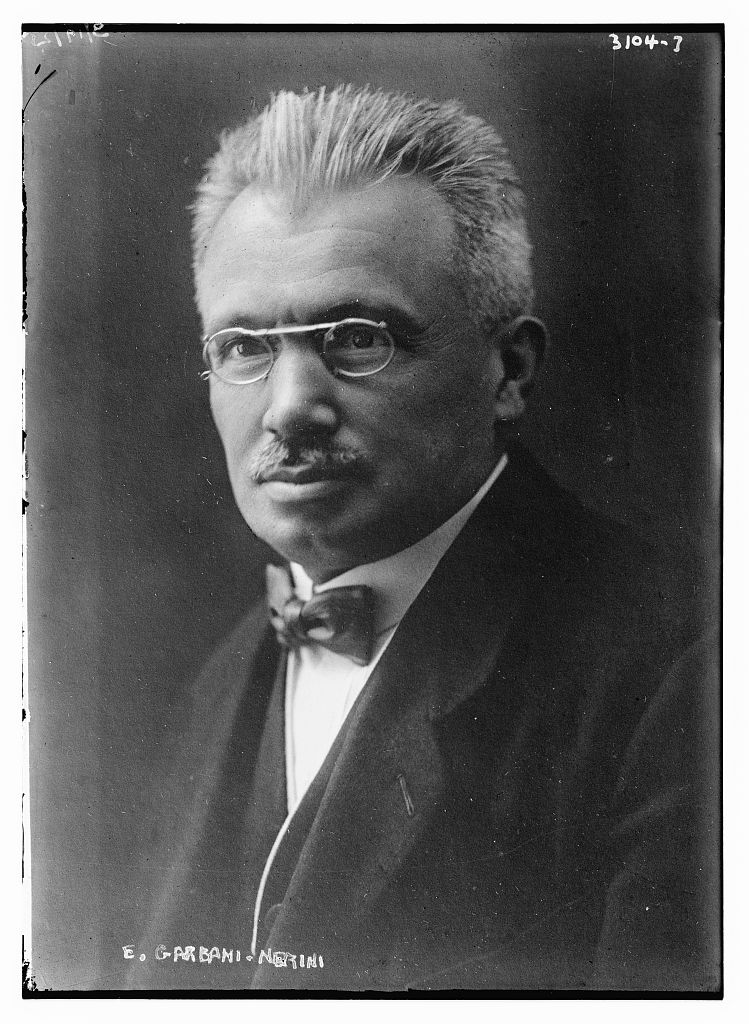
Evaristo Garbani-Nerini (1914)
(1867–1944)

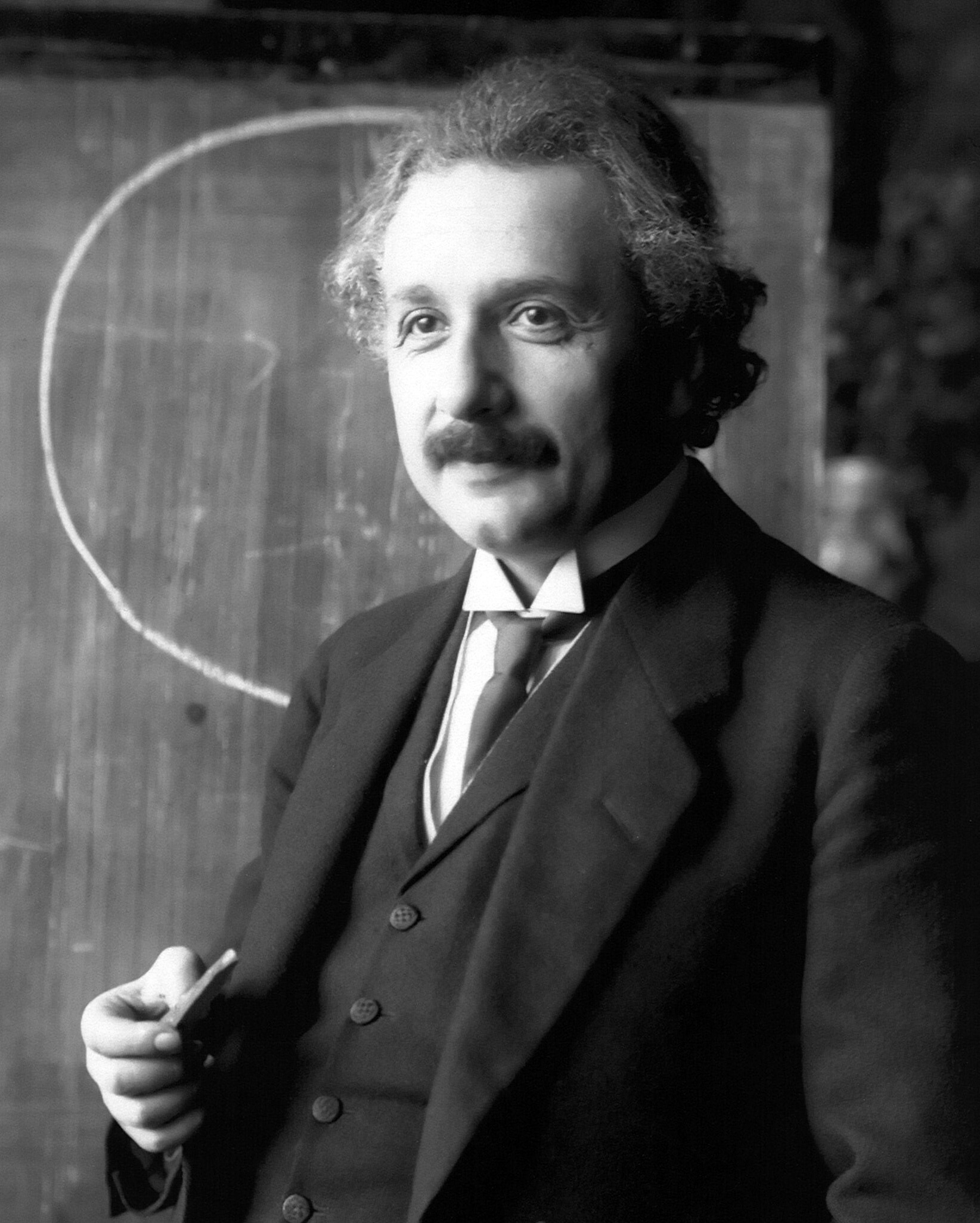
Albert Einstein
(1879–1955)

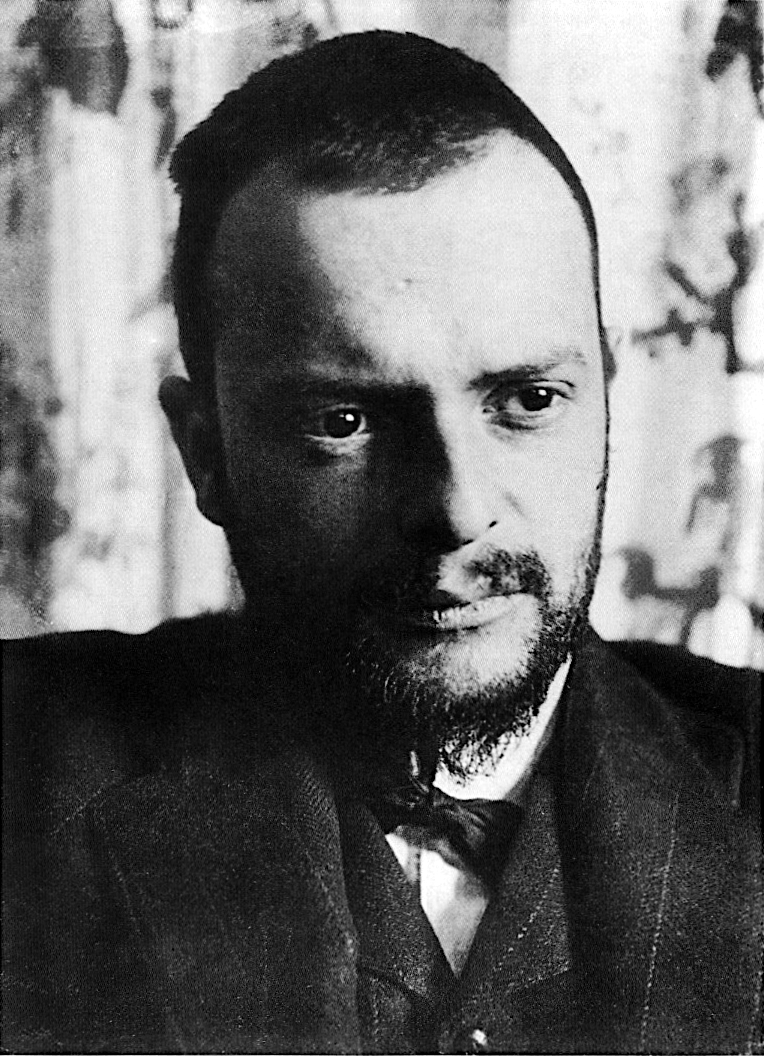
Paul Klee
(1879–1940)

- Gottlieb Samuel Studer (1804–1890), Bergsteiger, Panoramazeichner und Autor
- Ernst Friedrich Gelpke (1807–1871), evangelischer Geistlicher, Hochschullehrer und Rektor der Universität Bern
- Ludwig Schläfli (1814–1895), Mathematiker
- Eduard von Wattenwyl (1815–1890), evangelischer Geistlicher und Schulleiter
- Christian Müller (1816–1881), deutsch-schweizerischer Apotheker und Politiker
- Johann Christian Ott (1818–1878), Kaufmann, Beamter und Dichter
- Johann Friedrich Dändliker (1821–1900), Pietist und Vorsteher des Diakonie-Hauses in Bern
- Friedrich Gerber (1828–1905), evangelischer Geistlicher und Pädagoge
- Johann Jakob Romang (1831–1884), Schriftsteller, Sekretär beim Militärdepartement, Obergerichtsschreiber und Schriftsteller
- Friedrich Baumann (Baumeister) (1835–1910), Baumeister und Politiker
- Emma Hodler (1840–1913), Lehrerin, Schriftstellerin und Bühnenautorin
- Bendicht Peter (1842–1887), Direktor der Eidgenössischen Finanzkontrolle
- Emma Stämpfli-Studer (1848–1930), Unternehmerin und Pionierin im Bereich Kinderkrippen
- Ernst Müller (1849–1927), evangelischer Geistlicher und Bühnenautor
- Hermann Suter (1853–1914), Oberzolldirektor
- Werner Krebs (1854–1937), Unternehmer und Politiker
- Franz Siegwart (1854–1933), Oberst und Direktor der Eidgenössischen Finanzverwaltung
- Franz Eugen Schlachter (1859–1911), Bibelübersetzer und Prediger
- Evaristo Garbani-Nerini (1867–1944), Direktor des Weltpostvereins[10]
- Fritz Irmiger (1867–1926), Oberzolldirektor
- Richard La Nicca (1867–1946), Frauenarzt in Bern, Berner Stadtrat[11]
- Werner Kaiser (1868–1926), Jurist und Politiker
- Wladimir Lenin (1870–1924), Führer der Oktoberrevolution
- Heinrich Hoffmann (1874–1951), evangelischer Theologe und langjähriger Hochschullehrer und Rektor der Universität Bern
- August Huggler (1877–1944), Gewerkschaftsfunktionär und Politiker
- Carl Albert Loosli (1877–1959), Philosoph
- Karl Tellenbach (1877–1931), Stadtoriginal («Dällebach Kari»)
- Hans Ryffel (1878–1949), Direktor der Eidgenössischen Finanzkontrolle
- Robert Walser (1878–1956), Schriftsteller
- Albert Einstein (1879–1955), Physiker
- Paul Klee (1879–1940), Maler
- Albert Schädelin (1879–1961), evangelischer Pfarrer am Berner Münster und Hochschullehrer
- Etienne Perincioli (1881–1944), Bildhauer
- Robert Furrer (1882–1962), Oberzolldirektor
- Isaak Abelin (1883–1965), Chemiker, Pharmazeut und Hochschullehrer
- Peter Bratschi (1886–1975), Politiker, Hörspielautor und Mundartdichter
- Paul Amstutz (1887–1963), Direktor der Eidgenössischen Steuerverwaltung
- Otto Erich Strasser (1888–1985), evangelischer Geistlicher und Hochschullehrer
- Jacques Wipf (1888–1947), Architekt
- Frédéric Rüedi (1889–1962), Direktor der Eidgenössischen Steuerverwaltung
- Ernst Tobler (1889–1966), Landwirt, Unternehmer und Politiker
- Walter Benjamin (1892–1940), Philosoph
- Ernst Wyss (1893–1955), Direktor der Eidgenössischen Steuerverwaltung
- Armin Jeker (1894–1970), Direktor der Eidgenössischen Steuerverwaltung
- Erwin Schloss (1894–1944), deutscher evangelischer Geistlicher
- Aimé Félix Tschiffely (1895–1954), Distanzreiter, Schriftsteller, Abenteurer
- Rudolf Ramseyer (1897–1943), Fussballspieler
- Rudolf Joho (1898–1966), Theaterschauspieler und Regisseur
- Rudolf Kellerhals (1898–1960), Fürsprecher und Präsident der Rekurskommission
- Christian Rubi (1899–1990), Lehrer, Heimatforscher und Volkskundler

### 20. Jahrhundert

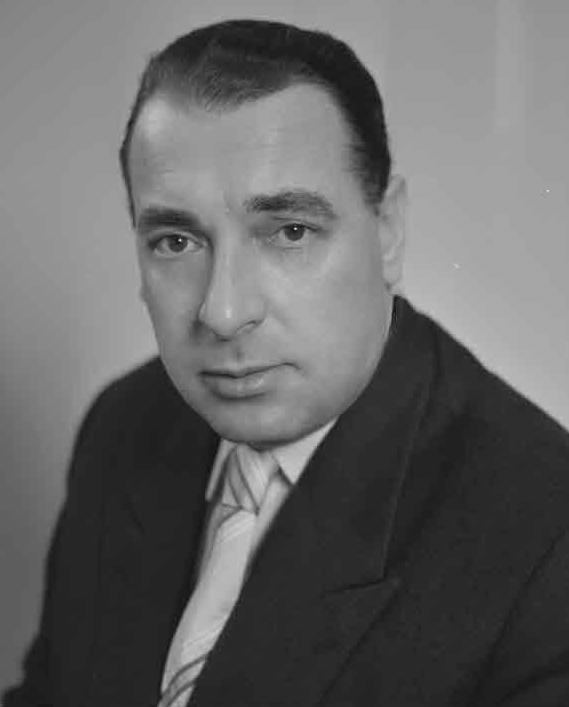
Reynold Tschäppät
(1917–1979)

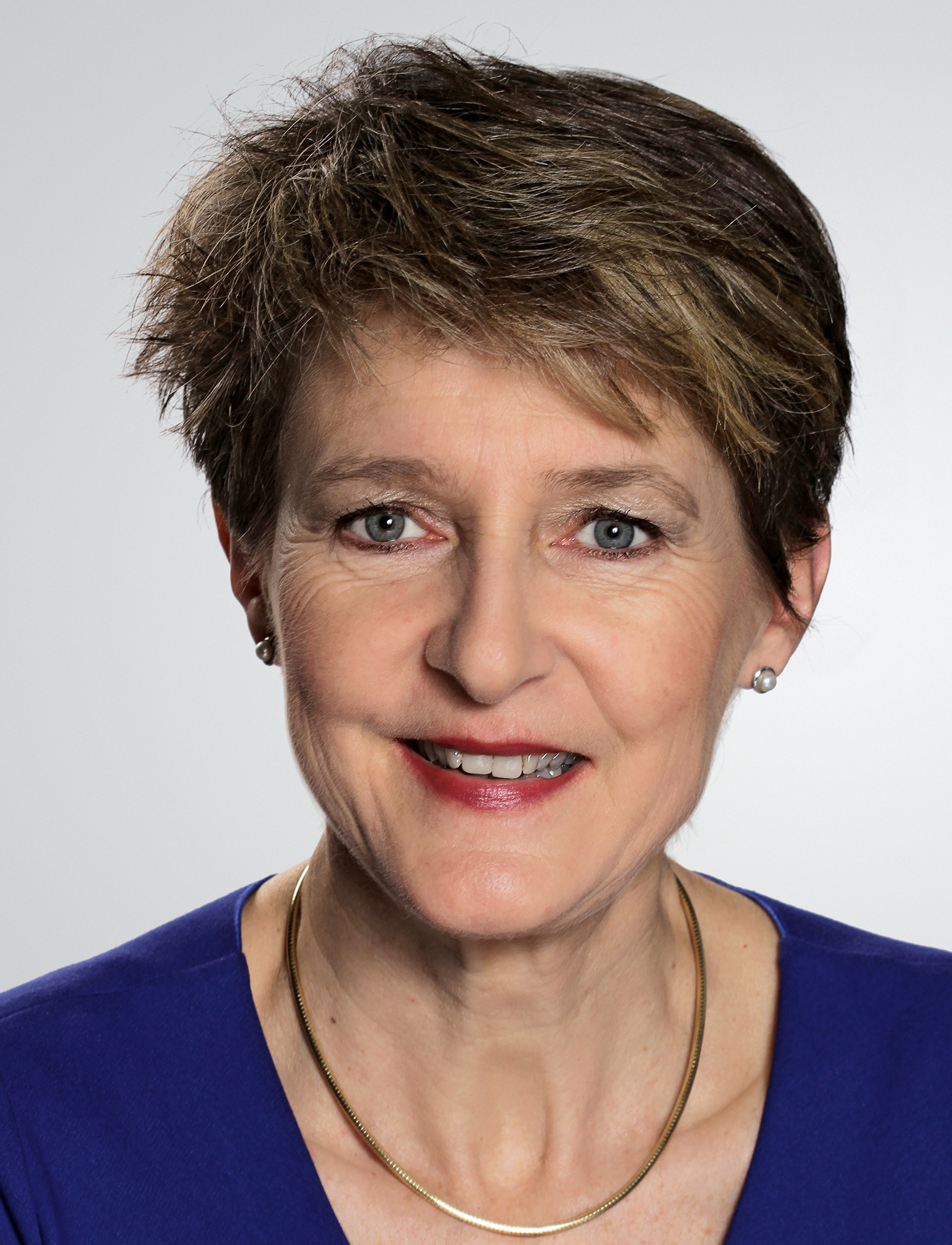
Simonetta Sommaruga
(* 1960)

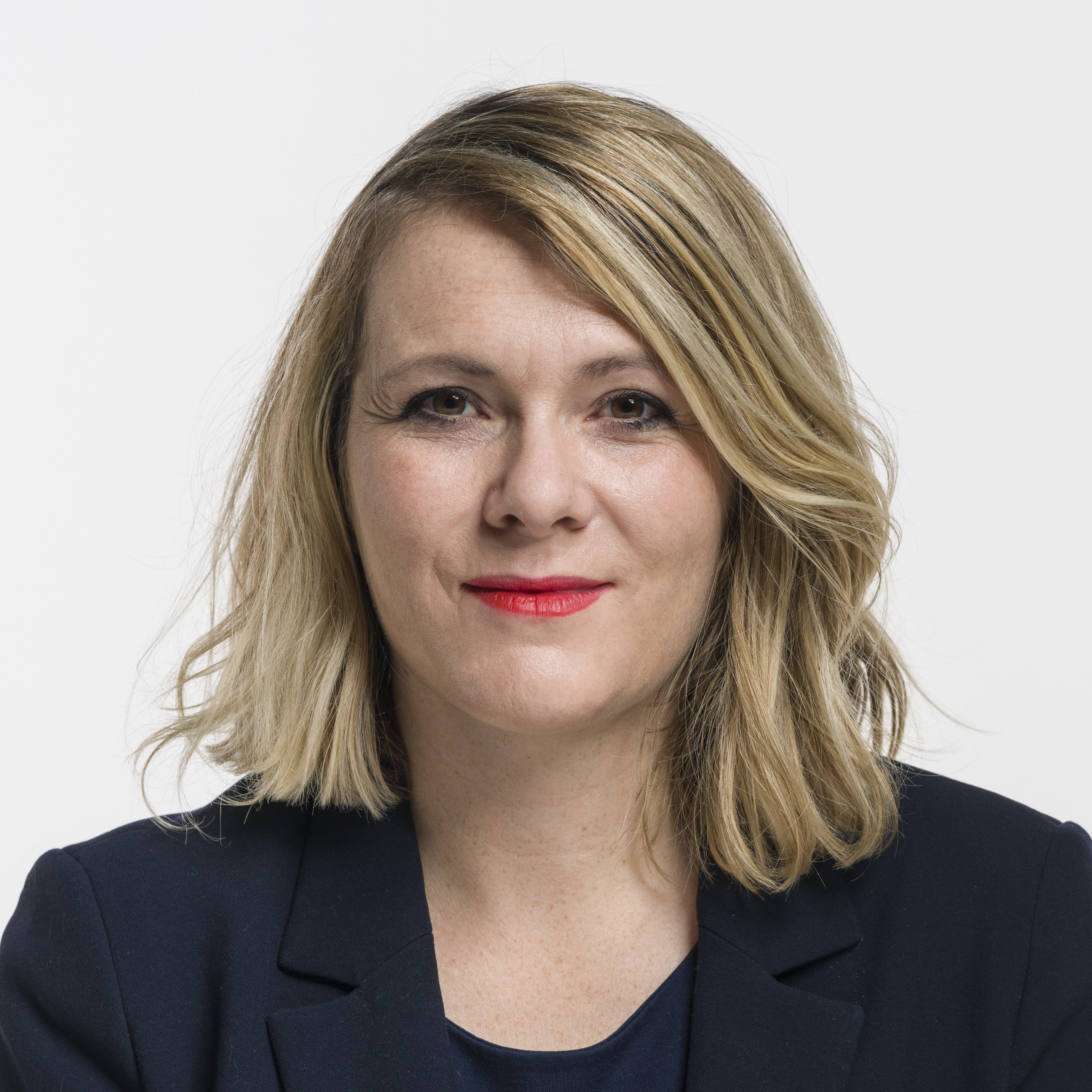
Kathrin Bertschy
(* 1979)

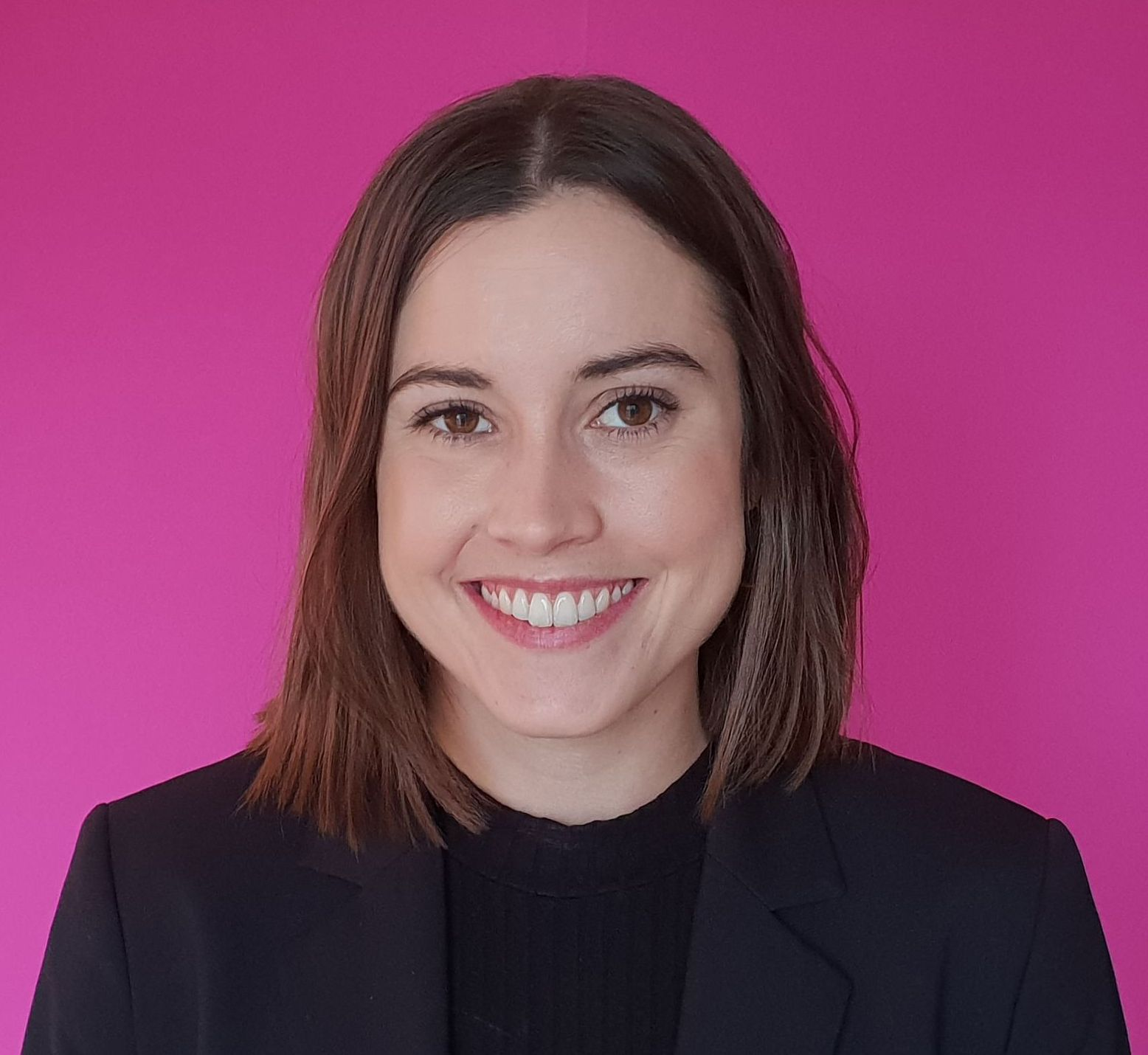
Laura Zimmermann
(* 1991)

- Otto Kellerhals (1901–1990), Direktor der Eidgenössischen Alkoholverwaltung
- Josef Berger (1902–1969), Theatergründer, Regisseur und Schauspieler
- Emil Ernst Ronner (1903–2000), Lehrer, Schriftsteller und Politiker
- Ernst Widmer (1903–1981), Oberzolldirektor
- Charles Lenz (1912–2008), Oberzolldirektor
- Christian Maurer (1913–1992), evangelischer Geistlicher und Hochschullehrer
- Meret Oppenheim (1913–1985), Künstlerin
- Markus Redli (1915–2012), Jurist und Bundesbeamter
- Eduard Lehmann (1916–1986), Direktor der Eidgenössischen Finanzkontrolle
- Paul Affolter (1917–2005), Zollbeamter
- Reynold Tschäppät (1917–1979), Stadtpräsident 1966–1979
- Walter Eich (1925–2018), Fussballspieler
- John le Carré (1931–2020), Schriftsteller
- Dirk Lüken (1932–2020), Kirchenmusiker
- Ursula Andress (* 1936), Filmschauspielerin
- Klaus Baumgartner (1937–2015), Stadtpräsident 1993–2004
- Alexander Heimann (1937–2003), Schriftsteller
- Alexander Klee (1940–2021), Maler
- Pedro Meier (* 1941), Schriftsteller, Lyriker und Künstler
- Jürgen Theobaldy (* 1944), Schriftsteller
- Polo Hofer (1945–2017), Begründer des berndeutschen Mundartrocks
- Stefan Haenni (* 1958), Maler und Krimiautor
- Simonetta Sommaruga (* 1960), Bundesrätin
- Kuno Lauener (* 1961), Sänger von Züri West
- Alec von Graffenried (* 1962), 2017 bis 2024 Berner Stadtpräsident
- Anna Huber (* 1965), Choreografin und Tänzerin
- Michael Thalheimer (* 1965), Regisseur
- Vincent Raven (* 1966), Berufsmagier
- Theresia Walser (* 1967), Schriftstellerin
- Sven Epiney (* 1972), Fernsehmoderator
- Christoph Simon (* 1972), Schriftsteller
- Florian Burkhardt (* 1974), Autor und Komponist
- Patricia Kopatchinskaja (* 1977), Geigerin
- Valérie Knoll (* 1978), Kuratorin und erste Direktorin Kunsthalle Bern
- Diens (* 1978), Rapper und Musikproduzent
- Kathrin Bertschy (* 1979), Politikerin
- Lisa Catena (* 1979), Satirikerin
- Fabian Cancellara (* 1981), Radrennfahrer
- Dennis Schwabenland (* 1983), Theater- und Filmregisseur, Schauspieler und Autor
- Zdravko Kuzmanović (* 1987), Fussballspieler
- Ronny Kaiser (* 1990), Pokerspieler
- Laura Zimmermann (* 1991), Politaktivistin
- Samuel Röthlisberger (* 1996), Handballspieler

### 21. Jahrhundert
- Nico Maier (* 2000), Fussballspieler
- Joël Ris (* 2001), Fussballspieler